# Az Apple Inc. története
Az Apple Inc. története évekre bontva, a fontosabb, ismertebb események említve. Az 1976–1995 közötti események forrása az Apple honlapján 1995-ben elérhető történet magyar fordítása. 1995–2000 között az események forrása az Almalap, illetve az Apple History. A kronológiát több helyen kiegészítettük Ken Polsson Apple kronológiája alapján. Az ezredforduló után kiadott Apple-sajtóközlemények a forrásai a 2000 után történteknek. Az egyes eszközök technikai paraméterei a MacTracker alkalmazásból származnak.
|      |      |      |      |      |      | 1976 | 1977 | 1978 | 1979 |
| 1980 | 1981 | 1982 | 1983 | 1984 | 1985 | 1986 | 1987 | 1988 | 1989 |
| 1990 | 1991 | 1992 | 1993 | 1994 | 1995 | 1996 | 1997 | 1998 | 1999 |
| 2000 | 2001 | 2002 | 2003 | 2004 | 2005 | 2006 | 2007 | 2008 | 2009 |
| 2010 | 2011 | 2012 | 2013 | 2014 | 2015 | 2016 | 2017 | 2018 | 2019 |
| 2020 | 2021 | 2022 | 2023 | 2024 | 2025 |      |      |      |      |

## Történet évek szerinti bontásban

### 1976
- Január A 26 éves Steve Wozniak a Hewlett-Packard-nál, az öt évvel fiatalabb Steve Jobs az Atarinál dolgozik.

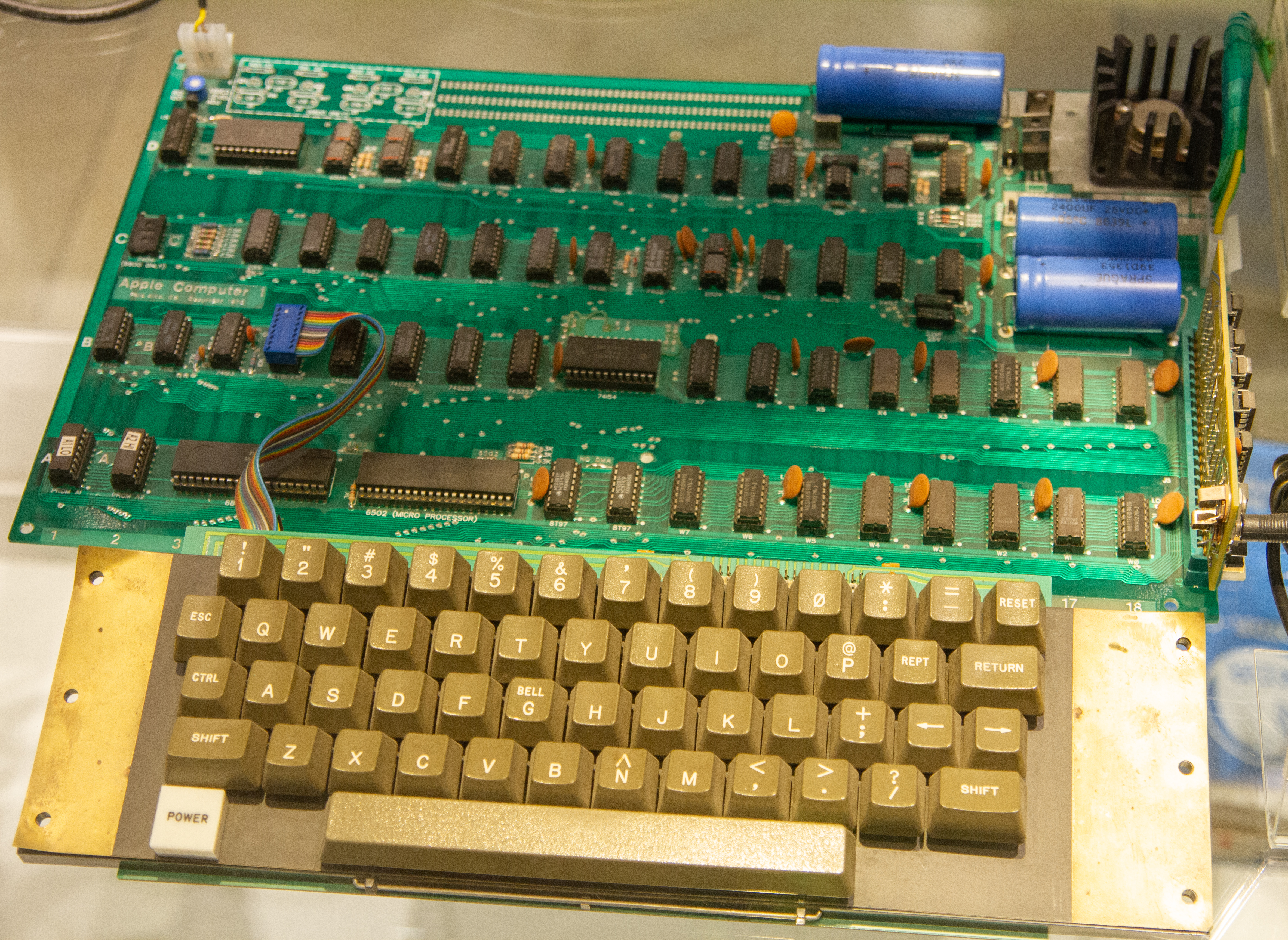
Az Apple I számítógép

- Március Wozniak és Jobs összerakja első számítógép-alaplapját, amelyhez nem csatlakozik sem billentyűzet, sem egér, viszont hangja sincs és grafikus képmegjelenítésre sem képes. Ezt nevezik Apple I-nek.[8]
- Az Apple-t 1976. április elsején (bolondok napja) alapította Steve Jobs, Steve Wozniak és Ronald Wayne[9][10][11][8][12][13][14][15][16] – Wayne tizenkét nappal később eladta részesedését Jobsnak és Wozniaknak.[17][18][19] Az Apple I első bemutatkozása a kaliforniai Palo Alto-i Homebrew Computer Club-ban.[20][8][12]
- Május Jobs eladja VW mikrobuszát, Wozniak pénzzé teszi programozható Hewlett-Packard kalkulátorát, az így befolyó 1350 dollárból Apple I alaplapok gyártásába fognak.[21] A Byte Shop számítógép bolt – baráti segítségként – ötven darab Apple I-et rendel.[22] Jobs ezt a megrendelést használja fel arra, hogy bankkölcsönt vegyen fel, amelyből szülei garázsában manufaktúrában építik a gépeket.

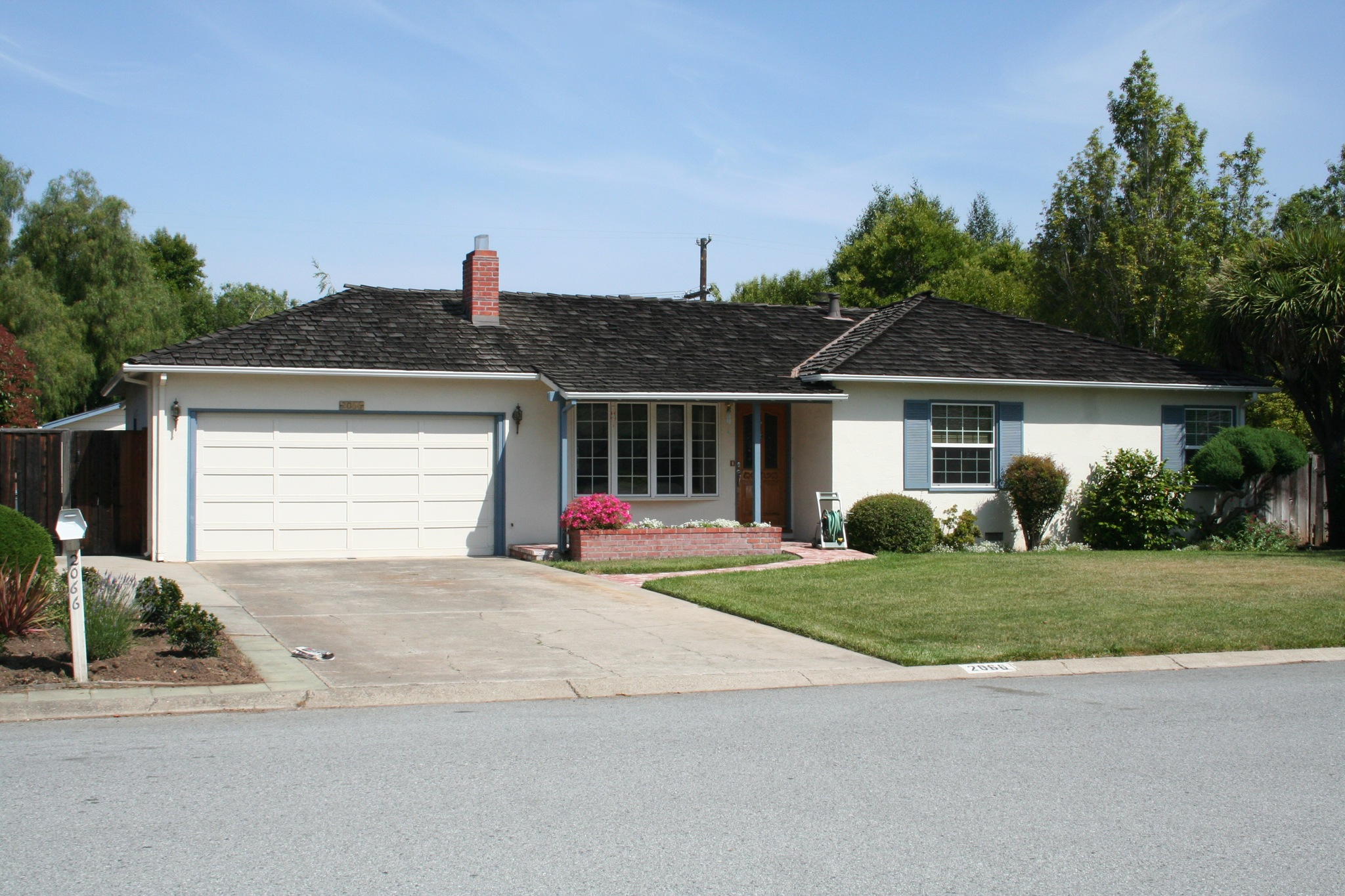
A Jobs család háza a Christ Drive-on, a kaliforniai Los Altosban. Wozniak több interjúban cáfolta, hogy itt alapították volna az Apple-t, de megerősítette, hogy kezdetben itt dolgoztak

- Június Az Apple a Regis McKenna hirdetésügynökséget bízza meg az Apple képviseletével.
- Július Az Apple I kereskedelmi forgalomban kapható, vásárlói amatőrök és az elektronika iránt érdeklődők; az ár: 666,66 dollár.
- Augusztus Jobs az Atari alapítója, Nolan Bushnell révén megismerkedik Don Valentine-nel, aki kockázati tőke beruházásban utazik. Valentine hozza össze Jobs-t Mike Markkula-val,[23] aki korábban az Intel és a Fairchild Semiconductor marketingjével foglalkozott.[24][25]
- November Elkészül az Apple első írott üzleti terve, amely 500 milliós forgalom elérését tűzi ki célul a tizedik üzleti évre. Ez öt évvel korábban válik valóra.
- December Az Apple I-et az államokban már tíz viszonteladó forgalmazza.

### 1977
- Január Az Apple-t hárman irányítják: Jobs, Wozniak és új partnerük, az igazgatóként is dolgozó Mike Markkula. A hatékony marketing stratégia érdekében Markkula 250 000 dollárt invesztál a vállalkozásba.[25][26] További tőkeinjekciókat a Venrock Associates, az Arthur Rock and Associates és a Capital Management Corp. kockázati tőkebefektető társaságok adnak az Apple-nek. Január 3-án hivatalosan is bejegyzik az Apple-t.[27]
- Az Apple Jobsék garázsából átköltözik a kaliforniai Cupertinoban lévő Stevens Creek Boulevard-ra.[28][29]
- Február Markkula felkérésére Michael Scott lesz az Apple elnöke.[8] Ő a meghatározó erő az Apple leglátványosabb fejlődést felmutató éveiben.[30]

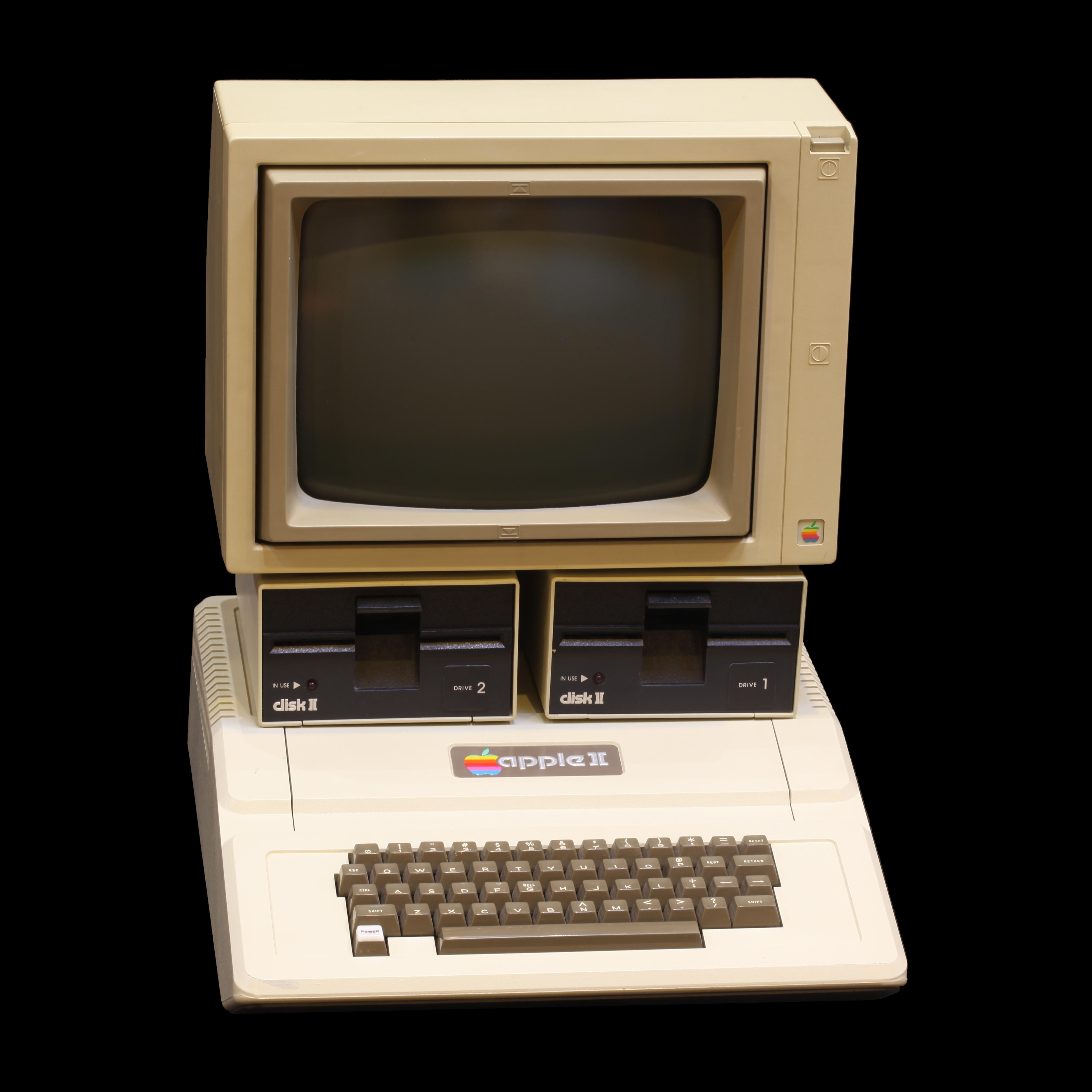
Az Apple II számítógép. A monitor alatt két Disk egység

- Április Az első West Coast Computer Kiállításon mutatkozik be az új Apple II. Ez az első számítógép, amely színes képet generál, billentyűzete és tápja van, mindez formatervezett külalakkal. A kiállításon az Apple standja a legnagyobb, a bemutatókat a látogatók óriás kivetítőn követhetik. Miközben a látogatók csodálkoznak, Markkula sorra állapodik meg az új viszonteladókkal.[9][10][31][32][33][34][35][36][21][37]

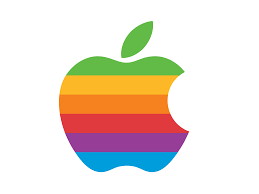
Az Apple logó. Valójában a második az elsőt a harmadik alapító, Ronald Wayne tervezte

- A Regis McKenna művészeti vezetője, Rob Janoff elköveti élete legismertebbé vált munkáját, megtervezi az azóta változatlan formában használt Apple logót.[8]
- Május Regis McKenna megindítja az Apple első reklámkampányát. A hirdetések nem csak a technikára fogékonyakat veszik célba, az Apple az első cég, amely nem szaklapban hirdet személyi számítógépet.
- Június Megkezdődik az Apple II szállítása.[8][38][39] Ezt a gépet csak be kell kapcsolni, előzetesen már tesztelték, 4KB-os memóriával van felszerelve és demo kazetta is jár hozzá, az ára csupán 1298 dollár. A felhasználók monitorként TV-jüket csatlakoztathatják a géphez, adataikat, programjaikat pedig kazettás magnóra rögzíthetik.
- A havi rendelés állományt éves szintre kivetítve az összeg eléri az egymillió dollárt.[40][41][42] Megérkezik az első Apple Európába, a bátor disztribútort Eurapple-nek hívják.

### 1978
- Január Ismét költözik az Apple, ám ez a cím végleges: 10260 Cupertino, Bandley Drive. Az elkövetkező évek során az anyaépület köré újabb és újabb irodaházakat épített a bővülő cég.
- Március A legismertebb nyomtatók csatlakoztatását segítendő illesztőkártyákat mutat be az Apple.[8]
- Június A Consumer Electronics Show-n az Apple bemutatja a Disk II-t.[43][44][45][46][47][48][8][49] Ez a legegyszerűbben kezelhető, legolcsóbb és leggyorsabb miniflopy drájv, amit valaha gyártó kínált – addig. Használata lehetővé teszi komolyabb programok alkalmazását is. A termelés méreteire jellemző, hogy eleinte két betanított dolgozó, kézzel napi harminc drájvot szerelt össze.
- A Dow Jones cégnél Apple II-t használók számára telefonos forródrót szolgáltatást vezetnek be.
- December Második évének végére az Apple Amerika leggyorsabban fejlődő cége lett. Eladásai megtízszereződtek, viszonteladóinak száma meghaladta a 300-at.[50]

### 1979
- Február Az Apple elnöke, Mike Scott meghirdeti az Apple minden üzleti területre érvényes célkitűzését: Le az írógépekkel!
- Június Bemutatkozik az Apple II+, lehengerlő 48KB memória, újdonság a ROM-ból felálló rendszer és a beépített szövegszerkesztő-kezdemény. Mindez 1195 dollárba kerül – csupán.[51][21]
- Létrehívják az Apple Education Foundation-t (Apple Oktatási Alapítvány). Az alapítvány küldetése, hogy az Apple-rendszerek iskolai használatával új oktatási szoftvereket fejleszthessenek ki, és a számítógépeket beépítsék az oktatásba.
- Megvásárolható az Apple első nyomtatója, a Silentype.
- Az Államokban az Apple meghirdeti az egy-nap-alatt-megjavítjuk szerviz programot. Megtartják az első viszonteladói tanácskozást, amelyen olyan értékesítési stratégiát és érdekeltségi rendszert dolgoznak ki, amely nem sérti a szövetségi törvényeket. Ezt a rendszert később számos számítógépgyártó cég másolja le.
- Augusztus Az Apple II Pascalban is programozható.[52]

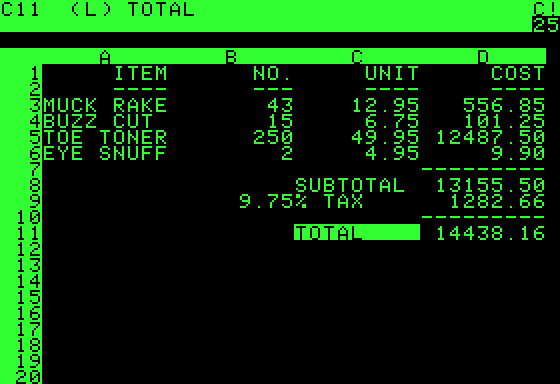
VisiCalc az Apple II kijelzőjén

- Október A Personal Software elkészíti az Apple II-n futtatható VisiCalc Táblázatkezelő programot. Ez az első fontos alkalmazás, amely azok munkáját segíti, akik nem tudnak programozni.[53]
- December Az Apple minden termékére további egyéves garanciát vállal csekély összeg fejében.
- Az Apple II-ből 35 000 darabot értékesítenek, ez 400 százalékos növekedés 1978-hoz képest.
- A cégnél már – négy irodaházban – 250-en dolgoznak.

### 1980
- Március Az Apple Fortranban is programozható.[54] Ez erős lökést ad az oktatási és mérnöki alkalmazások fejlesztéséhez.
- Július A texasi Carrolltonban összeszerelő üzemet létesít az Apple.

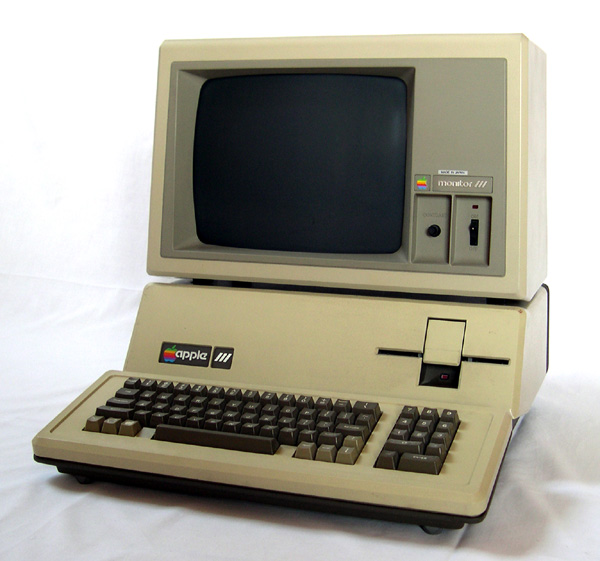
Az Apple III

- Szeptember A National Computer Conference-en bemutatják az Apple III-at. Megújult operációs rendszer, beépített lemezvezérlő és négy bővítőhely jellemzi a gépet. Az Apple életében ez a legnagyobb technikai ugrás, az új gép ára 3495 dollár (ez is ugrás).[9][55][56][57][58][32][54][59][60][61][62]
- Az Apple az írországi Corkban összeszerelő üzemet létesít, az európai központ a hollandiai Zeistben áll fel.
- November Az Apple II-t alkalmazzák hálózati számítógépnek az EDUNET nemzetközi felsőoktatási számítógépes hálózatnál.
- December Nyilvános részvénykibocsátás. A Morgan Stanley and Co. és a Hambrecht&Quist cégek segítségével 22 dolláros árfolyamon 4,6 millió részvényt bocsát ki az Apple. A felkínált részvényeket szó szerint percek alatt lejegyzik, ilyen sikeres kibocsátással utoljára 1956-ban a Ford dicsekedhetett.[63][64][50][65][66][54][67][68]
- Már több mint ezren dolgoznak az Apple-nél.[50][68]
- Az Apple Seed program keretében megkezdi az Apple az általános- és középiskolák, valamint a felsőfokú oktatási intézmények számítógéppel és számítógépes oktatási anyaggal történő felszerelését.
- Az Apple-é a legnagyobb viszonteladói hálózat: az Államokban 800, szerte a világon pedig ezernél is több viszonteladó.[69][70][68]

### 1981
- Január A kutatásra és fejlesztésre fordított összegek elérik a 21 millió dollárt, ez háromszorosa az egy évvel azelőttinek. Az Apple alkalmazottai hazavihetnek egy gépet nyomtatóval, amiért egy éven keresztül jelképes összeget fizetnek cégüknek, ezt követően a gép tulajdonukká válik.
- Február Mike Scott újabb negyven embert alkalmaz az Apple-fejlesztések hatékonyabbá tételéhez.
- A Chiat/Day Reklámügynökség felvásárolja a Regis McKenna-t, így ez lesz az Apple új ügynöksége.
- Újabb európai központ nyílik Párizsban és az angliai Slough-ban.
- Március Átalakítás a felső vezetésben: Mike Scott helyett Mike Markkula[23] lesz az elnök, Scott alelnöke az Apple-nek és Steve Jobs nyeri el Markkula eddigi posztját, a vezérigazgatóságot.[71][72][54][73][74]
- Apple Expo '81 – a cég első roadshowja (országjáró körútja).
- Április A nyomtatókkal, modemekkel és más periféria egységekkel ezentúl az Accessory Products Division foglalkozik.
- Május Bemutatják az Apple Language Card-ot, melynek segítségével az Apple II is képes Pascal, Fortran vagy Pilot programok futtatására. Az IEEE-488 interface kártya segítségével az Apple II több, mint 1400 tudományos és műszaki eszközhöz köthető.
- Újabb részvénykibocsátás: 2,6 millió részvény kerül forgalomba.[68]
- Július Szingapúrban üzembe helyezik a legújabb Apple-gyárat.
- Augusztus Az IBM bemutatja az IBM PC-t. Az Apple a gazdasági körök mértékadó lapjában, a The Wall Street Journal-ban, egész oldalas hirdetéssel köszönti új riválisát: Welcome IBM. Seriously. (Üdvözöllek IBM. Komolyan.)[75][76]
- Szeptember Az Apple bemutatja első adattároló rendszerét, az 5MB tárolására képes ProFile merevlemezt, ennek ára 3499 dollár.[54][77][78][79][80]
- November A több, mint 3 000 Apple dealer egyharmada minősített viszonteladó.
- Az Apple II-ből 300 000-nél többet adtak el, a dolgozók létszáma meghaladja a 2 500-at, az év során az Apple 40 szoftvert dobott piacra.[68]
- Az Apple ismert névvé vált. 1981-ben a megkérdezettek 80 százaléka azonosította a céget neve hallatán.

### 1982
- Január A kutatás-fejlesztésre szánt összeg tovább növekszik, eléri a 38 millió dollárt, ez 81 százalékos növekedés.
- Már több, mint száz cég árusít személyi számítógépet. Az Apple eddig 650 000 darabot értékesített, 1000 fejlesztő cég 10 000 programja közül választhat a felhasználó, 60 cég gyárt Apple-höz csatlakoztatható perifériákat.[81]
- Július Apple Dot Matrix nyomtató 2195 dollárért kapható.[54][82]
- Augusztus Az Apple jelzi, hogy nem engedélyezi gépei másolását és a jog minden eszközével fellép az ilyen kísérletek ellen.[9][83][84][85][86]
- December Az Apple az első számítástechnikai cég, amelynek értékesítése meghaladja az egymilliárd dollárt egy év alatt. Cupertinoban a dolgozókkal együtt hatalmas partit rendeznek, ez a Milliárd Dolláros Party.[87][54]
- A rangos Time hetilap az évente kiosztásra kerülő Man of the Year – Év Embere szám helyett a The Year of the Computer – A Számítógép Éve címmel jelenik meg.

### 1983
- Január Az Apple IIe ára 1395 dollár[81], a Lisa-é 9995 dollár[9][10][31][55][88][89][90][71][72][91], az év elején további kiegészítő termékeket is bemutatnak.[92][93]
- Európát bejárja az Apple: London, Párizs, Zürich, München, Milánó, Stockholm, Amszterdam, Helsinki, Brüsszel, Tel-Aviv, Madrid és Dublin városokban tartanak bemutatót.
- Április John Sculley-t[94][95][96], a Pepsi-Cola volt elnökét választják az Apple elnökének és vezérigazgatójának.[72][97][54][98]
- Május Az ötéves Apple a Fortune magazin (gazdasági szaklap) 500-as toplistáján – ez a világ legnagyobb vállalatainak listája – a 411. helyen mutatkozik be.
- A Srácok Nem Várnak program keretében 10 000 kaliforniai iskolás jut  számítógéphez.
- Június Legyártják az egymilliomodik .[88][99][9][100]
- Július Kiváltságos vásárlók mostantól hitelkártyájuk segítségével vásárolhatnak Apple terméket a General Electric Credit Corp-nak köszönhetően.
- Október Útnak indul a Certified/Registered Apple Developer Program.
- November Megjelenik az AppleWorks,[101] amely magába foglalja mindazt, amire egy üzletembernek szüksége lehet: szövegszerkesztő, táblázatkezelő, adatbázis kezelő. Rövid idő alatt az AppleWorks a legkelendőbb szoftver.[54]
- December Bemutatják az Apple III+ számítógépet 2995, ImageWriter nyomtatót 675 dollárért.[88][62][21]

### 1984

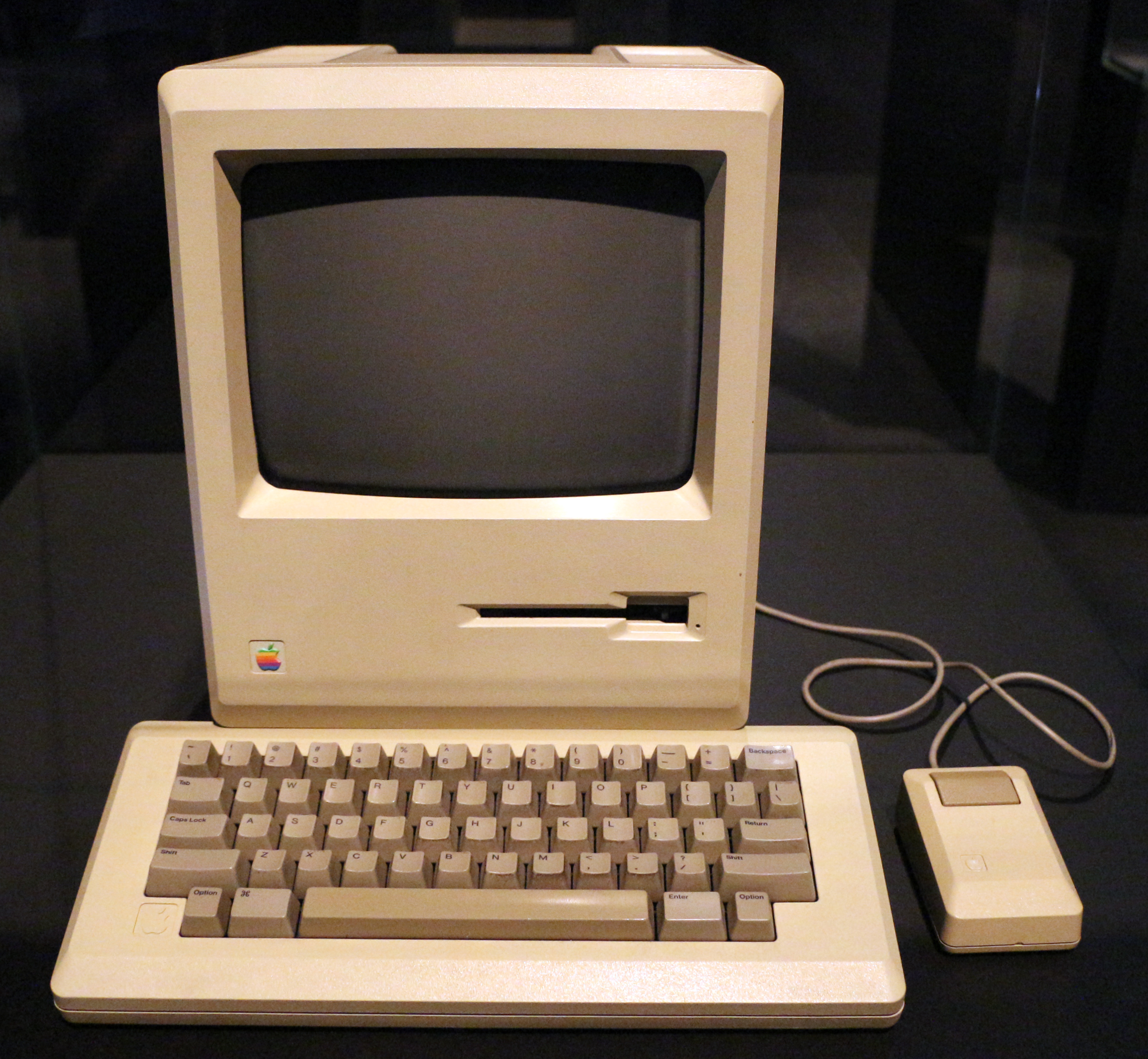
A Macintosh 128k. Az első Macintosh nevet viselő számítógép

- Január Az elhíresült 1984 TV hirdetés, amelyet csak egyszer sugároztak[102], a rendező Ridley Scott volt. Az amerikai foci-döntő, a Super Bowl szünetében ment reklám hatása maradandó volt, a következő napokban, hetekben hírműsorok, gazdasági tereferék játszották – ingyen – újra és újra kielemezve hatását.[103][104][105][106][107][108][109][110] Ez volt az első Macintosh, a Macintosh 128K bemutatója.[9][10][31][32][88][111][112][113][114][115]
- Az Apple húsz oldalas hirdetést helyez el a legnépszerűbb magazinokban. A visszajelzés megdönt minden addigi rekordot. Az Apple University-re három év alatt 61 millió dollárt szán a cég.
- A kaliforniai Fremontban megnyitott új gyár a legmodernebb az államban, robotok, JIT-szállítás, összeszerelő lánc, minőség-ellenőrzés jellemzi.
- Már kapható a 300- és 1200-baudos Personal Modem 299, illetve 495 dolláros áron.[88][116]

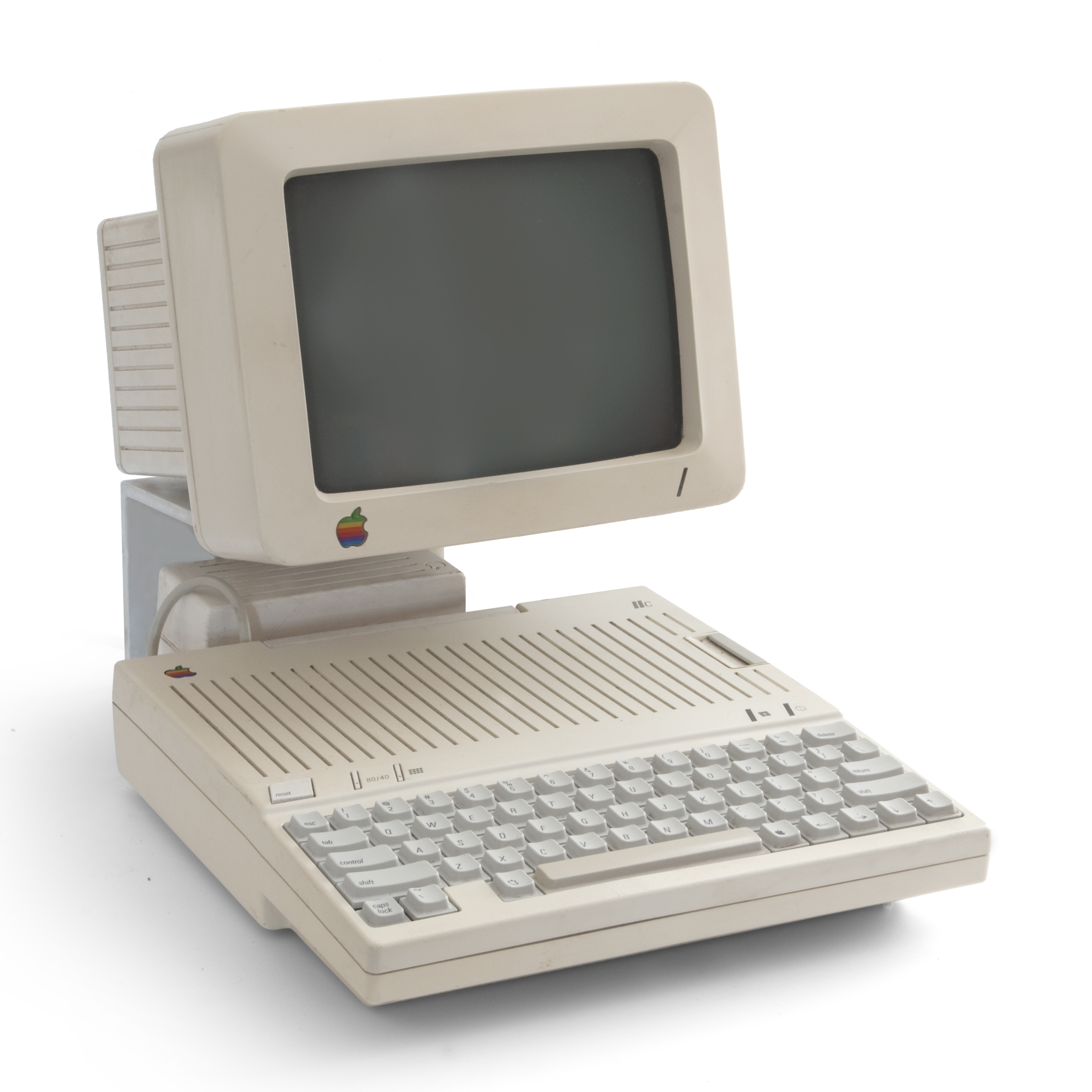
Apple IIc

- Április Az Apple II Forever konferencián mutatják be az 1295 dollárba kerülő Apple IIc-t, a belelkesült 2 000 viszonteladó helyből megrendel 52 000 darabot – ezzel bekerülnek a Guinness Rekordok Könyvebe is.[32][88][117][21][118][119][120][121]
- Befejeződik az Apple III termékcsalád fejlesztése.[88][62][122][123]
- Direkt eladással próbálkoznak a Fortune 1000-es listáján szereplő cégeknél.
- Május Az írországi gyár németül és olaszul kommunikáló Macintoshokat gyárt.
- Augusztus Az Apple IIc nyeri az 1984-es év Industrial Design Excellence Award-t (IDEA – ipari tervezési díj).
- Szeptember A Macintosh 512K 3195 dollárért kapható.[21][88][124][125][126]
- November Az Apple az 1984-es amerikai elnökválasztás eredményeit taglaló Newsweek hetilap összes hirdetési felületét – 39 oldalt – felvásárolja, hogy az olvasók figyelmét a cikkeken kívül semmi más ne vonhassa el a Test Drive a Macintosh kampány ismertetésétől.[127] A hirdetés eredményeképp körülbelül 200 000 ember visz haza egy Macintosh-t, hogy 24 órán át ingyen használja. A szakemberek szerint a hirdetés egyike az év tíz legjobb hirdetésének.
- Eladják a kétmilliomodik Apple II-t.[88][128]

### 1985

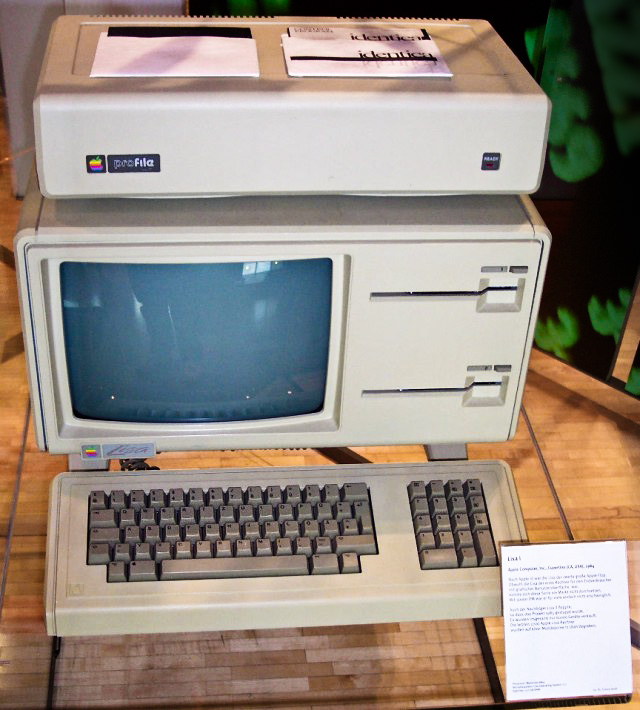
Az Apple Lisa számítógép. A monitor tetején az Apple ProFile merevlemeze látható. Jobs első gyerekét hívták Lisának, akit az anyja nevelt fel, de Jobs is látogatta. Jobs haláláig nem ismerte el, hogy a számítógépet a lányáról nevezte el.

- Január Lisa hivatalosan Macintosh XL névre hallgat.[21][88][132][133] A The Macintosh Office kampány keretében mutatják be az új LaserWriter nyomtatót 6 999 dollárért és az AppleTalk-t[134][135] 50 dollárért.[10][32][133][136][137]
- Jobs deklarálja az új célt: összekötni a számítógépeket és meghirdetni a szembenállást az IBM-mel.
- A Northern Telecom távközlési szolgáltató cég, az Apple partnere, ajánlatuk értelmében a telefonhálózaton bármely két Macintosh számítógép összeköthető.
- Ismét Super Bowl, az Apple a stadiont Apple-színekbe öltözteti. A TV hirdetés szintén nagy vihart kavar: Lemmings. (Üzletembernek öltözött állatok vetik magukat a mélybe, mert nem Macintosh-t használtak. A vegyes visszhang hatására az Apple megköveti az üzleti életet, hirdetési ügynökségének pedig felmond.)[138][139][140]
- Csupa siker a sajtóban: Sculley[94] az Év Hirdetője, a Macintosh az Év Hardverterméke, Jobs és Wozniak az Új Generáció Legjobbja.
- A legjobb negyedéves eladási eredmények, de a viszonteladók raktárai tele maradnak, így az ünnepek után is van mit eladniuk. John Sculley ezért az ünneplés mellett arra figyelmeztet, hogy a következő időszak meghatározó lesz az Apple számára.
- Február Jobs és Wozniak kitüntetést vesz át Reagan elnöktől a Fehér Házban. Wozniak lemond és saját céget alapít, amely az otthoni videózás területén kíván működni, fejleszteni.[141]
- Március Az Apple és 28 független fejlesztő a Wall Street Journalban hirdetést jelentet meg: The Macintosh Office.
- Minden idők legtöbb Apple alkalmazotti létszáma: 5 700.
- Az Apple IIe gépeket új, jobb chipekkel gyártják. A gyárak egyhetes szünetet tartanak a felhalmozódott raktárkészletek elfogyasztása érdekében.[142]
- Április Általános- és középiskolai tanárok számára az Apple számítógépes tanfolyamokat tart.
- A gyártás első évében több, mint 400 000 Apple IIc számítógépet értékesítettek. Befejezik a Macintosh XL (a hajdani Lisa) gyártását.[32][143][132][124][144] Piacra kerül az ImageWriter II, HD-20 merevlemez és az Apple Personal Modem.[145]
- Június Sculley jelentős átszervezést jelent be, elbocsátják a dolgozók húsz százalékát (1200 ember[146][144]), a gyártás folyamatát ezentúl nem termékenként szervezik, hanem funkcionálisan, a hat gyárból hármat bezárnak.[144][147][148] Az első veszteséges negyedévét zárja az Apple, ez az átszervezés hozománya.[88]
- A svédországi Lundban megnyitja kapuit az Apple European University.
- Július Létrejön az AppleLink kommunikációs hálózat, amelyre Apple dolgozók, beszállítók, viszonteladók, fejlesztők kapcsolódhatnak rá, ahol elektronikus leveleket válthatnak és ahonnan információkat tölthetnek le.
- Az Apple az érzékelésben valamilyen módon korlátozott iskolások számára fejleszt oktatási programokat.
- Augusztus A Dél-afrikai apartheid rendszer elleni tiltakozáshoz csatlakozva az Apple beszünteti szállításait a nevezett országba. Megszűnik az az Apple által finanszírozott szervezet, amely az elbocsátott dolgozók elhelyezkedését volt hivatva támogatni, miután a hozzáfordulók kilencven százalékát sikerrel segítette állásba.
- Szeptember Steve Jobs megválik a cégtől és saját vállalkozásba kezd.[149][88][150][151][152][145][153][154]
- November Az amerikai elnök felesége, Nancy Reagan egy Apple IIe számítógépet ajándékoz egy svájci gimnáziumnak a Reagan-Gorbacsov találkozó mellékeseményeként.
- A szingapúri gyárat a helyi kormány Nemzeti Termelési Díjjal tünteti ki.
- December A USA Today bulvárlapban 14 oldalas fizetett hirdetésben mutatja be az Apple két gépét, az Apple IIe-t és a Apple IIc.

### 1986
- Január A San Franciscó-i AppleWorld konferencián mutatják be a Macintosh Plus-t (2599 dollár) és a LaserWriter Plus-t (6798 dollár).[10][32][88][155][156][157][21][125][158]
- Az Apple ismét teljes erejével az oktatás felé fordul. Az iskolák számára meghirdetett akciójában a régi Apple, IBM, Tandy és Commodore gépek árát beleszámítják az új Apple gépek vételi árába. A felhasználókkal való jobb kommunikáció érdekében hatszáz Apple Klubbal létesítenek elektronikus kapcsolatot.
- Február 15 és fél millió dollárért az Apple megvásárol egy Cray X-MP/48 szuperszámítógépet, amellyel az elkövetkező évek hardver és szoftver megoldásait kívánják szimulálni, így támogatva az új termékek fejlesztését.
- Március Nagy-Britanniában önálló viszonteladó-hálózat kezdi meg az Apple gépek forgalmazását.

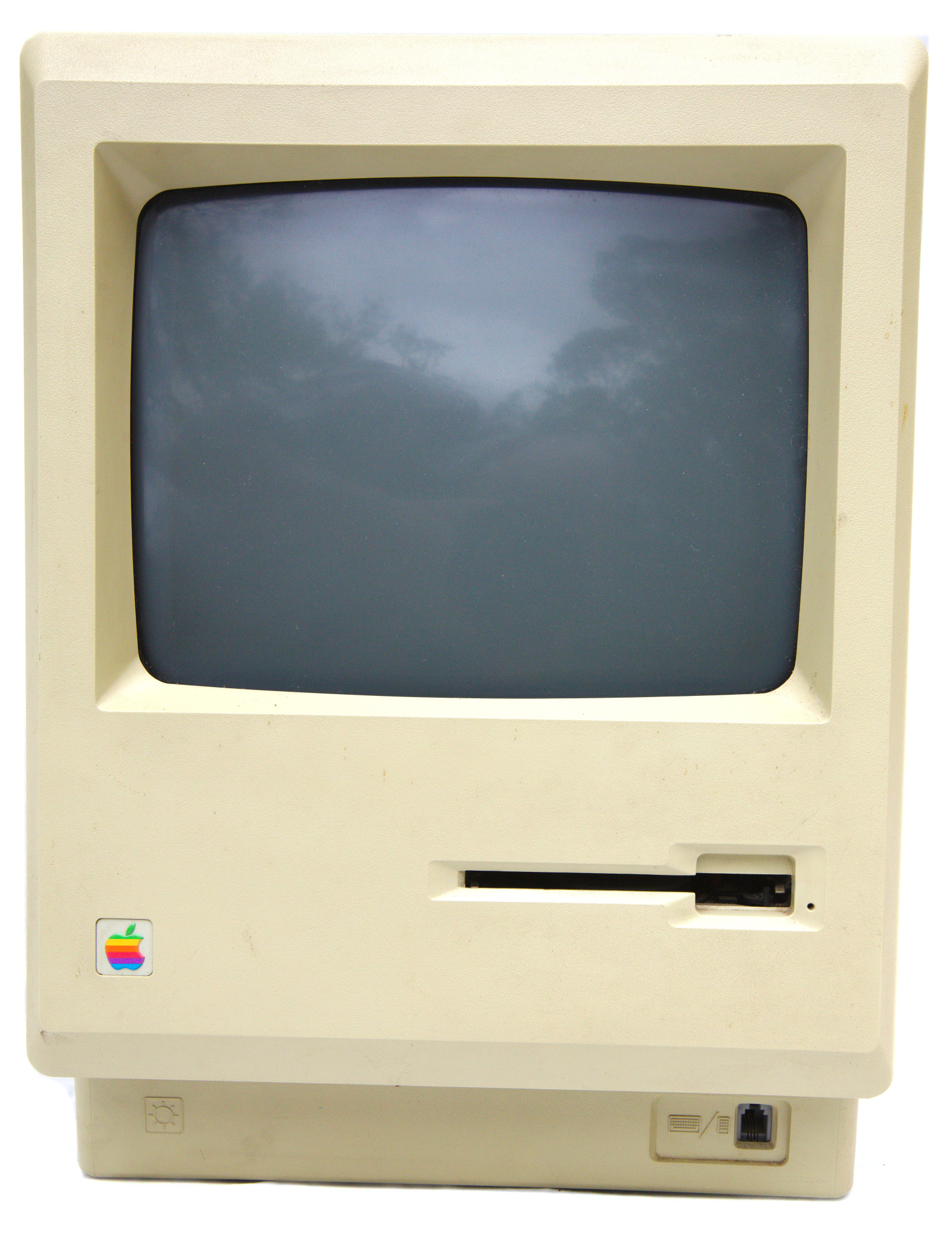
A Macintosh 512K számítógép

- Április Megszűnik a Macintosh 512K.[88][125] A japánok örömére megjelenik a Macintosh operációs rendszer KanjiTalk változata.[159]
- Kedvezményes gépvásárlási akció tanárok részére az Államokban. A viszonteladók számát 2 600-ról 2000-re csökkenti az Apple. A Chiat/Day reklámügynökség helyébe az a BBDO lép, amely eddig az Apple-t az Államokon kívül képviselte.
- Június A National Geographic Society-vel és a Lucasfilm mel együttműködve oktatási eszközök – videó és CD – fejlesztésébe fog az Apple.
- Szeptember A javított grafikai képességgel, hanggal és növelt memóriával rendelkező Apple IIGS 999 dollárért kapható[32][88][160][21][161], az Apple IIc-t is felturbózzák.
- A bevásárlóközpontokban szervezett termékbemutatókkal az Apple több ezer új felhasználót nyer meg. Az országos, megyei és helyi szintű kormányzati eladásokat segítendő, e célra specializálódott iroda nyílik a fővárosban, Washingtonban.
- Október Bemutatják az arab nyelvű Macintosh operációs rendszert.
- December Már több, mint 200 000 AppleTalk[135] hálózat létezik a világban.
- Az Apple termékeit nyolcvannál is több országban forgalmazzák.
- Az 1986 évi cégjelentésben már nyoma sincs az átszervezés okozta megtorpanásnak, a nyereség 151 százalékkal magasabb az előző évinél, az alkalmazottak létszáma elérte az átszervezés előtti 55 500 -at, az Apple a legjobb iparági eladási érték/létszám hányados.[156][162]

### 1987
- Január Megújul az Apple IIe, ára csak 829 dollár. Új kommunikációs termékeket mutat be a cég. Ilyen az AppleShare fájlszerver szoftver 799 dollárért és az AppleTalk PC Card 399 dollárért.[163]

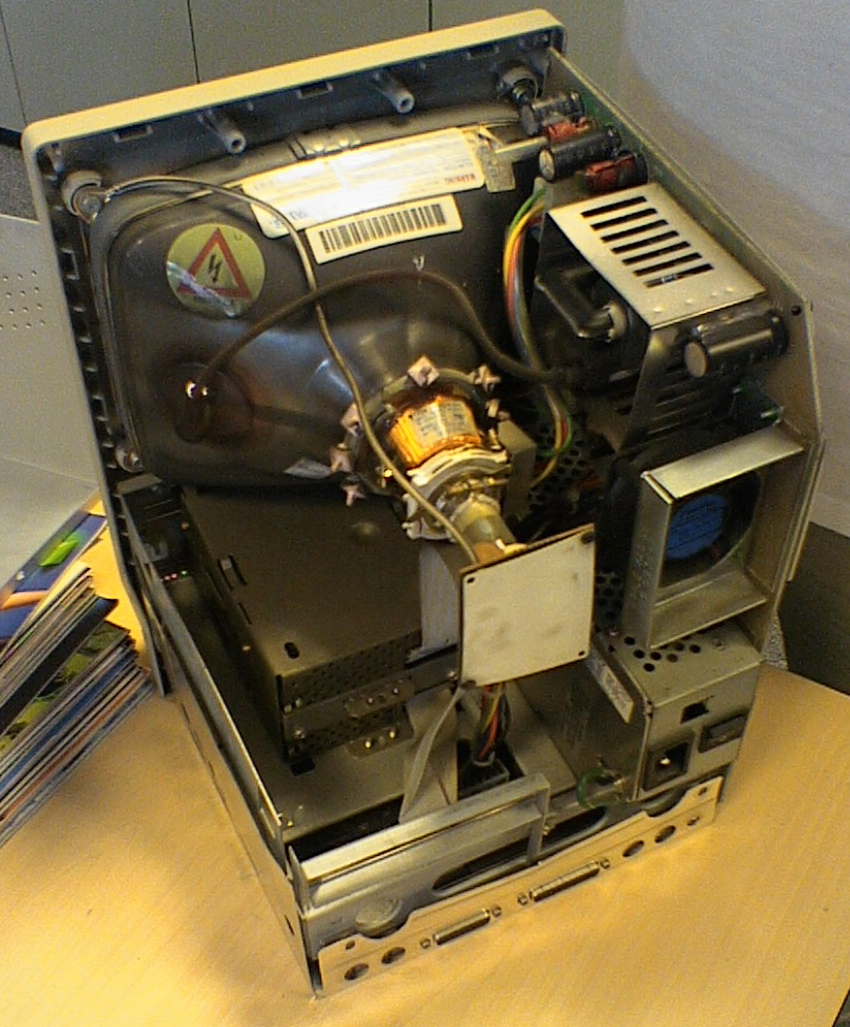
A Macintosh SE belseje, hátulról. Balra a nagy egység a monitor képcsöve. A ház alján láthatók a gép kapui: két ADB, két SCSI és két hajlékonylemez csatlakozó

- Március A Los angelesi AppleWorldön a Macintosh számítógépek új családja mutatkozott be. A Macintosh SE, az első bővíthető Macintosh két hajlékonylemez csatlakozót is kínált 2898 dollárért.[21][32][88][125][150][165] A Macintosh II alapgép 3 898, az 1/40-es (azaz egy megabájt RAM, 40MB SCSI belső merevlemez) konfiguráció egy 800K-s floppy–drájvval már 5498 dollárért volt megvásárolható.[10][31][32][88][150][166][167][21][125][168]
- Április Az Apple lecseréli részvényeit, kettőt ad egyért, a negyedévi osztalék viszont csak hat penny, igaz, adózás után. Döntés születik egy független szoftverfejlesztő cég létrehozásáról, a vállalkozás később Claris[101][169][170] néven híresül el.
- Május A Macintosh és a McDonald’s közös akciója keretében fogyatékos gyerekek száz számítógépet kapnak ajándékba. Az Apple részesedést szerez a Touch Communications-ben, amely Open Systems Interconnect (OSI) szabványú hálózati eszközöket fejleszt a Macintosh platformra.
- Augusztus A bostoni MacWorld-ön az Apple számos meglepetéssel nyűgözi le a látogatókat, itt mutatják be a HyperCard-t,[171] amellyel adatainkat rendezhetjük tetszés szerinti formákba, és a MultiFinder-t, az első multitaszkos Macintosh operációs rendszert. Hardver újdonság az 1399 dolláros ImageWriter LQ és a 699 dolláros AppleFax Modem.[10][172][21][173][174][175][176]
- November Az Apple 1,1 millió dollár értékben 25 általános- és középiskolát lát el számítógéppel, ez a második fázisa az Apple Equal Time (Esélyegyenlőség) programjának.
- December Első alkalommal juttatja el közleményeit, információit az Apple HyperCard állományokat tartalmazó flopyn viszonteladóinak.

### 1988
- Január A MacWorld Expon 350 kiállítóra 25 000 látogató jut, ez mutatja a Macintosh erősségét az üzleti alkalmazások területén. John Sculley[94] beszédében a hálózat és kapcsolat kifejezések hangsúlyozottak. Első alkalommal haladja meg a negyedéves árbevétel az egymilliárd dollárt, az egy évvel ezelőtti negyedévhez képest ez 108 százalékos növekedés.
- Bemutatkozik a LaserWriter II család: a LaserWriter IINTX 6559, Laser Writer IINT 4559 és a LaserWriter IISC 2799 dollárért kapható. Az Expo egyik sztárja az AppleShare PC, amely használatával az IBM PC, vagy ezzel kompatibilis gépekről is elérhető az AppleShare File Serveren tárolt információ, mindez 149 dollárért. A Digital Equipment Corporation-nel (DEC) közös fejlesztés célja, hogy a Macintosh és az AppleTalk[135] VAX rendszerekkel is együttműködjön.[177]
- Február A Macintosh II-höz kapható az A/UX,[88][178] amellyel UNIX-os hálózathoz kapcsolható a Macintosh. Ha ezt fekete-fehérben kívántuk, az 8597, ha színesben vágytuk, akkor 9346 dollárunkba került.
- Március Az Apple először pereli be a Microsoft-ot és a Hewlett-Packard-ot a Macintosh audiovizuális megjelenésének jogosulatlan használatáért.[88][179][180][181][182][183][184][185][186]
- Az Apple felvásárolja a Network Innovations-t hálózati és kommunikációs fejlesztéseinek fokozása érdekében.
- Megnyílik az Apple óvoda és iskola a cég dolgozóinak gyerekei számára, ahol a gyerekek Apple IIc és Apple IIGS gépeket nyúzhatnak.
- Az Apple és a Texas Instruments (TI) közös fejlesztése a MicroExplorer, ez egy Apple Macintosh II számítógépből és a hozzá csatlakoztatott TI Explorer Lisp koprocesszoros alaplapból és némi szoftverből áll. A Texas Instruments ekkor a legnagyobb forgalmú Apple-viszonteladó.
- A Macintosh Plus ajánlott végfelhasználói ára 2199-ről 1799 dollárra csökken.
- Az Apple bemutatja az AppleCD-t, az első optikai információtároló rendszerét. Egyetlen CD-ROM-on kb. 270 ezer oldal gépírás tárolására alkalmas szerkezet ára 1199 dollár.
- Május A Quantum Computer Services bemutatja az Apple II gépeken futó AppleLink-Personal Edition-t, az Apple-lel közösen kifejlesztett online kommunikációs és információs szolgáltatást.[187][188]
- Június Az Apple felvásárolja az Orion Network Systemst, amely IBM-kompatibilis Systems Network Architecture (SNA) szoftver termékeket fejleszt és forgalmaz.
- Augusztus Hat új termék az AppleTalk Network System-hez: AppleShare File Server 799, AppleShare Print Server 299, Aristotle 199, Apple II Workstation Card 249, Apple IIG Workstation szoftver 99 és Inter-Poll Network Administrator's Utility 129 dollárért. További újdonságok: Apple Scanner 1799 dollár a Macintosh II 4/40-es 7269 dollár. A Macintosh II-höz 4MB-os RAM bővítés 2399 dollár.

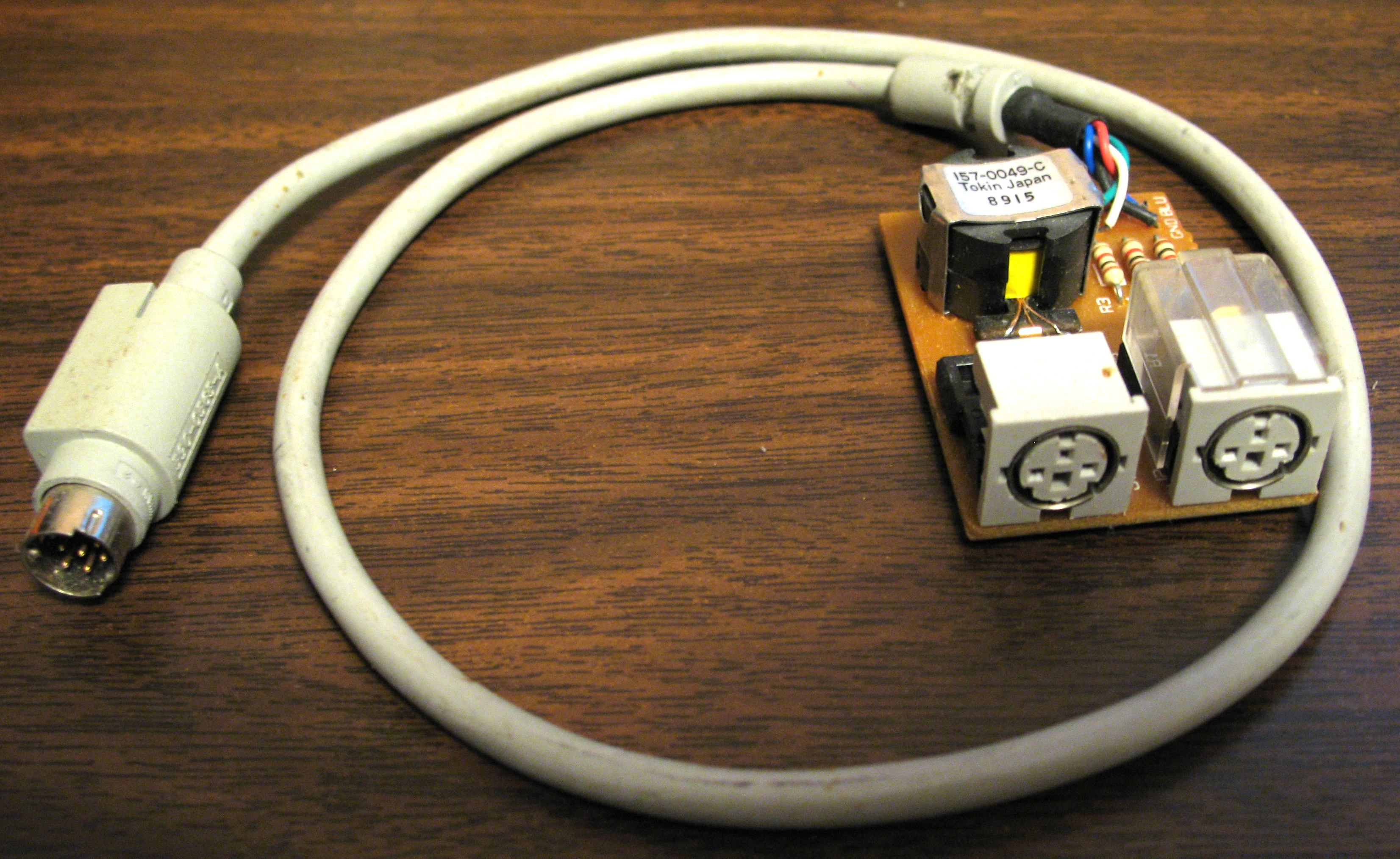
A LocalTalk* LocalTalk
az Apple hálózata volt, saját eszközökkel és protokollal. A képen egy LocalTalk elosztó doboza látható kibontva. A kábel végén levő csatlakozó vagy egy Macintosh számítógéphez, nyomtatóhoz vagy más kompatibilis eszközhöz csatlakozott vagy egy hasonló 1-2 elágazáshoz. Az RS-422-es portokon elméletileg 230,4Kbs sebességű adatátvitel volt lehetséges.

- Az Apple négy elszámolási egységre osztódik: Apple Pacific, Apple Termékek – vezetője Jean-Louis Gassée,[190] Apple USA és Apple Europe – vezetője Michael Spindler.[191]
- A NASA-val együtt olyan földi űrparkot alakít ki az Apple, ahol a gyerekek megtanulhatják az űrrepüléshez kapcsolódó matematikai és fizikai törvényeket és játszhatnak egy űrállomás szimulációs modelljében.
- Szeptember Az Apple II család gyorsabb és elődeinél olcsóbb tagja az új Apple IIc Plus – 1099 dollár az ára.[88] Forgalomba kerül a Macintosh IIx 7769 dollárért[21][88][192] Ez az első Macintosh II gép, amelyet a Motorola 68030 mikroprocesszora hajt és része a 68882-es matematikai koprocesszor. Még egy elsőség fűződik a IIx-hez, ez az első Macintosh, amelynek része az FDHD – Floppy Drive High Density –, az új 1,44MB-os floppy-meghajtó, amely írja és olvassa az MS-DOS-os, OS/2-es és ProDOS-os lemezeket is.[21]
- Szeptembertől árusítják a Macintosh SE-t. A 2/40-es konfiguráció ára 5669 dollár.
- Október Az 1988-as pénzügyi év eredménye: 4,07 milliárd dolláros árbevétel, 400,3 milliós nyereség.[162]

### 1989
- Január A Macintosh SE/30 MS-DOS és OS/2 hajlékonylemez–olvasó számítógép, ára 4369 dollár. A Macintoshra történő programfejlesztés támogatására az Apple kibocsátja a Macintosh Programmers Workshop (MPW) 3.0-t, egy szoftverfejlesztő rendszert.[21][175][192]
- Az Apple felvásárolja a Coral Software-t, amely Macintosh gépekhez forgalmaz programozási nyelveket és fejlesztő rendszer szoftvereket.
- Március Megjelenik a Motorola 68030 alapú Macintosh IIcx, ára 5369 dollár.[21][88][192][193] Az Apple bemutatja a 21-inches Two Page Monochrome Monitort (2149 dollár) és a 15-inches Apple Macintosh Portrait Displayt (1099 dollár).
- Április Az Apple bemutatja 32-bites QuickDrawt, mely lehetővé teszi, hogy a Macintosh-t használók színes fénykép minőségű dokumentumokat használjanak és szerkesszenek.[175][194] Forgalomba kerül az Apple II Video Overlay Card, amely az Apple IIGS képességeit javítja fel.
- Május Az Apple meghirdeti új operációs rendszerének hét sarokkövét[193][195][196], ezek:
  - új megjelenés,
  - Inter Application Communications (alkalmazások maguk között infót és adatot képesek cserélni),
  - a Layout Manager,
  - a frissített Finder,
  - a Database Manager,
  - új nyomtatási megoldás,
  - virtuális memória.
- Bemutatják a Macintosh Communications Toolboxot, amely a Macintosh Rendszert hálózati és kommunikációs környezetté változtatja.
- Június Az Apple két millió dollár értékű számítógéppel ajándékoz meg 23 iskolát.
- Több tucat hálózattal és kommunikációval kapcsolatos eszközt mutat be az Apple, amelyek lehetővé teszik a Macintosh használatát nem Macintoshos környezetben is. Különösen fontosak a DEC, az IBM, az OSI és a TCP/IP-s megoldások.
- Asztali kiadványszerkesztési marketing kampányba fog a cég, a célcsoportok: kiadványszerkesztők, bemutatókészítők és multimédia fejlesztők.
- Július Bemutatják az Apple IIGS 5.0-ás rendszert. Ez az első 16-bites operációs rendszer az Apple IIGS-hez, amely kezeli az AppleTalk-ot.
- Az Apple 3 423 792 részvényét eladja az Adobe Systems-nek 79 millió dollárért.[197]
- Augusztus E hónaptól az Apple FDHD SuperDrive[198] minden Macintosh SE gép alaptartozéka,[168] a 68000-as Macintosh SE-k árát 300 dollárral csökkentik az államokban.

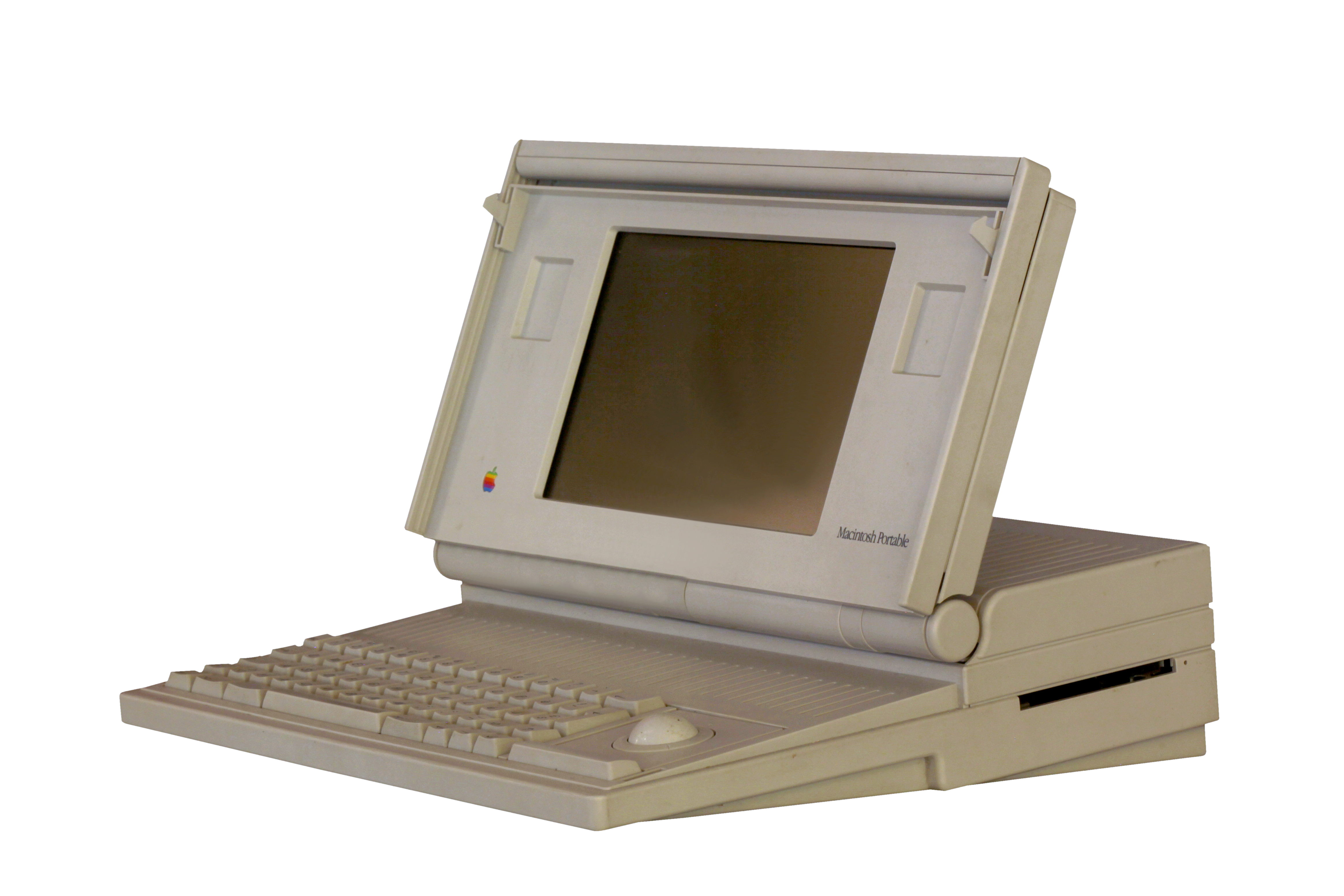
Az első hordozható Macintosh. 7,2 kg, 103x387x377 mm. 1 MB RAM, 40 MB merevlemez

- Bemutatják a Macintosh Portable-t, az Apple első hordozható gépét, amelynek tudása megegyezik az asztali Apple gépekével.[21][88][192][199][200][201][202]
- Megkezdik a Macintosh IIci forgalmazását. Ez a gép a Macintosh IIcx turbózott változata, 25 MHz-es az órajele és beépített videó csatlakozása van.[21][88][192][200][201]
- Október Az Apple pénzügyi évének eredménye: bevétel 5,3 milliárd dollár, nyereség 454 millió dollár, osztalék 3,53 dollár részvényenként.[162]
- December A kliens-szerver felépítésű rendszerekhez történő könnyebb csatlakozás érdekében az Apple forgalmazni kezdi CL/1 Developer's Toolkit-jét, amely Macintosh-os szoftverfejlesztő rendszer és a CL/1Server-t VAX/VMS gépekhez.
- A Xerox pert indít az Apple ellen. A per tárgya a Lisa és a Macintosh számítógépek grafikus felülete. A Xerox álláspontja szerint ezeket (ablak, ikon, legördülő menük, egér) az Apple jogdíj fizetése nélkül hasznosítja. Az Apple alaptalannak nevezi a vádakat.[88][203][204]

### 1990
- Február A vártnál lassabb növekedés miatt 400 alkalmazottat bocsátanak el az Apple-től, jellemzően az adminisztráció és az értékesítés-marketing területéről.
- Az államokban csökken a Macintosh SE, az SE/30 és a LaserWriter II ára.
- A KPMG-vel együttműködve Macintosh-on futtatható vezetői információs rendszer fejlesztésébe kezd az Apple.
- Március Távozik a cégtől a termékekért felelős Jean-Louis Gassée.[190][205]
- A boszorkányos sebességű Macintosh IIfx bemutatkozik, a Motorola 68030-as processzor 40 MHz-en ketyeg.[21][88][192][206][207] Szintén újdonság az A/UX 2.0, a videokártya új generációja.
- A Xerox elveszti az Apple ellen indított perét, a per tárgya a Macintosh és a Lisa grafikus felületéhez fűződő jogok voltak.[208][203]
- Április Miközben a részvényenkénti nyereség 136 százalékkal nő, és erre a negyedévre eléri az 1,04 dollárt részvényenként, az eladások csak nyolc százalékkal nőnek. Ennek oka, hogy a legkeresettebb csúcsgépeken jelentős az árrés, ugyanakkor a beszállítók árai esnek.
- Június A PC Expo-n az Apple bejelenti, hogy kész licencelni a Macintosh hálózati szoftverét, az AppleTalk-ot.[135]
- A Digital World-ön bemutatkozó HyperCard 2.0[171] száznál is több újdonságot kínál.
- Július Új, alacsony üzemeltetési költségű nyomtatócsaládokat kínál az Apple: a Personal LaserWriter SC-t és Personal LaserWriter NT-t.
- Az Apple kisebbségi részesedést szerez három kilépő, legendás Apple-fejlesztő – Bill Atkinson, Andy Hertzfeld és Marc Porat – által e hónapban létrehozott General Magic cégben.[209]
- Szeptember Az Apple-t jegyzik a tokiói tőzsdén.
- A Rendszer 7.00 béta verzióját nyúzzák a tesztelők.

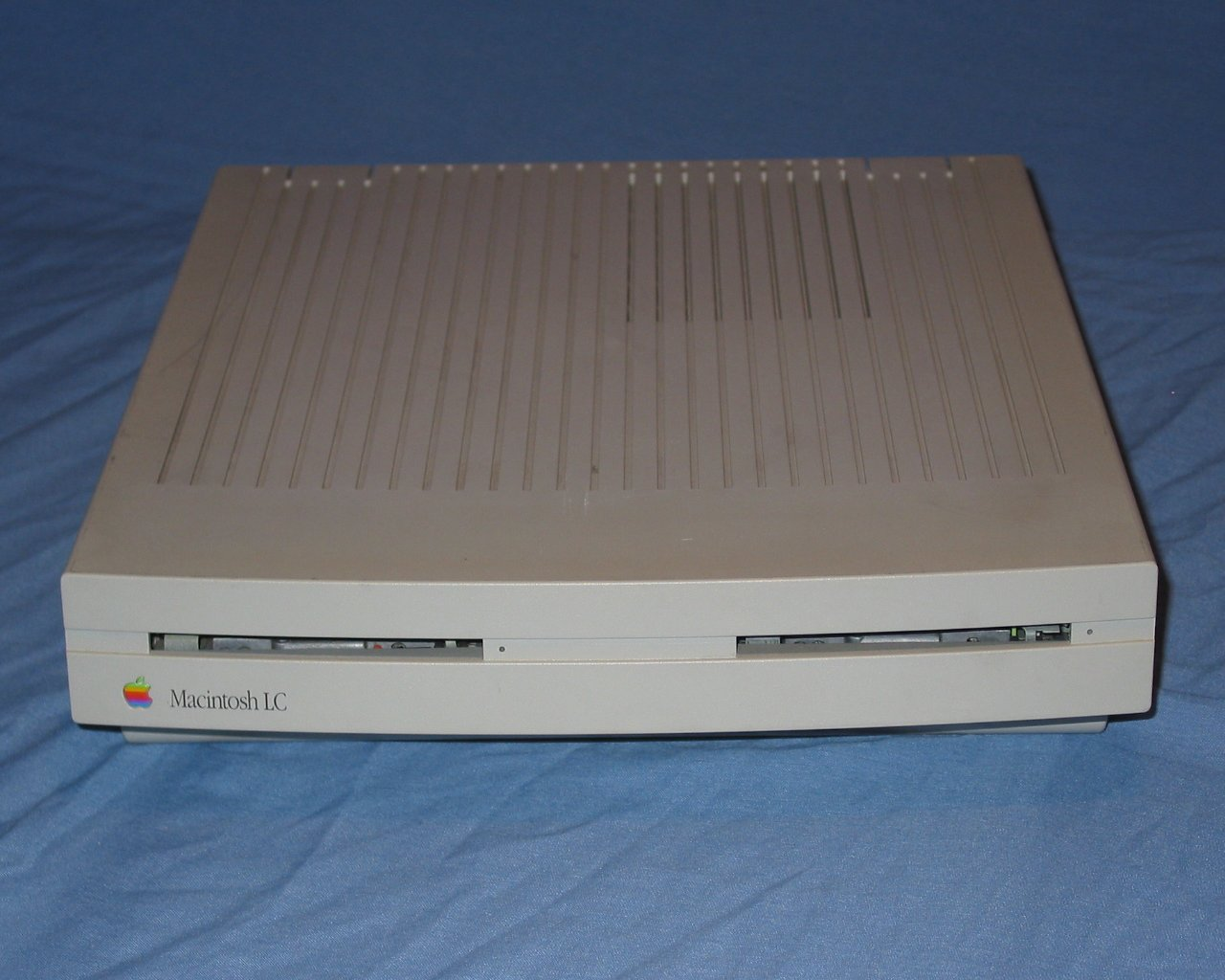
Két flopy-drájvos Macintosh LC. Motorola 68020, 16MHz, 2MB RAM, 40MB merevlemez

- Október Az Apple olcsó Macintosh gépeket mutat be – Macintosh Classic[88][206][210][211][212][213][214][215], Macintosh LC [88][192][202][206][210][211][212][216][217] és Macintosh IIsi [88][206][210][211][212][218][219] –, ezek a gépek rövid időn belül népszerűvé válnak a vásárlók körében.
- Az 1990. évi bevételek meghaladják az 5,5 milliárd dollárt.
- November Az Apple Europe korábbi elnöke, Michael Spindler[191] lesz az Apple első embere, az Apple Europe élén Sören Olsson követi.[88][211]
- December Már az Apple IIGS-hez is kapható a HyperCard.[171]

### 1991
- Január Ethernetre csatlakozik az Apple a plug-and-play Apple Ethernet LC kártya és a NuBus-os Macintosh-okba helyezhető Ethernet NB kártya forgalomba hozásával.
- Az Apple az USA illetékes hatóságánál – Federal Communications Commission (FCC) – kérvényezi, hogy engedélyezzék a számítógépek közötti adatátvitel céljára a rádióhullámok felhasználását.
- Március Fellebbezéssel folytatódik a Microsoft és Hewlett-Packard versus Apple per, amelyet első fokon az Apple nyer meg.[220]
- Újabb, kisebb teljesítményű lézernyomtatók – StyleWriter[211] és Personal Writer LS – forgalmazását kezdi meg az Apple és csökkenti nagy teljesítményű termékei árát.[221]
- A Colorado állambeli Fountainban új gyártóüzem létesítését kezdik meg.
- Április Az utolsó negyedévben az értékesítés az olcsóbb, kis teljesítményű gépek kelendőségének köszönhetően 85 százalékkal, a jövedelmezőség 48,8 százalékkal nőtt.
- Május Megjelent a 7-es Rendszer, a (System 7). Ára 99 dollár.[88][222][223][211][212][224][159][199][225][226]
- Átszervezést jelent be az Apple. Az elkövetkező 12 hónap során racionalizálják a termelést, de a dolgozók maximum tíz százalékától kívánnak csak megválni.

A QuickTime logo 1994-1999 között, 2.x-3.x verziók

- Az Apple bemutatja a QuickTime-ot, a Macintosh számítógépek dinamikus média szoftver felületét.[10][228][229][230]
- Július Az Apple és az IBM együttműködési megállapodást ír alá az 1990-es évekre vonatkozóan.[231][232][233][234][235][236][237][229][238][239][240][241][242]
- Augusztus A Rendszer 7 már tíz lokalizált nyelven kapható.
- Nagyszabású marketing akció keretében az az amerikai polgár, aki most Macintostht vásárol nyomtatóval együtt, 800 dollárt takarít meg.
- Szeptember Egy év alatt 60 százalékkal nő az értékesítés. A Fountainben felépült gyárat központi szerviz feladatok ellátására alakítják ki.
- A szövetségi bíróság ítéletet hirdet két egykori Apple vezető – A. C. (Mike) Markkula[23] és John Vennard – 1982-es titoktartás megsértési ügyében.
- A Seybold kiállításon az Apple számos újdonságot mutat be. Ilyen az egygombos Apple OneScanner,[243] a Macintosh 21" Color Display monitor, a LaserWriter IIg és a LaserWriter IIf lézernyomtatók.
- Október Létrejön az Apple-IBM-Motorola megállapodás.[244][245][246][247][248][249][250][251][252][253] A szövetség öt fő célkitűzése: 
  - 1. A Macintosh-ok még tökéletesebb beillesztése az IBM-hálózatokba,
  - 2. Új RISC mikroprocesszorok kifejlesztése PC-k és munkaállomások számára,
  - 3. Az IBM UNIX-os verziójának, az AIX-nek redukálásával létrehozni egy új operációs rendszert, a PowerOpen™-t,
  - 4. Közös szoftverfejlesztő cég létrehozása Kaleida néven, amely multimédiás alkalmazásokat és eszközöket fejleszt,[229][249]
  - 5. Taligent néven objektumorientált operációs rendszer kifejlesztése a jövő számára.
- A Macintosh gépekhez Integrated Services Digital Network (ISDN) csatlakozó kártyák forgalmazását kezdi meg az Apple. A dallasi Networld kiállításon mutatják be az új Token-Ring 4/16 NB kártyát, amely közös Apple-IBM fejlesztés.
- A hónap végén Las Vegasban megrendezett Comdexen mutatják be a Macintosh Classic II-t[88][254][255][256], a Macintosh Quadra 700-at[88][254][256] és 900-at,[88][256][257] és az új Macintosh PowerBook család 100-as,[88][199][258][259][260][261][262] 140-es[88][258][259] és 170-es[88][258][260][263]

### 1992
- Január John Sculley[94] a Consumer Electronics Shown (CES) jelenti be, hogy az Apple új személyi-digitális eszköz (PDA) kifejlesztésére készül.[264][265][266]
- Az évente megrendezett MacWorld Expon több száz QuickTime -ot alkalmazó programot mutatnak be.
- Március Új termékek: olcsó CD-ROM Drive,[267] megerősített Macintosh LC II[88][268][269], és MS-DOS/Windows gépekhez csatlakoztatható Apple OneScanner és Personal LaserWriter NTR.
- Az Apple a Sharppal működik együtt az új PDA fejlesztésen.[270] Az Apple és a Kodak együtt munkálkodik azon, hogy a Kodak Photo CD képei könnyedén átkerülhessenek a QuickTime következő verziójába.
- A környezetvédelem jegyében az elhasznált akkumulátorokon kívül a lecserélt tónerek begyűjtésével is foglalkozik az Apple.
- Május Az Apple-IBM-Motorola kiválasztja közös processzorfejlesztésük központját, amely felelős lesz a PowerPC egychipes RISC processzor tervezéséért és fejlesztéséért.
- Az Apple bemutatja a WorldScriptet, amely az első nyelvfüggetlen számítógéppé teszi a Macintosht.
- Romániában és Bulgáriában is megkezdődik az Apple gépek forgalmazása.
- Bemutatkozik a csúcsmodell Macintosh Quadra 950, amelyet 33 MHz-es Motorola 68040 processzor hajt.[88][271][272]
- A chicagoi Consumer Electronics Show-n az Apple bemutatja a Newton Intelligence technológiát. Új termék az Interop Spring '92-n bemutatott MacX.400, MacODA és MacOSI.
- Június Az Apple csatlakozik az Energy Star Computers programhoz, amely fokozottan környezetbarát számítástechnikai eszközök fejlesztésére törekszik.
- Megállapodás a Toshibával PDA multimédiás eszközök fejlesztésére.
- Augusztus A PowerBook család következő sztárja az e hónaptól kapható PowerBook 145.[88][273][274][275]
- A 7-es Rendszer használóinak száma eléri a négy milliót.
- A környezetvédelem támogatása jegyében egymillió dollár értékű számítógépet ajándékoz az Apple 19 környezetvédő cégnek szerte a világon.
- Szeptember Bemutatkoznak a Macintosh Performa számítógépek. A Performa az első számítógép, amelyet szupermarketek és nem számítástechnikai szaküzletek is árusítanak.[88][276][277][278][278]
- Engedve a felhasználók nyomásának, az Apple minőségi fontkészlet forgalmazását kezdi meg Apple Font Pack címke alatt.
- Október Az Apple postai úton értékesíti a The Apple Catalog-ban megjelent termékeit.[88]
- A Macintosh multimédia iránti elkötelezettségét erősítve piacra kerül az AppleCD 300.
- A hordozható és középkategóriás termékvonalak választékát bővíti a PowerBook 160[88][274][279][280][281] és 180,[88][280] a PowerBook Duo 210[88][279][281][282][283], a Macintosh IIvx[88][202][277][279][281][284] és IIvi,[88][279] valamint a Macintosh 14-inch színes monitor.
- Már második éve az Apple gépei és LaserWriter nyomtatói végeznek a felhasználói elégedettséget felmérő közvélemény-kutatás első helyén.
- November Megjelenik a QuickTime Windows verziója.[88]
- Az ismert formatervező, Donald Norman csatlakozik az Apple csapatához.
- December Először haladta meg az éves árbevétel a 2 milliárd dollárt.[88][162][285]
- Az 1992-es évben a PowerBook termékcsalád több, mint 30 vásári és egyéb díjat nyer.[88][285][286]

### 1993
- Január Az év a képfeldolgozás jegyében kezdődik, megjelenik a ColorSync színhelyesség egyeztető eljárás, a LaserWriter Pro hálózati lézernyomtató család, a StyleWriter II[287], az Apple Color Printer és az Apple Color OneScanner, az ergonómiailag újratervezett Apple Adjustable Keyboard és az Apple Desktop Bus Mouse II.

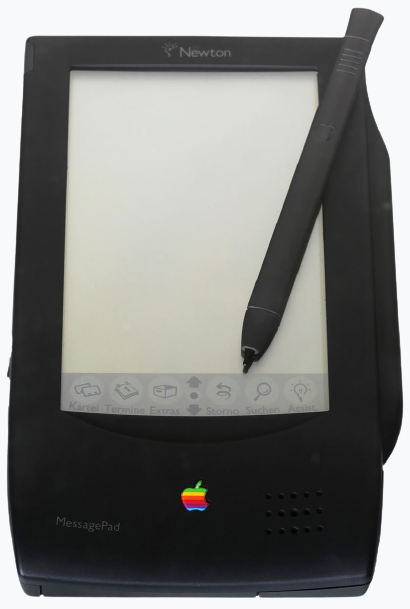
A Newton digitális személyi asszisztens (PDA) – ahogy a PDA magyarítása zsebész-re szintén – sikertelen volt. A Newton leginkább egy olyan iPhone-hoz, iPadhez hasonlítható, amivel nem lehet telefonálni, fényképezni és csak nagyon korlátozott számú alkalmazás kezelésére alkalmas. Legtöbb szakértő szerint a PDA-k túl korán születtek meg

- A Las Vegas-i Winter Consumer Electronics Show-n bemutatják a Newton prototípusát.
- Február A tokiói Macworld-ön az Apple történetének legnagyobb újtermék-inváziója zúdul a látogatókra: Macintosh Color Classic,[288][289][290] Macintosh LC III[217][289][290][291], Macintosh Centris 610[290][291][292][293] és 650,[290][292][293] Macintosh Quadra 800,[290][293][294] PowerBook 165c,[290][295][296] LaserWriter Select 300 és 310. Ez az első alkalom, hogy új termék bemutatására nem az Államokban kerül sor.
- Értékesítik a tízmilliomodik Macintosh számítógépet.[88][297]
- Március Az Apple három Apple Workgroup Servert mutat be, a 60-ast, a 80-ast és a 95-öst. Szintén forgalmazza az AppleSearch-öt, amely Macintoshos rendszerekben képes információkat, adatokat visszakeresni.
- A hannoveri vásáron mutatják be a hordozható PowerCD-t, amely képes CD-ROM-ot, Photo CD-t és normál hang CD-t is lejátszani.[298]
- Az AppleDesign Powered hangszóró az első számítástechnikai cég tervezte hangszóró, amely kifejezetten számítógépes felhasználásra készül.
- Egymillió QuickTime multimédia szoftvert értékesítettek eddig és több, mint 500 QuickTime applikáció készült el 1992 januárja óta.
- Az International Data Corporation (IDC) felmérése szerint Japánban a NEC után az Apple a legnagyobb számítógép-szállító cég.
- Azért, hogy a Newton iparági szabvánnyá váljon, az Apple eladja a licenszet a Sharpnak, a Motorolának és a Siemensnek.
- Április Bemutatják a Japanese Language Kit-et, amely nem japán Macintoshon is képes – szoftveres úton – japán karaktereket használni.
- Az egy évvel ezelőtti értékesítéshez képest a most befejeződő negyedévben 15 százalékkal nőttek az értékesítés adatai, a bevétel elérte az 1,97 milliárd dollárt, ám a nyereség az előző év azonos időszakában elért 135,1 millió dollárról 110,9 millió dollárra esett. A csökkenés oka a világszerte dúló árháború, amely megtépázta az Apple árrését is.
- Az Apple benyomul a volt Szovjetunió utódállamaiba is.
- Május Az évenként megrendezésre kerülő Apple Worldwide Developers konferencia (WWDC) résztvevői voltak az elsők, akiknek az Apple bemutatta a 80 Mhz-es PowerPC 601 processzor hajtotta Macintosh-t. A számítástechnikai ipart felrázó fejlesztés eredményeképp megalkotott gépen a régi alkalmazások is futtathatók maradtak.
- Több mint 15 ezer fejlesztő kapta meg az Apple QuickDraw GX-et, amely a Rendszer 7 grafikai képességeit növeli meg.
- Az Open Database Connectivity szoftverfejlesztő rendszer támogatásával olyan Macintosh-alkalmazások fejleszthetők, amelyek értik a Microsoft ODBC-t.
- Az Apple bejelenti, hogy tervei szerint szoftverei és szolgáltatási UNIX rendszereken is elérhetők lesznek, e célból együttműködik az Open Systems csoporttal.
- A nagyszülői ágon lengyel származású Steve Wozniak – az Apple társalapítója – találkozásukkor Lech Wałęsa lengyel elnököt, a Solidarność vezetőjét egy Macintosh PowerBookkal ajándékozza meg.[299]

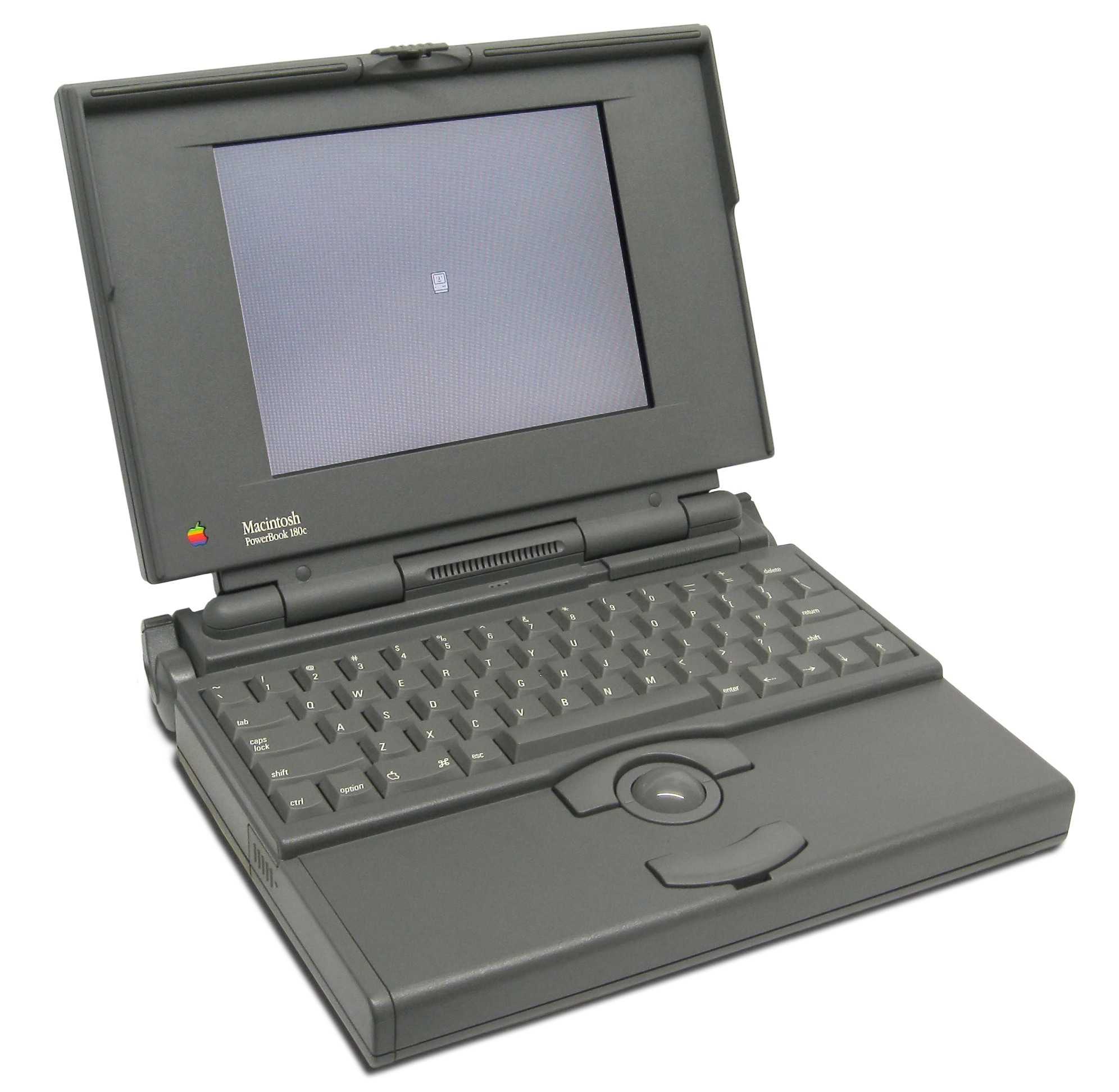
PowerBook 180c. A c a színes kijelzőt – aktív mátrix, 256 szín – jelenti, felbontása: 640 x 480 képpont. A gép súlya 3,1 kg volt

- Június Két új termék erősíti az Apple népszerű PowerBook sorozatát: a színes aktív-mátrixos PowerBook 180c, és az eddigi legolcsóbb PowerBooknál 25 százalékkal alacsonyabb árú PowerBook 145B.
- Bemutatják az energiatakarékos, alacsony költségű Personal LaserWriter 300-t és a PowerBook használók számára tervezett Portable StyleWriter-t.
- Michael Spindler[191] lesz a cég vezérigazgatója, John Sculley[94] marad az elnök.[88][162][300][301][302][303][304][305]
- Július Ismét átszervezés. Az egyéves munka célja a termelés hatékonyabbá tétele, az átszervezés során 2500 munkavállalótól válnak meg szerte a világon.[303]
- A két új Macintosh modell – Macintosh Quadra 840AV[10][88][306][307][308] és Macintosh Centris 660AV[10][88][307][309] – az első személyi számítógép, amely videó és hangtechnika feldolgozását teszi lehetővé.
- Béta teszt fázisba kerül az e-mail és dokumentum továbbítást segítő Apple Open Collaboration Environment (AOCE) szoftver. A szoftver képességeit kihasználó PowerTalk és PowerShare szintén tesztelési fázisban van.
- Augusztus Tíz hét alatt 50 000 Newton MessagePadet értékesítenek, miután a bostoni Macworldön bemutatták a zsebészt.[10][305][310][311][312][313][314][315][315][316]
- Szeptember Az Apple előtt megnyitja kapuit Kína. Már 2000 független szoftver-fejlesztő dolgozik a Newton alkalmazás fejlesztésén.
- Az 1993-as év árbevétele 7,98 milliárd dollár, ám az árháború a nyereséget 86,6 millió dollárra csökkenti.
- Október Megjelenik a System 7 Pro, a Rendszer 7 továbbfejlesztett változata.[317][318]
- A negyedév két rekord száma: a Macintosh számítógép-értékesítés 36 százalékkal nőtt, a bevétel 2,14 milliárd dollár volt.
- John Sculley távozik az Apple-től, helyére az Apple első angyal-befektetője, igazgatósági tagja, A. C. (Mike) Markkula[23] kerül.[88][302][305][319]
- A Motorola megkezdi a PowerPC 603 mikroprocesszorok szállítását, ez a processzor az Apple-IBM-Motorola együttműködésben terveztetett PowerPC család második tagja.
- A San Franciscó-i Seyboldon bemutatott PhotoFlash szoftver egyszerűsíti a fotók digitalizálását.
- November Az első példány eladását követő 17. évben, ötmilliónál több értékesített darabbal a háta mögött, az Apple beszünteti az Apple II termékcsalád gyártását. A The Washington Post egész oldalas cikkben búcsúzik a Macintosh II-től: One Good Apple: A Farewell to the Marvel at the Core of the PC Boom.
- Az Apple eladja egymilliomodik PowerBook számítógépét.[320][88]
- Az Ingram Laboratories tesztjei szerint az új Macintosh gépek teljesítménye jobb, mint a hasonló árú DOS/Windows 3.1 gépeké.
- December A Newton MessagePad különböző díjakat nyer a PC Magazine-tól, a PC LapTop Computers Magazine-tól, a Fortune, Byte-tól, a Popular Science-től és a Reseller Management Magazine-tól.

### 1994
- Az első negyedéves eladások 40 százalékkal haladják meg az előző évit, először szállítanak ki negyedév alatt egymillió Macintosht.
- A Microsoft és az Apple AppleSoft Division megállapodik, hogy együttműködik annak érdekében, hogy a két rendszer használói nehézség nélkül tudjanak gépeik között adatokat átvinni.

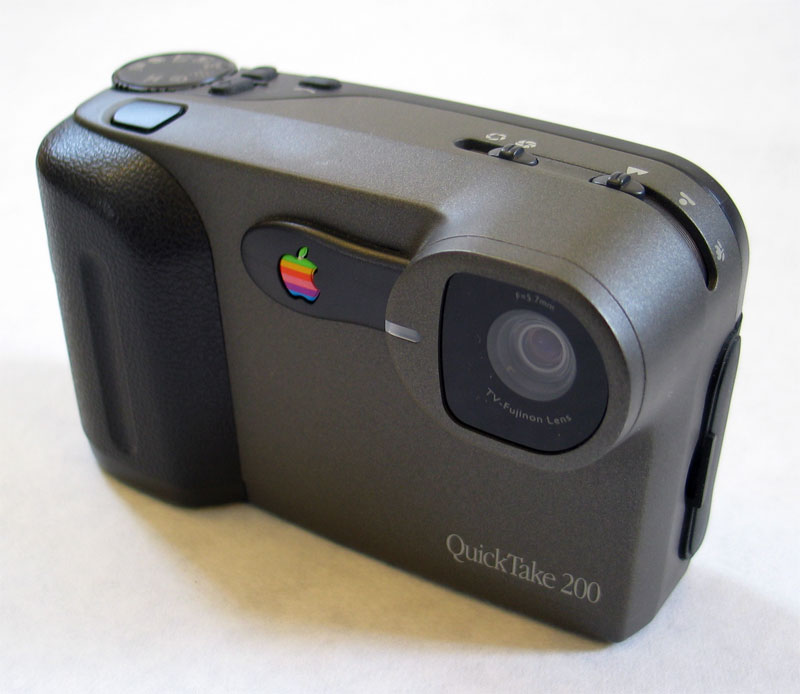
A QuickTake 200 digitális kamera. Felbontás: 640x480 képpont

- Február A tokiói MacWorldön mutatják be a QuickTake 100 digitális kamerát és a Color StyleWriter nyomtatót.[321] Szintén újdonság a Macintosh LC 550 és az LC 575.
- A Dataquest szerint PowerBook Duo a legkelendőbb hordozható subnotebook az Államokban és Európában.
- Bemutatják a QuickTime 2.0-t, amely teljes képernyős videó lejátszásra képes.
- Március Bemutatkozik a PowerPC-s[322][323] Power Macintosh 6100/60[10][88][324][325][326][248][327][328][329][330], 7100/66[10][88][326][248][324][327][328][329][330][331] és 8100/80[10][88][324][326][248][327][328][329][330][331], kapható a Newton MessagePad 100[310][312][324][324]
- A Toshiba licenszeli a Newton technológiát.
- A Macintosh Application Environment az első keresztplatformos Macintosh termék, amely UNIX-os gépeken használható.[321]
- Április Az első negyedévben 145 000 Power Macintosh számítógépet értékesít az Apple.
- Bejelentik a PowerPC-s Workgroup Server család 6150-es, 8150-es és 9150-es tagját.
- A független Ingram laboratórium tanulmánya szerint a Power Macintosh gépek teljesítménye meghaladja a Pentium processzoros számítógépek teljesítményét.
- Május Hat új PowerBook gép forgalmazását kezdi meg az Apple, a PowerBook 500-sorozat a Comdex kiállítás egyik díjazottja.[332][333][334]
- A cég Japán leányvállalata – amely az Apple második legfontosabb piacán tevékenykedik – értékesíti az egymilliomodik gépet.
- Az Apple az Egyesült Államok Szenátusához fordul, hogy megtörténjen a rádiófrekvenciás – vezeték nélküli – adatátviteli technológia törvényi engedélyezése és szabályozása, e cél érdekében az Apple többéves kampányt folytat.
- Június Megjelenik a 7.5-ös rendszer.[233][323][335][336][337] A Performa, LC és Quadra családok keresztségében kerül piacra a 630-as számjelű multimédia gép, ugyancsak bemutatják a PowerBook 150-et.
- Már száz PowerPC program kapható.
- Az Apple-felhasználók saját Internet-világa eWorld néven válik elérhetővé.[338][339]
- Augusztus A bostoni MacWorld-ön több, mint kétszáz Power Macintosh program kapható.
- Az Amerika-szerte ismert Drake Egyetem a kollégiumi számítógép-állományát Power Macintosh-ra cseréli.
- Szeptember Két új nyomtatót mutat be az Apple, a Color Stylewriter 2400-at és a LaserWriter 16/600 PS-t.
- Az Apple és az Adobe Systems megállapodását követően egyes Macintosh-okat Adobe Acrobat 2.0-val telepítetten szállítanak.
- Az eWorld a világ bármely pontjáról elérhetővé válik.
- Október A Macintosh Performa 6100 sorozat öt PowerPC-s taggal bővül: 6110CD, 6112CD, 6115CD, 6117CD és 6118CD.

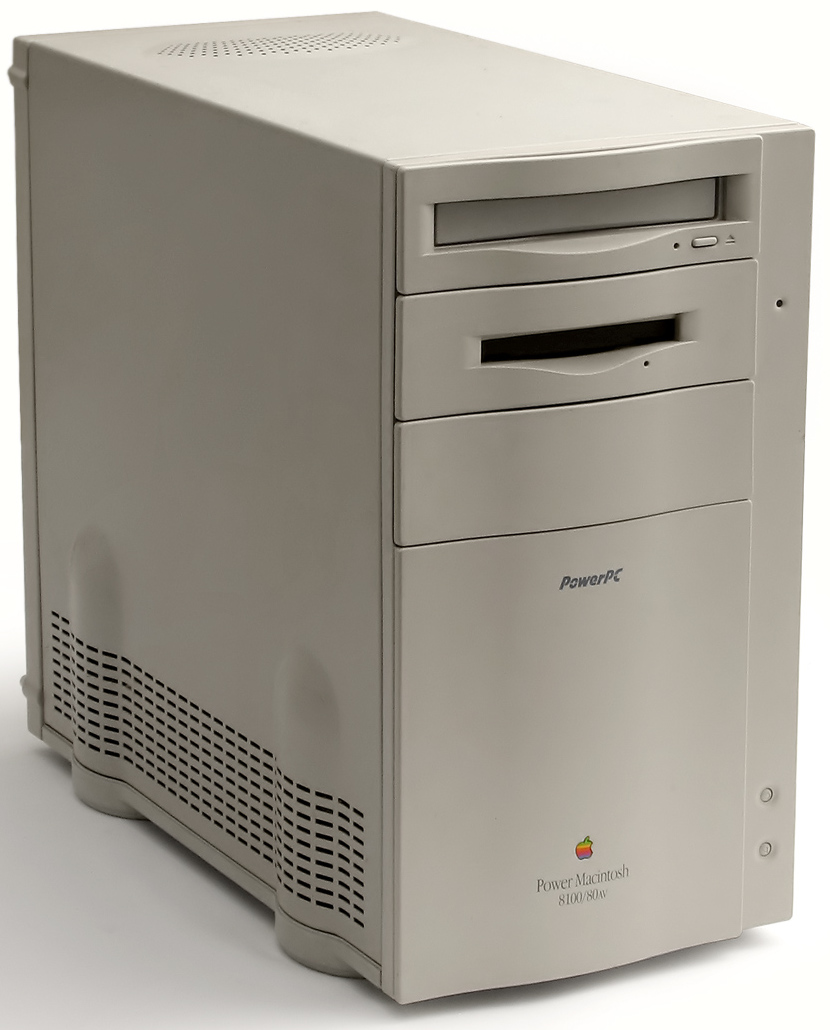
A Power Macintosh 8100/80AV. 500MB tárhely

- November Az Apple bemutatja a leggyorsabb és legerősebb személyi számítógépét, a Power Macintosh 8100/110-et.[10][305][340]
- Az Apple elkészíti a QuickTime 2.0 Windows-os verzióját.[341]
- Kapható a Power Macintosh 6100 DOS-kompatibilis gépe és a DOS-kompatibilis kártya.[342][343]
- Az Apple bejelenti, hogy a jövőben gépei PCI (Personal Component Interconnect)-kompatibilisek lesznek.

### 1995
- Január Az Apple bemutatja a Macintosh és Windows számítógépen futtatható QuickTime VR-t.[341]
- Értékesítik az egymilliomodik Power Macintosh-t.
- Bemutatják a MessagePad 120-at.[310]
- Március A Dataquest felmérése szerint az Apple a legnagyobb multimédia-számítógép szállító.
- Bemutatják a ColorSync 2.0-t, az Apple feljavított színhűségkezelő rendszerét.
- Április Az Apple három PowerPC-s szervert mutat be: a Workgroup Server 6150/66-t, a 8150/110-t és a 9150/120-t.[344]
- Az oktatási piac újdonsága a Power Macintosh 5200/75 LC.[345]
- Forgalomba hozzák az Apple Internet Servert, az Apple CD 6003 4x CD-ROM olvasót és a QuickTake 150 digitális kamerát.
- Május Egy 3500 fejlesztő részvételével megrendezett konferencián bemutatják a Mac OS következő generációját.
- Június. Az Apple legnagyobb problémája nem a számítógépek értékesítése, hanem az összeszerelés. Noha egymilliárd dollárnyi élő megrendelése volt, nem volt megfelelő mennyiségű alkatrész a termékek legyártásához.
- Az Apple piacrészesedése növelőse érdekében úgy dönt, hogy engedélyezi Macintosh-klónok gyártását, olyan számítógépekét, amelyen a Mac OS 7 futtatható. [346] A programhoz – két és fél év alatt – 31 gyártó (DayStar Digital,[347] Gravis, Motorola Computer, Power Computing,[323][347][348][349][350] Radius[348][349][351][323][347][350], UMAX... – csatlakozik. Magyarországon is megjelentek az Apple klónok.
- Nyár végén a Microsoft bemutatta a Windows 95-t, amelynek grafikus felülete a Macintoshéhoz hasonló felhasználói élményt kínált az IBM-kompatibilis számítógép használóknak.
- A karácsonyi időszakot 68 millió dolláros veszteséggel zárta az Apple. Az olcsó Performa sorozat elszívta a levegőt a középkategóriás Power Macintosh elől, a Performán minimális árrése volt az Apple-nek.

### 1996
- Januárban az Apple igazgató tanácsa felszólítására lemondott Spindler,[191] helyére Gil Amelio[352], a National Semiconductor volt elnöke került. Feladata az Apple nyereségessé tétele volt, rész sikereket ért el.[353][354][355][356][357][358][359][360][361][362]
- Az Apple-t hét nyereség-központra bontották, igyekeztek javítani a fejlesztőkkel és felhasználókkal folytatott kommunikáción.
- Az első negyedévet 740 millió dolláros veszteséggel zárta az Apple.
- A második negyedévre sikerült a veszteséget leszorítani 33 millió dollárra.
- Az elemzők várakozásával ellentétben a harmadik negyedévre az Apple 30 milliós nyereséget mutatott ki a cég.
- Decemberben váratlan és meglepő bejelentést tett az Apple: megvásárolja a NeXT céget. A hivatalos indoklás szerint a NeXT operációs rendszere, a NeXTSTEP lesz az alapja az Apple új, két év múlva bemutatandó operációs rendszerének. A hír azért volt meglepő, mert a cég ekkor Steve Jobs tulajdona volt, az Apple alapítója az Apple-től történt távozása után alapította.[363][253][359][364][365][366][367][368][369][370]
- A negyedik negyedév ismét jelentősen veszteséges volt.

### 1997

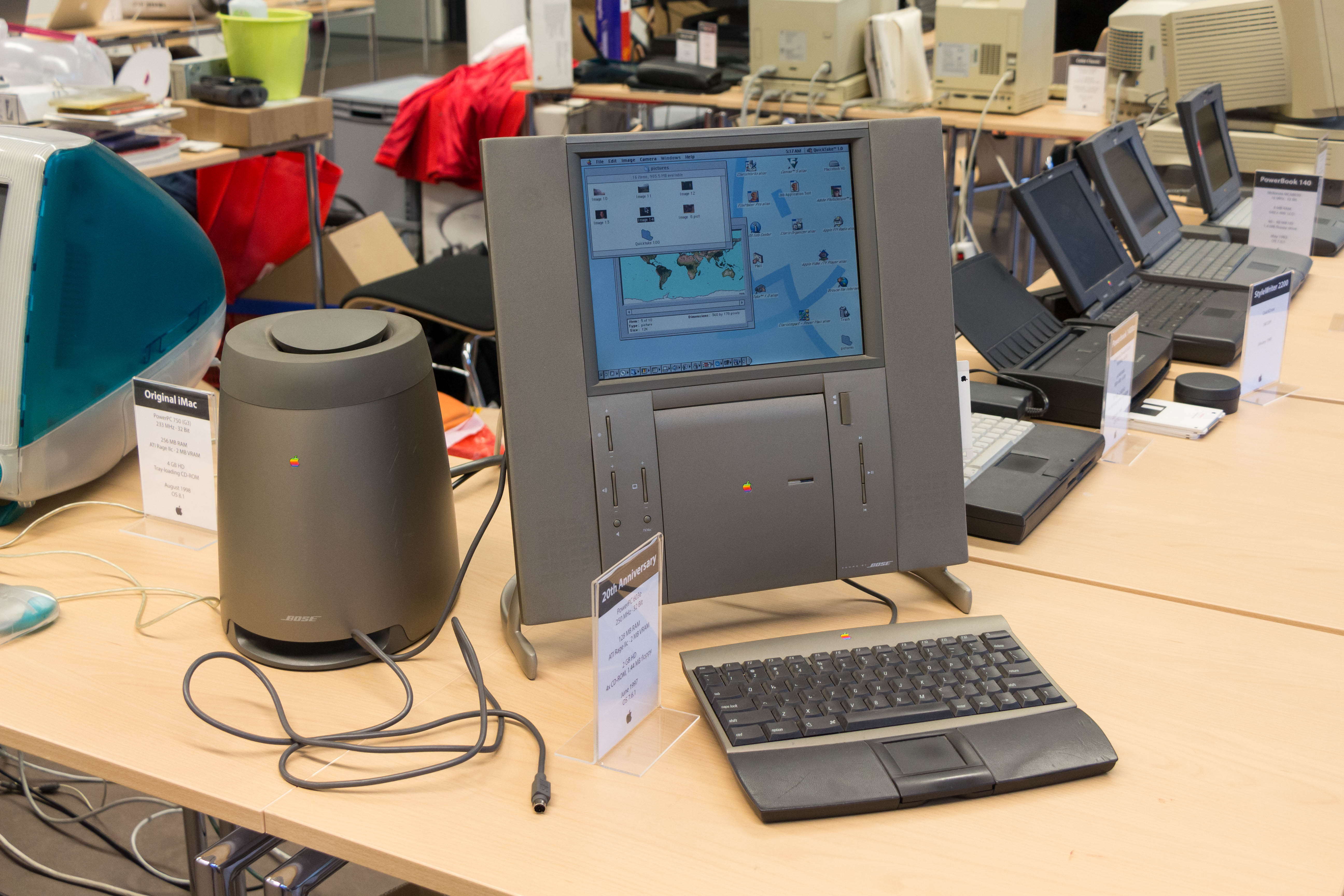
Az Apple Computer hivatalosan bemutatja a "20th Anniversary Mac" számítógépet. Síkképernyős fém- és bőrkialakítással, televízió- és FM rádió tunerekkel, speciális hangrendszerrel mélynyomóval, 12,1 hüvelykes aktív mátrix kijelzővel, CD-ROM meghajtóval rendelkezik. A gyártást korlátozzák és csak öt országban – Franciaországban, Németországban, Japánban, az Egyesült Királyságban és az Egyesült Államokban – volt megvásárolható.

- Júliusban lemond Gil Amelio,[352] az Apple rendre több tízmillió dolláros veszteséget jelent negyedévenként. A lemondás annyira váratlan volt, hogy nem is neveznek ki új vezérigazgatót. Amelio mindent megtett, amit lehetett, és ugyan volt pár sikertelen fejlesztési kísérlete, de az elemzők egybehangzó véleménye szerint nem tehetett a kialakult helyzetért.[348][361][373][374][375][376][377][378][379][380]
- A napi működést Fred Andersont, az Apple pénzügyi igazgatóját bízták meg. Ő bízza meg Steve Jobs-t kibővített szereppel az Apple-nél.
- A vezető nélküli Apple részvényei öt éve nem látott alacsony értéken forognak a tőzsdén.[381][364][382]
- Jobs egyik első döntése a Newton projekt törlése volt. A fejlesztők ugyan külső cégben folytatták a fejlesztést, de csak pár hónap adatott meg nekik.[382][383][384][385]
- Jobs felszámolja a Macintosh klón gyártást. A piacrészesedés növelése érdekében két éve indított program kudarc, növekedés helyett az olcsó klónok az Apple eladását csökkentették. Mivel a klón-gyártásnál a Mac OS 7 használatát vásárolták meg a klóngyártók, így a Mac OS 8 júliusi bemutatásával ezek érvényüket vesztik.[232][369][379][386][387][388][389][390][391][392]
- Az augusztusban Bostonban megrendezett MacWorld Steve Jobs nagy visszatérésének helyszíne, Jobs ekkor már iCEO, ahol az i az interim, ideiglenes rövidítése.[361][375][393][394]
- A MacWorld megnyitóján beszél Jobs a Rhapsodyról (új operációs rendszer) – oldalán megjelenik Steve Wozniak az Apple másik legendás alapítója, utoljára 1984-ben vettek részt közösen termékbejelentésen –, új Macintosh gépekről és az ezekhez kapcsolódó reklámkampányról.[233][361][395][396]
- Hatalmas felhördülést vált ki, amikor Jobs beszédében bejelenti, szövetséget kötött az ősellenség Microsofttal. A Microsoft 150 millió dollárért Apple részvényeket kap, ezzel segíti meg a Microsoft a pénzügyi csőd felé tartó Apple-t. A grafikus felhasználói felület kapcsán indult kölcsönös pereskedésnek véget vetnek, a Microsoft így el nem ismerve az Apple szabadalmainak megsértését kerüli el a pereket.[253][397][398][399][400][401][402][403][404][405]
- A kivetítőn megjelenő Bill Gates bejelenti, hogy az Office '98-nak decemberre elkészül a Maces változata. Ez az Macintosh üzleti eladásai miatt kulcsfontosságú az Apple számára.
- Szinte a teljes igazgatóságot lecserélik az Apple részvényesei, ekkor kerül az igazgatótanacsába Larry Ellison, az Oracle vezérigazgatója
- Novemberben jelenti be Jobs az Apple Store-t, az Apple termékek on-line értékesítési stratégia új elemét. Megnyitását követő egy héten belül a harmadik legnagyobb forgalmú webáruházzá lesz.[394]
- Bemutatják a PowerBook G3-at, a profi felhasználók hordozható számítógépét, amelynek processzora 250 MHz-es PowerPC 750 (G3) (az Apple G3-nak nevezi a PowerPC 740/750 pocesszort).
- Bemutatják a Power Macintosh G3-at, a profi felhasználók asztali számítógépét. Az első Power Macintosh G3 két változatban kapható, torony formában és fekvő verzióban, a fekvőt 1988 elején még egyszer frissítik, utána a Power Mac csak torony formában létezik.[202][406][407]

### 1998
- A januári, San Franciscoban megrendezett MacWorld kiállításon tartott megnyitóbeszédének végén jelenti be Jobs, hogy az Apple több mint egy év után, ismét nyereséges negyedévet zárt (44 millió). Ez váratlan, az elemzők sem számítottak erre, az Apple részvényei szárnyalnak.[408]

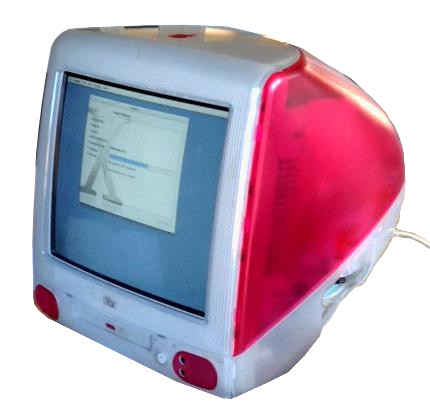
A képen az 1999 januárjában bemutatott iMac látható, az öt szín közül az eper színű. A kijelzőn a 2015 júliusában kiadott OS X 10.3 Panther telepítése látható példázva az Apple számítógépek sok éven át tartó használhatóságát

- Májusban bemutatják a megszokott számítógép formával (bézs doboz) szakító iMacet, az iMac család első tagját. A kékeszöld (hivatalosan: Bondi Blue     ) áttetsző házú iMac átütő sikert aratott. Az első iMac fontosabb technikai adatai: 233 MHz PowerPC 750 (G3) processzor, 4 GB merevlemez, CD-olvasó, 384 MB RAM, 15 inches kijelző (valójában 13,8 inch látható csak), 1024 x 768 képpont felbontás, 10/100-as Ethernet, 33,6k modem, két USB port. Az iMac az otthoni, magáncélra használatra szánt asztali gép volt.[253][409][410][411][412][413][414]
- Az Apple a második negyedévet is nyereséggel zárja (57 millió dollár).
- A júniusi fejlesztő konferencián (WWDC – Wordwide Developer Conference) Jobs bejelenti, hogy az új Maces operációs rendszert a Mac OS 8 és a Rhapsody (ex NeXTSTEP) elemeire építik. Elemzők ezt úgy fordítják le, hogy Jobs volt cégének, a NeXT-nek megvételével az Apple-höz került operációs rendszerből, amely az átalakítás során a Rhapsody kódnevet kapta, nem sikerült Macintosh kompatibilis rendszert faragni. Ez később, a Mac OS X Server 1.0 (1999. március) be is bizonyította.
- Az Apple a harmadik negyedévet is nyereséggel zárja (10 millió), az Apple részvény árfolyama éves csúcsot dönt.[415][416]
- A negyedik negyedév is nyereséges, az Apple ismét a számítástechnika vezető vállalata.

### 1999
- Januárban Jobs ötödik egymást követő nyereséges negyedévet jelentett be.

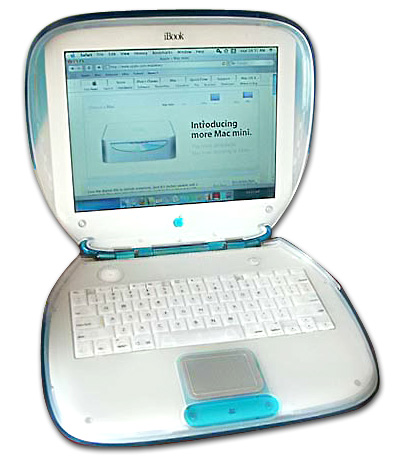
A kagylóhéj iBook G3, az Apple otthoni, magán használatra szánt hordozható számítógépe. A képen látható szín mellett létezett grafit, frissítés (2000. szeptember) után zöld színeben is. 2001 májusában a harmadik frissítéssel elveszítette jellegzetes külsejét, megjelenése hasonlóvá vált az Apple professzionális hordozható számítógépéhez, a PowerBookhoz

- A Macworld Expón az Apple Computer új Power Macintosh G3 számítógépeket mutat be. Kéttónusú, kék/fehér polikarbonát áttetsző tokkal, mindegyik sarkon fogantyúval, billentyűzettel, egérrel. Az ára 1599-2999 dollár között volt.[417][418][419]
- Az Apple bemutatja a Final Cut Pro videó-szerkesztő szoftvert.[420]
- Júliusban bemutatják az iBookot, ezzel válik teljessé az Apple számítógép termék mátrixa. Miután Jobs visszatért az Apple-höz, több tucat termék fejlesztését, gyártását és forgalmazását szüntette meg. Négy mezős mátrixot határozott meg a számítógépek számára: magán vagy –professzionális használat illetve asztali számítógép vagy –hordozható gép. Az Apple a 2020-as évek elején is ehhez a mátrixhoz tartotta magát, többé-kevésbé.[418][420][421][422][423][424][425][426][427]
- A Macworld szakkiállításon az Apple Computer bemutatja az IEEE 802.11b szabványon alapuló AirPort vezeték nélküli hálózati rendszert.[428][429]
- Az Apple részvény árfolyama folyamatosan emelkedik, szeptemberben eléri korábbi legmagasabb értékét.
- Az Apple Computer kiadja a Mac OS 9 operációs rendszert.[232][233][369][420][430][431][432]

### 2000
- Jobs CEO, elhagyja az i-t a pozíciója megnevezéséből (iCEO).[420][433]
- A San-francisoi AppleWorld kiállításon bemutatták a cég új operációs rendszerét, a Mac OS X-t. Az oprendszer alapja a unixos FreeBSD. A felhasználók a „fogkrém“-ként elhíresült Aqua felületnek örvendtek. Az elnevezésben az X a tízes számot jelenti, ez az Apple tizedik számítógépes operációs rendszere.[434]
- Az Apple negyedéves nyeresége 183 millió dollár volt.[435]
- Az Apple az EarthLink Internet szolgáltatóval (USA) kötött megállapodást a minőségi internet elérés biztosításához.[436]
- Frissült az AppleWorks 6, az Apple saját fejlesztésű irodai csomagja.[437]
- Az IDC adatai szerint az oktatási piacon az Apple részesedése 30,6 százalék.[438]
- Az Apple videoszerkesztő és vágó alkalmazása, az iMovie ingyen letölthető a PowerBook és Power Mac gépekre.[439]
- Az Apple negyedéves nyeresége 233 millió dollár volt.[440]
- A Pinnacle Systems-szel együtt tömörítetlen nagy-felbontású videó kezelésére teszi az Apple a Macintosht alkalmazzás[441]
- A Matrox-szal valósidejű videó-vágást valósít meg az Apple a Macen.[442]
- Bemutatták a Final Cut Pro 1.2.5 verzióját. Ez a szoftver az Apple professzionális videóvágó alkalmazása.[443]
- Tíz új zenei és videó csatornával bővült a QuickTime TV.[444]
- Az Apple mérsékelte a web-alkalmazás-szerkesztését támogató WebObjects árát 50 000 dollárra.[445]
- A QuickTime alkalmazásból ötven millió darabot értékesítettek.[446]
- Az Akamai közreműködésével először streamelte élőben a Macworld megnyitóját az Apple. Kilencvenötezren követték a neten, a stream 28K-1Mbs sávszélességek közt volt elérhető.[447]

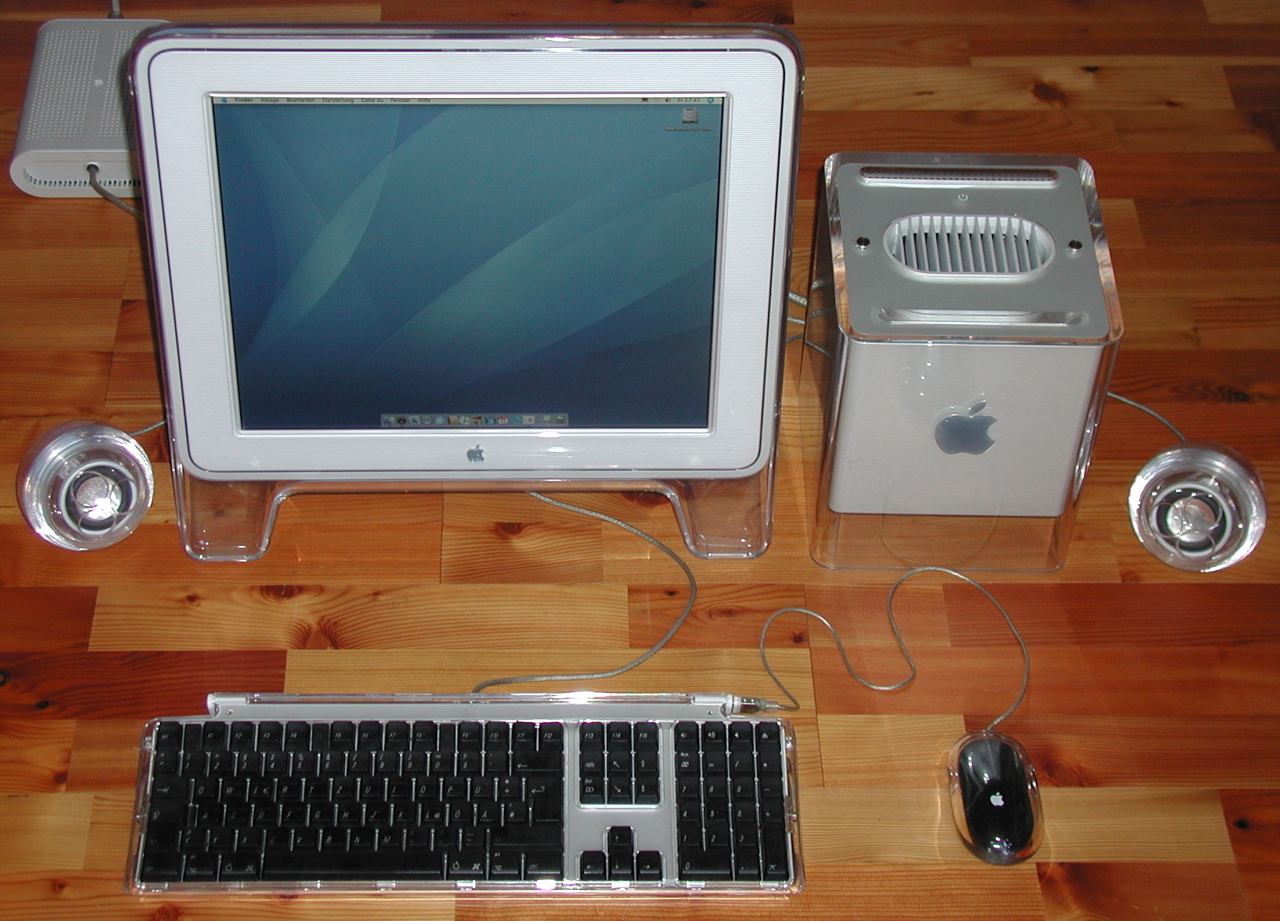
A G4 Kocka. Balra hátul a táp, amely külön egység – ez sem nyerte el a felhasználók tetszését, az Apple ekkor is a dizájnt helyezte a használhatóság elé. A képen látható a 17 inches StudioDisplay, az Apple Pro billentyűzet és egér, valamint Harman Kardon Pro hangszóró

- Bemutatták a Mac G4 Cube-ot. A kocka alakú asztali gép, amelynek oldalai nagyjából CD-tok méretűen voltak, nem váltotta be a hozzá fűzött reményt, véletlenszerű újraindulásáról híresült el.[448]
- Megjelentek az új iMacek, a drágább verziók DVD-olvasót is tartalmaztak.[449]
- A Power Mac duál-processzoros lett, 450-500 MHz-es PowerPC G4 processzorokkal.[450]
- Az Apple termékeinek értékesítésbe bekapcsolódott a Circiut City kiskereskedelmi hálózat.[451]
- A Starwars II. epizódja, az I. után, szintén elérhető lett az apple.com QuickTime streaming oldalán.[452]
- Az Apple licenszeli az Amazon „1 click“ szabadalmát.[453]
- Radeon grafikus kártya is kerülhet a Power Macbe és a Mac G4 Cube-ba.[454]
- Megjelent a QuickTIme 5 és a QuickTime Streaming Server 3.[455]

### 2001
- Bemutatják a Titanium PowerBook G4 hordozható Macet. A gép jellemzői: PowerPC G4, akár 500 MHz, 15,2“ TFT kijelző, 128KB-1MB RAM, 10-30GB merevlemez, 10/100 Ethernet, USB, FireWire®, VGA and S-video kimenet, AirPort (wifi). A gép egy inch (2,54 cm) vastag; 2,5 kg súlyú. Akkumulátorról 4-5 órán át használható.[456]
- Két új alkalmazást mutat be az Apple, az iDVD és a DVD Stúdió multimédiás DVD készítését támogatja.[457]
- Az Apple elsőként mutatja be a SuperDirve-ot, amely képes CD és DVD írására és olvasására.[458]

Az Apple tizedik operációs rendszere időtengelyen. Az eleinte ragadozók, később Kalifornia nemzeti parkjainak, természeti nevezetességeinek nevével azonosított verziók: 10.0 (Cheetah), v10.1 (Puma), 10.2 (Jaguar), 10.3 (Panther), 10.4 (Tiger), 10.5 (Leopard), 10.6 (Snow Leopard), 10.7 (Lion), 10.8 (Mountain Lion), 10.9 (Mavericks), 10.10 (Yosemite), 10.11 (El Capitan), 10.12 (Sierra), 10.13 (High Sierra), 10.14 (Catalina). Az utolsóként feltüntetett Big Sur a 11-es sorozat első tagja.

- Bejelentik a Mac OS X 10.0 (Cheetah) elkészültét. A tízes operációs rendszert egészen 2020. novemberéig (10.15 Catalina) használja az Apple. Az operációs rendszer alapja a unixos FreeBSD. A Cheetah grafikus felhasználói felületét megjelenése és színvilága miatt "fogkrém"-nek nevezte a sajtó.
- Az Apple értékesíti az ötmilliomodik iMacet.[462]
- Május 19-én megnyíltak az első Apple Store-ok, az Apple kiskereskedelmi hálózatának önálló eladóhelye. Az első két nap alatt az Apple Store több mint 7 700 embert fogadott és összesen 599 000 dollárnyi árut adott. A kaliforniai Glendale-ben és a virginiai McLean-ben található áruházak az elsőek a huszonöt áruház közül, amelyet a társaság 2001-ben nyit az Egyesült Államokban.[463]
- 23 000 iBookot ajándékoz az Apple a virginiai Henrico oktatási körzetnek.[464]
- Az Apple felhagy a Power Mac G4 Cube gyártásával. A Cube nem váltotta be a hozzáfűzött reményeket, gyakori ön-újraindulása miatt megbízhatatlanságáról vált hírhedtté.[465]
- Bemutatják be az Apple új, 800 MHz-es, kétprocesszoros Power Mac G4 számítógépét.[466]

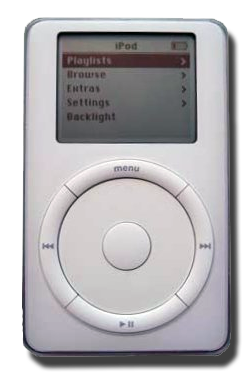
Az iPod. A képen a második generációs iPod látható. A jellegzetes kör fizikai érzékelős volt az első verzióban, és a második verzió 5GB modelljeinél

- Bemutatják az iPodot. A digitális zenelejátszó lesz az Apple második forradalmi terméke a Macintosht követően. Az iPod átalakítja a teljes zeneipart. Az első iPod 5GB-os merevlemezen akár ezer könnyűzenei számot volt képes tárolni. Az első iPod felülete még mechanikus érzékelős volt, ára 399 dollár.[467]
- Megújult az AirPort, az Apple wifi megoldása. Az iparágban elsőként alkalmazta a 802.11b szabványt és a 128 bites titkosítási eljárást kereskedelmi forgalomba kerülő eszköz.[468]

### 2002
- A Mac OS X az alapértelmezett operációs rendszer a Macintosh számítógépeken.[469]

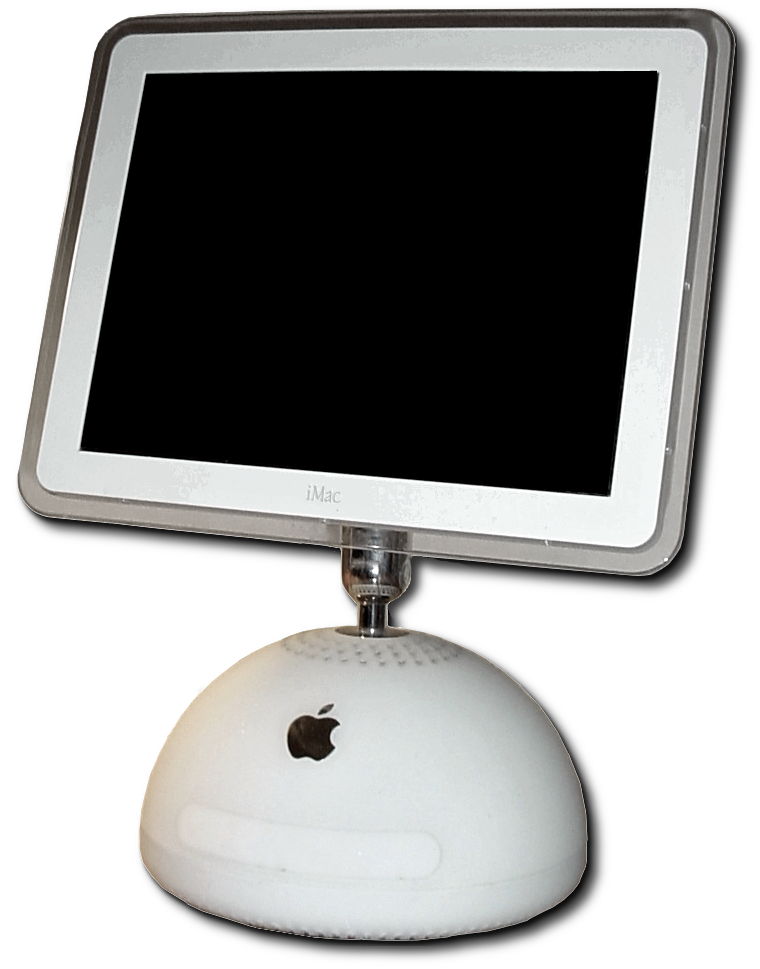
iMac. PowerPC 7450, 700MHz, 1GB RAM, 40GB merevlemez, 15", 1024x768 képpont

- Az Apple bemutatja a bólogatós iMacet. A színes, lekerekített hátú iMaceket váltó asztali gép egyedi dizájnja Jony Ive alkotása. A gépet népszeresítő videóban egy asztali lámpához is hasonlítják. Az iMacre 150   000 előrendelés érkezik az Apple-höz.[470]
- A San Franciscó-i Macworld Expon bemutatják az iPhoto Maces fényképkezelő alkalmazást (2021-es utódja a Fotók).[471]
- Az Adobe Macre optimalizált Design Collection csomagja a Photoshop, Illustrator, InDesign szoftvereket kínálja a kiadványszerkesztőknek.[472]
- Az Apple QuickTime lejátszója népszerűbb az addigi piacvezető RealPlayernél.[473]
- Bemutatják a 23 inches Cinema Display monitort.[474]
- A Mac OS X képessé lesz a Bluetooth kezelésére.[475]
- A tanulók és oktatók számára az Apple bemutatja az eMac számítógépet, amely az iMac cél-optimalizált és kedvezőbb árú megfelelője.[476]
- Az Apple bemutatja az XServe-t. A rackszekrénybe helyezhető eszköz a nagyvállalati piac meghódításának eszköze. A Mac OS X szoftver minden verziójának volt szerver-kiterjesztése, ám ez soha sem érte el a konkurens termékek kínálta szolgáltatások számosságát.[477]
- Bemutatkozik az iChat, a 2021-ben ismert iMessage (Üzenetek) elődje.[478]
- Az iMacnek megjelenik a 17 inches változata.[479]
- Bemutatják az iCalt, a 2021-ben Calendar (Naptár) néven ismert alkalmazás első változatát.[480]
- Megjelenik a Jaguár (Mac OS X 10.2)[481]
- Távozik az Apple igazgatótanácsából Larry Ellison, az Oracle vezetője. A két vállalkozás azonos szolgáltatásokat (is) kínál, a távozás természetes, békés.[482]
- Az Apple bemutatja a Switcher reklámkampány első hirdetéseit. Az Ellen Feiss-szel készült egyike a legsikeresebbnek.[483][484]
- Megnyitják az ötvenedik Apple Store-t az Egyesült Államokban.[485]

### 2003
- Bemutatják a 20 inches Cinema Displayt.[486]

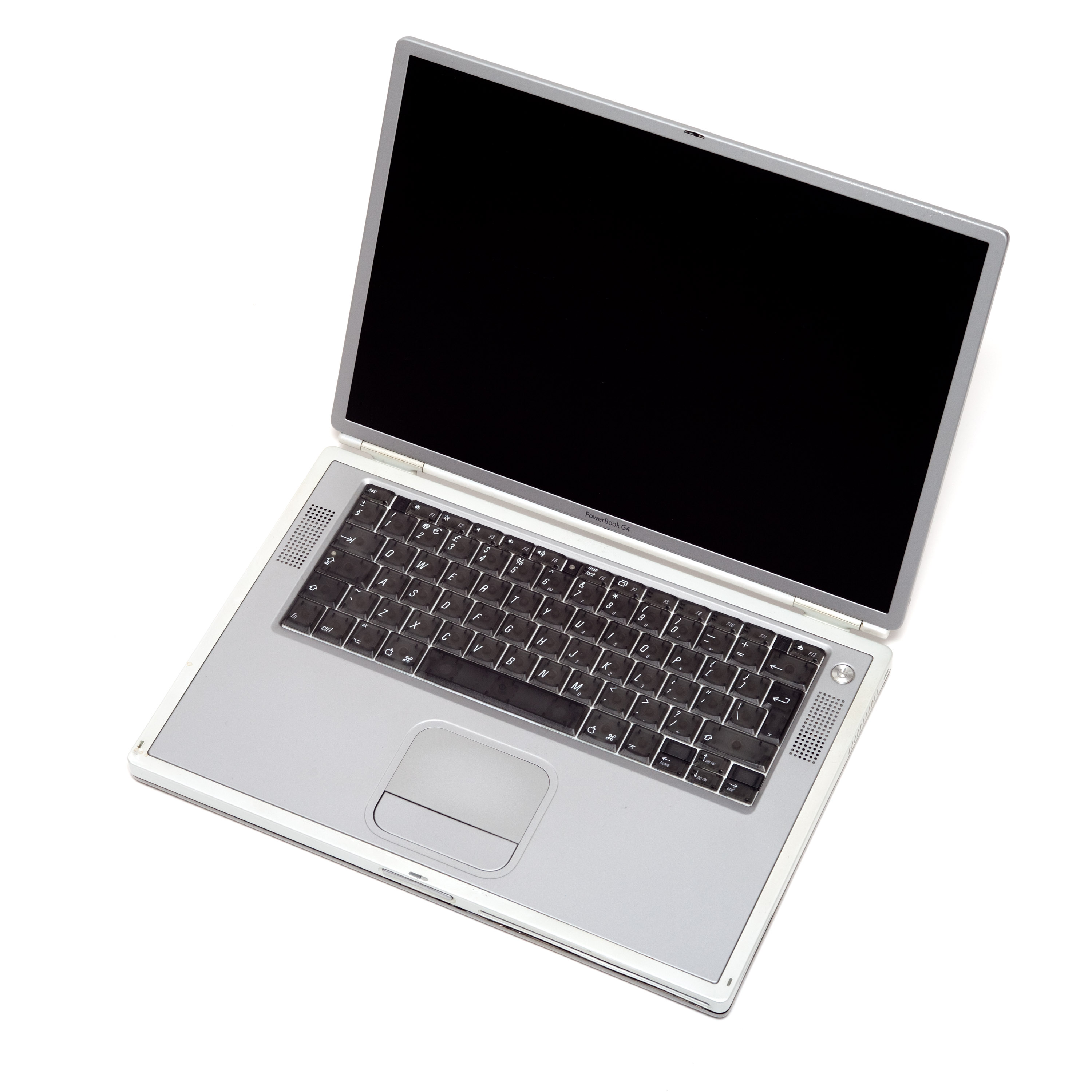
Apple PowerBook G4

- Az Apple elsőként árusít 17 inches kijelzőjű hordozható gépet, a PowerBook G4-t. A TFT kijelző felbontása 1440x900 képpont, a gépben PowerPC 7455, 1 GHz processzor, 1GB RAM, 60GB merevlemez található. Az ára 3   299 dollár. A PowerBook volt az első számítógép, amely az IEEE   1394 szabványnak megfelelő FireWire   800 portot kínált. További elsőség: az első Mac, amelyet beépített Bluetooth és AirPort Extreme (Apple wifi megvalósítás) szállítottak.[487]
- Bárki számára hozzáférhető a prezentáció készítő alkalmazás, a Keynote. A legenda szerint Jobs prezentációihoz kifejlesztett szoftver iránti érdeklődés miatt formálta azt termékké az Apple.[488]
- Az iLife csomag bejelentése. A Maces életérzést támogató alkalmazások: iPhoto digitális fényképkezelést, iMovie videovágást, iDVD multimédiás DVD készítést támogató alkalmazás mellett a digitális zenekezelés eszköze, az iTunes 3.[489]
- Az Apple bemutatja a 12 inches PowerBook G4-et. A mérete miatt sokak által kedvelt hordozható gép a legkisebb kijelzős gép.[490]
- Az Apple eszközeiben elkezdi a 802.11g (wifi) szabvány alkalmazását.[491]
- Az Apple módosítja az igazgatósága szervezését, ekkor csatlakozik igazgatóként az Apple-höz Al Gore, volt amerikai alelnök. Az igazgatók egy része külső igazgató, másik részük valódi, operatív igazgatást végző igazgató.[492]
- Indul az iTunes Music Store (iTMS), ahol zeneszámok is megvásárolhatók, nem csak nagylemezek vagy kislemezek. Az iTMS-hez önként vagy kényszeredetten szinte mindegyik zenekiadó, jogtulajdonos csatlakozik. Az iTMS azóta többször nevet vált.[493]
- Bemutatják a PowerMac G5-t, az első 64 bites architektúrájú számítógépet.
- Bemutatják a Safarit, az Apple böngészőjét.[494]
- Az Apple kihívást intéz a videovágó piachoz: az Adobe Premiere használókat csábítja át saját Final Cut Pro szoftverére.[495]
- Az első vezeték nélküli, Bluetoothos billentyűzet és egér bemutatása[496]
- Az iTunes elérhető lesz Windowsra is. Ennek a ritka kivételnek oka: az iPoddal az iTunes alkalmazás használatával lehet adatot cserélni, az Apple ezt kívánja a Macintosh-sal nem rendelkező Wintel használók számára is lehetővé tenni.[497]
- Az Apple vált a Mac OS X Panther (10.3) használatára.[498]

### 2004

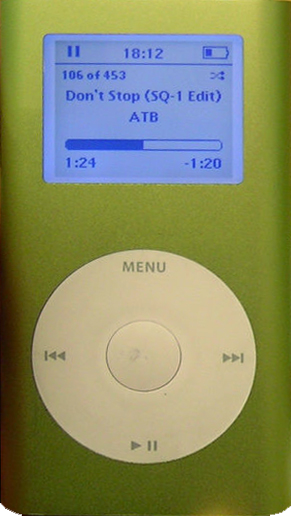
A zöld iPod mini

- Megvásárolható az iPod mini. Az első iPodnál kisebb, 4GB-os iPod min ezüst, arany, kék, rózsaszín és zöld színekben volt kaphat, bevezető ára 249 dollár volt.[499]
- Az Apple szerver-megoldása, az XServe is megkapja a PowerPC G5 processzort.[500]
- A vállalati szerverkörnyezetbe kerülés érdekében rackszekrénybe építhető RAID háttértár (maximum: 3,5TB) rendszert mutat be az Apple.[501]
- A 76. Oscar-gála kiosztóján a legjobb Legjobb látványtervezés járó díjat a A Gyűrűk Ura: A király visszatér film nyerte el, az egyik legfontosabb szoftver az Apple Shake alkalmazása. Egyébként ez már a hetedik egymást követő év, amikor a legjobb effektért járó díjat elnyerő filmhez az Apple Shake-t (is) használták.[502]
- Megújul a PowerBook G4 hordozható számítógép[503]
- Megújul az iBook G4 hordozható számítógép. Az iBook a magánhasználatra szánt gépcsalád, a PowerBook a professzionális felhasználóknak szánt eszköz.[504]
- Az Apple az XServe szervereiből álló virtuális hálózatot ajánlja nagy számítás igényű szolgáltatáshoz, mint az ipari tervezés, az orvosi- vagy kémiai-kutatások.[505]
- Az Apple bemutatja a 30 inches Cinema Display kijlezőt.[506]
- Az Egyesült Királyságban, Franciaországban és Németországban is elérhető az iTunes Music Store. Ahhoz, hogy egy országban online boltot nyisson a zenéknek az Apple, szükséges a szerzői jogok kezeléséről szóló megállapodás. A magyar bolt megnyitását ez sokáig hátráltatta.[507]

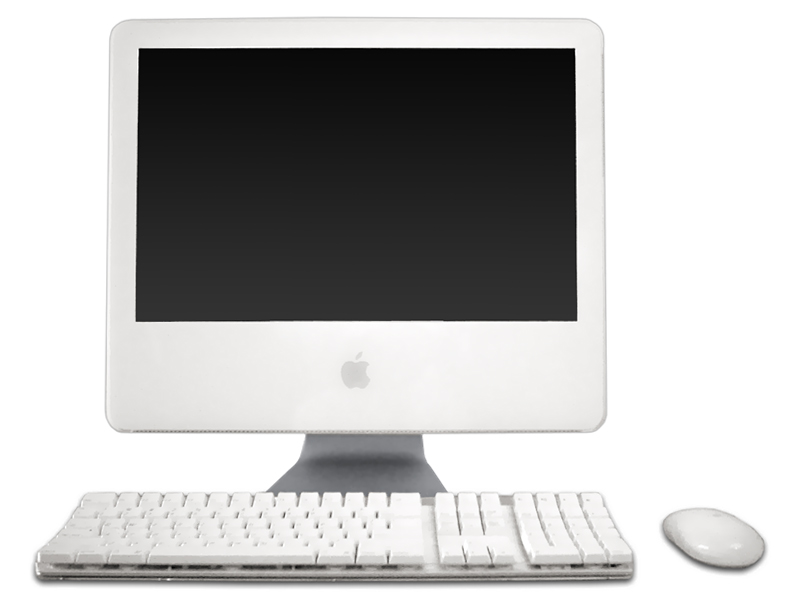
iMac G5 17". 8,4kg, 43x42,6x17.3cm. PowerPC 970fx (G5), 1,6GHz. 40GB merevlemez, 2GB RAM, wifi, Bluetooth, Ethernet, 3 USB, 2 FireWire, 1 mini-VGA

- Az Apple bemutatja a „bólogatós“ iMacet váltó, fehér műanyag kávás iMacet. A PowerPC G5 Mac (2GB memória, 40GB merevlemez) bevezetőszlogenje a De hova tűnt a számítógép? volt. A 17 inches monitor mögé rejtett alaplap sok Windows felhasználót tévesztett meg, akik az asztal alatt keresték a számítógépet.[508]
- Megjelenik a profi zene-készítők, -vágók, -keverők, hangmérnökök számára készült Logic alkalmazás.[509]
- U2 iPod.[510]
- Az első európai Apple Store a londoni Regent Streeten nyílik meg.[511]

### 2005
- Az Apple bemutatja az iPod Shuffle-t, amely az iPod mininél is kisebb.[512]
- Bemutatják a Mac minit. A kijelző nélküli Mac öt centi magas, CD-tok méretű. Az Apple az árazással is a Macintosh világba való belépő gépként árusítja a minit. Ehhez a Machez csatlakoztatható a pécés billentyűzet, egér és monitor is.[513]
- Megújul az iLife és iWork alkalmazás-csomag, bemutatják a Final Cut Expresst, a profi alkalmazás könnyebben kezelhető, de kevesebbet tudó, viszont kedvezőbb áru társát.[514][515][516]
- A 10.4-es Mac OS X, a Tigris megvásárolhatóvá válik. Ez az első olyan szoftver-frissítés, amelyet az Apple eseménnyé szervez.[517]
- Akkumulátor hiba miatt az Apple számos iBook és PowerBook modellt hív vissza.[518]
- A június elején megtartott Apple szoftverfejlesztői konferencián (WWDC) bombaként robban a hír, az Apple elhagyja az Apple-IBM-Motorola szövetségben kifejlesztett PowerPC családot és az addig nem barátként kezelt Intelre vált. Az aktuális iMac bemutatóját tartó Jobs, miután vagy harminc percig beszélt a gépről, mint egy mellékesen tette hozzá: az iMacben Intel processzor van.[519]
- Az Apple az új iPod árába beszámítja a visszavitt korábbi modelleket – csak az államokban.[520]
- Japánban is elindul az iTunes Music Store.[521]
- Bemutatják az Apple Mighty Mouse egerét. Az első nem egy-gombos egér nevét egy Amerikában népszerű rajzfilmfiguráról kapta.[522]
- Bemutatkozik az iPod nano, ami még az iPod shuffle-nél is kisebb, könnyedén ruhára csippenthető.[523]
- Az Apple bemutatja a profi fotósoknak szánt Aperture szoftverét, amely az iPhoto profi változata, később az Adobe Ligthroom konkurenciája.[524]

### 2006
- Az első MacBook Pro (MBP). Ez az Apple professzionális hordozható számítógépe, amelynek utódai ma is megvásárolhatók. Az első MBP-be 1,83 GHz-es Intel Core Duo került, 2GB RAM, 80GB merevlemez, 15,4“, 2,54 kg súly, wifi 802.11b/g, Bluetooth, 10/100/1000 Ethernet, USB és FireWire portok írják le.[525] Bemutatják a 17“ változatát is.[526]
- Az iMac és a Mac mini is Intel Core Duo processzoros lett, megtörtént az Apple PowerPC-ről Intelre átállása.[527][528]
- Az Apple fantasztikus negyedéves eredményeket produkál, az értékesítés, a nyereség folyamatosan nő. Az Apple második aranykorát éli.[529][530][531]
- A Nike-kal együttműködve az iPod képes a futás teljesítmény mérésére.[532]

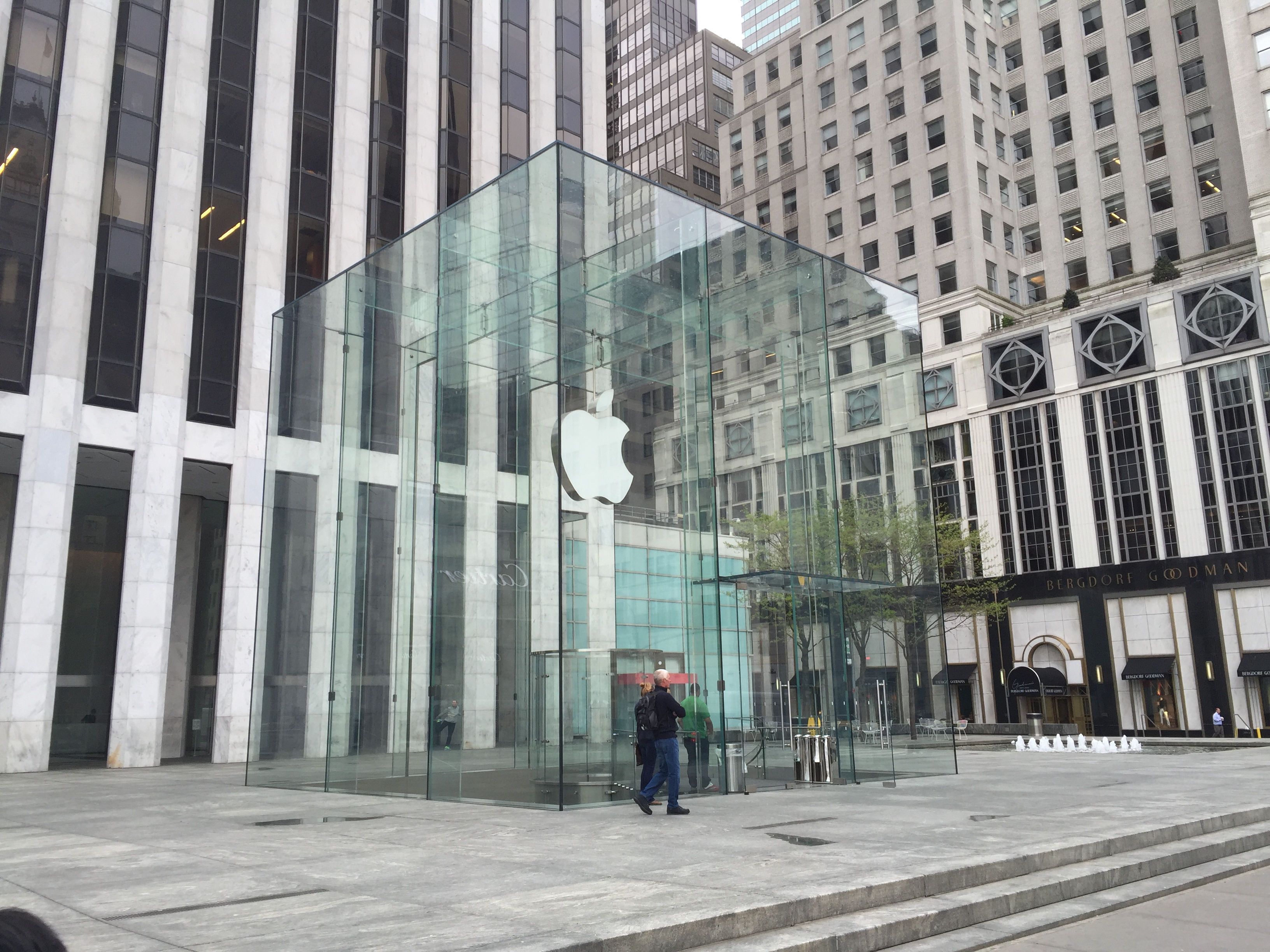
Ötödik sugárút, Apple Store. A képen a bejárat, az üzlet a föld alatt van, ahová az ikonikus üveg-csigalépcső vezet le

- Megnyitják a New York-i Ötödik sugárúti Apple Store-ot. A felszínen egy üvegkocka fogadja a látogatót, ahonnan üveglépcső vezet le a boltba. Az üveglépcső később több Apple Store-ban is visszatérő építészeti elem lesz.[533]
- Bemutatják a MacBookot. A hordozható gép pozicionálása nem egyértelmű, az Air és a Pro között lebeg. 2011-ben ki is vonják majd a forgalomból.[534]
- Bemutatják a vezeték nélküli, bluetooth-os Mighty Mouse-t. Az Apple folyamatosan törekedett a számítógép körüli kábelek elrejtésére, eltüntetésére.[535]
- Az Apple kiadja az 2000-2020 közötti leghosszabb című sajtóközleményét: Columbia Records Apple Offer Exclusive Digital Pre Order of Bob Dylans New Album Modern Times Advance Ticket Pre Sale for Upcoming Concert Tour[536]
- A frissített Mac Pro-ba két két-magos Intel Xeon processzor került, az XServe-be négy két magos Xeont tesz az Apple.[537][538]
- A Coca-Cola és az Apple közös zenei promóciót indít Európában, így Magyarországon is.[539]
- Az iMacbe és a MacBook Pro-ba az újabb Intel 2 Duo processzor kerül.[540][541]

### 2007
- A cég nevéből elhagyják a ‘Computer’ szót.
- A San Francicó-i Macworld kiállításon, 2007. január 9-én az Apple bemutatta az iPhone-t, amely három terméket ötvözete: egy forradalmian új mobiltelefoné, egy széles-, érintő-képernyős iPodé és egy úttörő internetes kommunikációs eszköz: teljesértékű e-mail, webböngészés, keresés és térkép alkalmazással. A bemutatás pontos időpontja 9:41 volt helyi idő szerint, az Apple hivatalos sajtóanyagaiban és fotóin ezért látható ez az időpont az iPhone, később az iPad készülékeken is. Az iPhone árusítása június 29-én kezdődött meg. Az iPhone az Apple harmadik korszakalkotó terméke a Macintosh és az iPod után.

Az iPhone egy forradalmi és varázslatos termék, amely öt évvel előz meg minden más mobiltelefont – mondta Steve Jobs, az Apple vezérigazgatója. Mindannyian természetes mutatóeszközzel – az ujjainkkal – születtünk, és az iPhone ezeket használja. Ez az egér óta legforradalmasabb felhasználói felület.
- Az Apple és a Beatles megköti újabb (harmadik) megállapodását a névhasználat kapcsán. Az elsőt az ‚‘Apple’’ név használata miatt kötötték, a Beatles kiadója hamarabb viselte az Apple nevet. Az Apple ebben vállalta, hogy nem téved zenei területre. Az iPoddal és az iTunes Music Store-ral megtette, ezért kötötték meg a második megállapodást.[543]
- Az Apple megkezdi az AppleTV forgalmazását. z Apple TV az internethez és HD kijelzőhöz, televízióhoz csatlakoztatható eszköz. Funkciója, hogy az általa tárolt videókat, képeket vagy zenéket a csatlakoztatott eszközön megjelenítse, illetve más – jellemzően Apple – eszközökről átirányítsa.[544]
- Az Apple elérhetővé teszi Safari böngészőjét a Windowsos felhasználók számára is.[545]
- 74 nap kell ahhoz, hogy egymillió iPhone gazdára találjon.[546]
- Megújul szinte a teljes iPod termékvonal.[547][548][549]
- Az Apple továbbra is szédületes eladási és nyereség adatokat produkál.[550][551][552][553]

### 2008

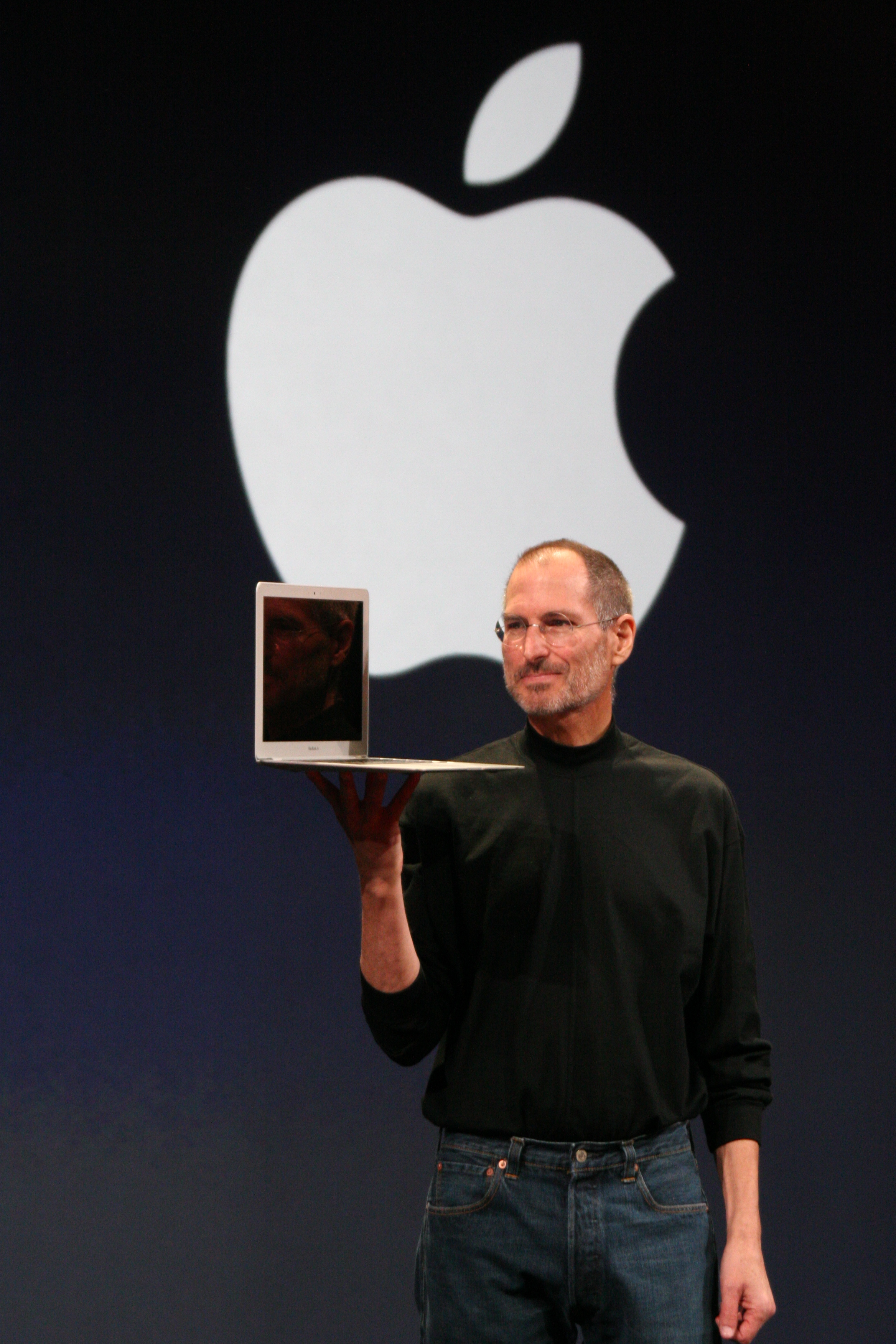
A San Franciscó-i Moscone Centerben megrendezett MacWorld Expo-t nyitó előadásában Steve Jobs, az Apple vezetője, mutatta be a MacBook Airt 2008. január 21-én

- A MacBook Air (MBA) bemutatása. Jobs egy postai borítékból húzta elő az Apple magáncélra szánt hordozható gépét, amelynek legfontosabb tulajdonsága, hogy vékony (19,4mm). A MacBook Air jellemzői: Intel Core 2 Duo, 1,6 GHz, 80GB merevlemez, 2GB RAM, 13,3 inches kijelző, 1280x800 képpont, wifi (802.110/b/g/n), Bluetooth 2.1, USB, micro-DVI port.[554]
- Bemutatják a Time Capsule-t. Ez az eszköz egyrészt internet-lan interface, másrészt hálózaton át elérhető tárhely, amely alkalmas a Macintosh gépek automatikus archiválási funkciója, a Time Machine adatainak fogadására, azaz archiválásra. Portjaira csatlakoztatott nyomtató hálózati nyomtatóként használható. Az eszközön nem fut szoftver, ezért nem szerver, bár a szerverhez hasonló szolgáltatásokat kínál 2-10 Maces irodák számára.[555]
- Elindul az iTunes részeként a filmkölcsönzés. A résztvevő stúdiók (fontosabbak: 20th Century Fox, The Walt Disney Studios – ahol a legnagyobb egyéni részvényes: Steve Jobs, Warner Bros., Paramount, Universal Studios Home Entertainment, Sony Pictures Entertainment, Metro-Goldwyn-Mayer) messze nem a teljes film-állományukat teszik elérhetővé. Ennek kapcsán bemutatják az AppleTV újratervezett változatát, de az Apple erőfeszítése, hogy a filmipart megreformálja/maga alá gyűrje, sikertelen.[556][557]
- A tavaly augusztusban alumínium házat kapott iMac megújul. Ez még az a lekerekített sarkú de szögletes forma, amely megszűnte után majd 2021-ben tér vissza, amikor az iMac M1 processzort kap és hét színben tündököl.[558]
- Bemutatják az iPhone 3G-t.[559]
- A .Mac felhőszolgáltatás MobileMe nevet kapja és teljesen átalakul. A korábbi megoldás (amelyhez csatlakozók a máig használható @mac.com végű emailcímet kaptak) számos, közösségi eleme megszűnik, viszont elkezdődik a Macintosh és iOS eszközök közti adat-szinkronizáció. A MobileMe korában csatlakozók @me.com végű emailcímet regisztrálhattak, ezek is máig használhatók.[560]
- Az iPhone 3G július 11-i bemutatója utáni harmadik napon eladják az egymilliomodik készüléket.[561]
- Az Apple folyamatosan jobbnál-jobb pénzügyi negyedéveket zár. A meghatározó termék egyre inkább az iPhone, a Macintosh és az iPod lassan a háttérbe szorul.[562][563][564][565]

### 2009
- Steve Jobs az Apple dolgozóinak írt nyílt levélben magyarázza, mi okozza szemmel jól látható fogyását. A hormon-háztartás felborulására hivatkozva családjával hosszú szabadságra megy, először tartja helyettese, Phil Schiller a MacWorld bemutatót. Jobs és az Apple annyira összefonódott, hogy az Apple tőzsdei társaságként köteles pontos infót adni a céget érintő eseményekről, Jobs fizikai állapota ilyen.[566]

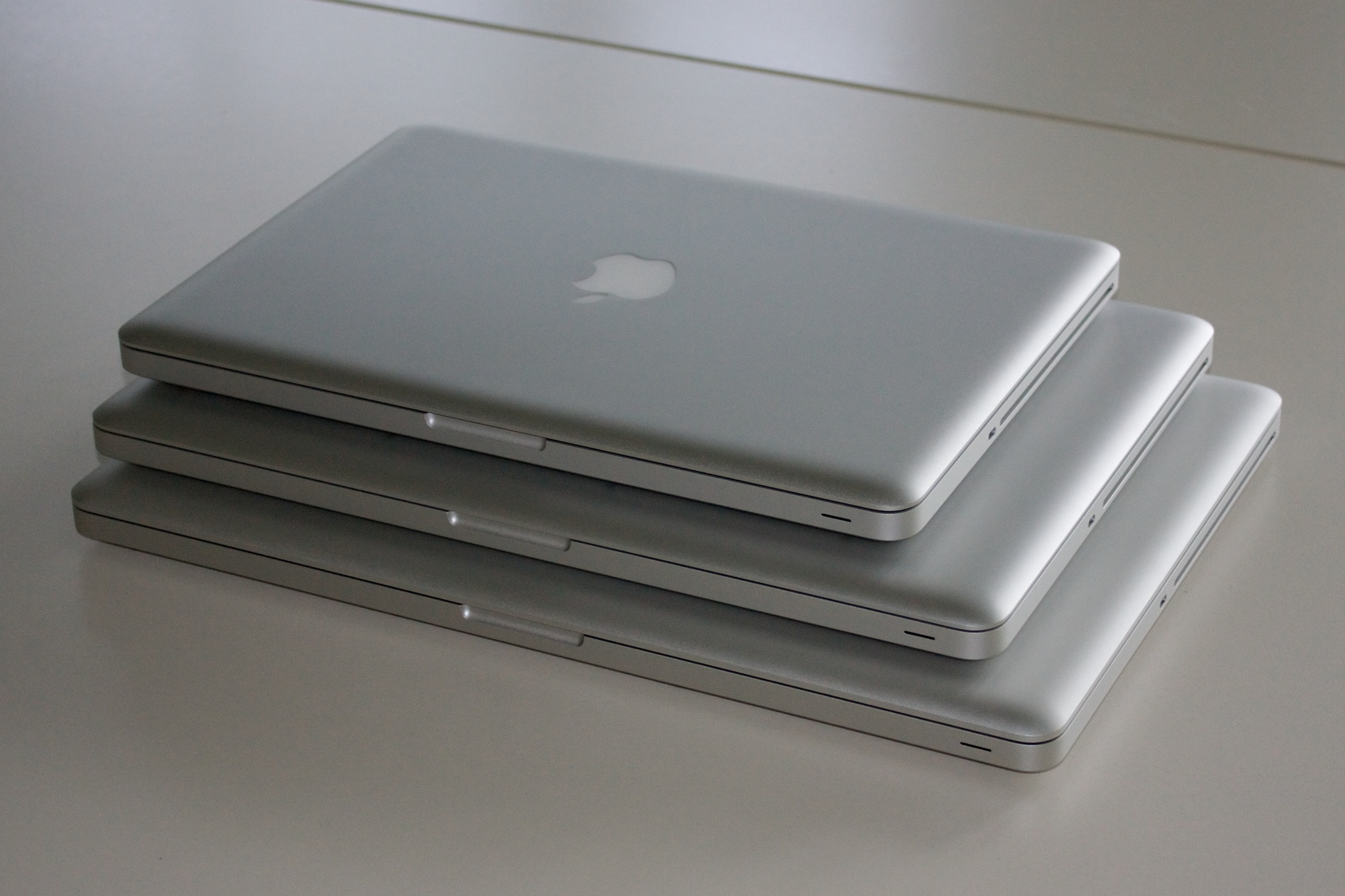
A MacBook Pro 13" (2009 évközép), 15" (2008 vége) és 17" (2009 eleje). Az Apple gépeinek megjelenési idejét közlő adatbázisok – MacTracker, AppleMuseum... – amennyiben nem adják meg a Mac pontos bemutatási dátumát, akkor használják az eleje-közepe-vége megnevezést. Az Apple gyakran jelentett be gépet, amely csak hónapokkal később volt megvásárolható

- A megújított MacBook Pro nyolc óra munkaidőt kínál akkumulátor használatnál, az akkumulátort ezer újratöltésre tervezték az Apple mérnökei.[567]
- A nyáron bemutatott iPhone 3GS telefonból az első egymillió eladásához alig három nap szükséges.[568][569]
- Bemutatják az első érintő-felületes Magic Mouse-t. Az egér felületén érzékeli az egy, kettő, három vagy több ujjal végzett műveleteket.[570]
- Már százezer alkalmazás vásárolható meg az App Store-ból, az iOS eszközök kizárólagos webáruházából.[571]

### 2010

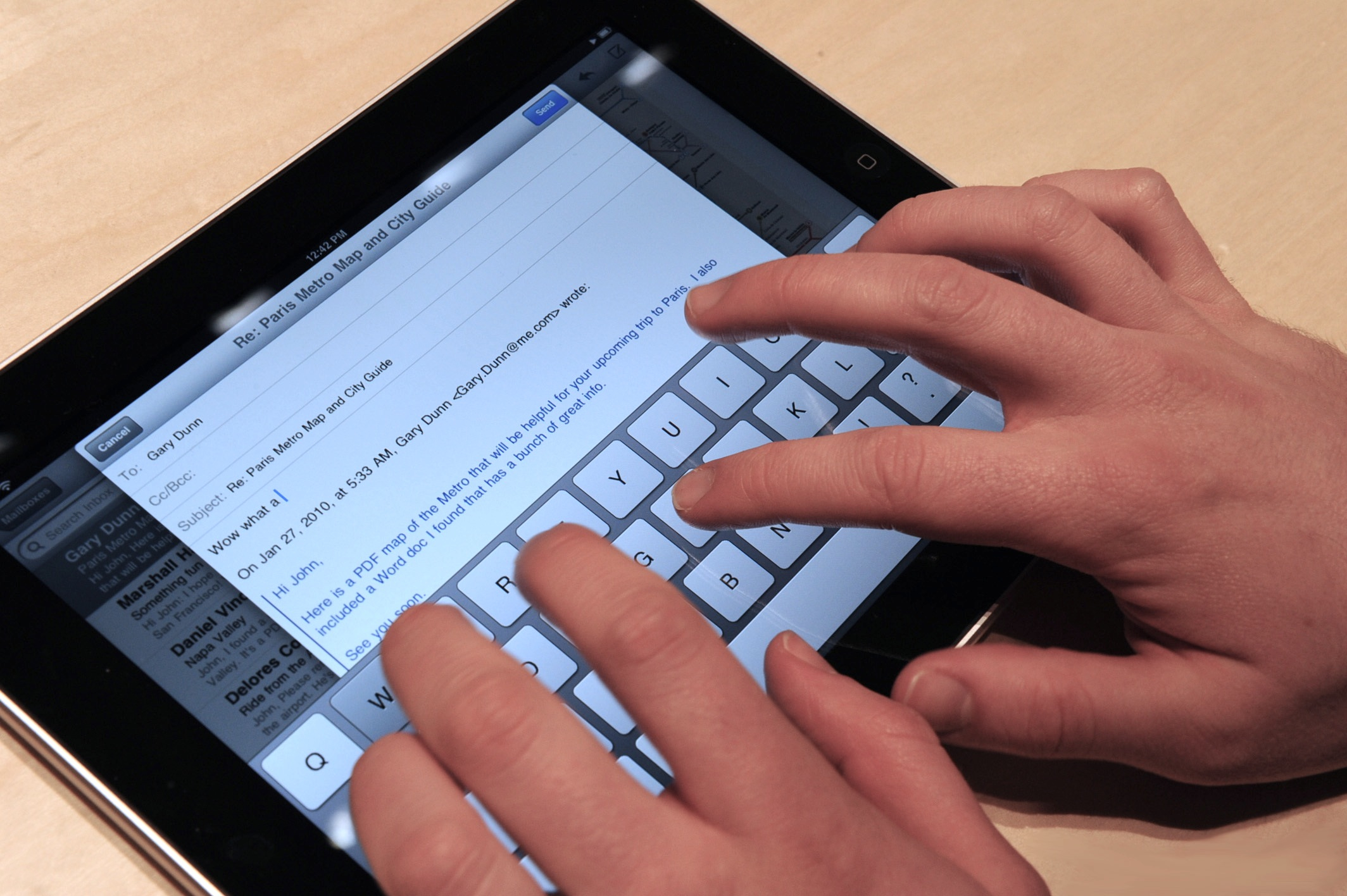
Az első iPad. A képen fekvő helyzetben az iPad virtuális billentyűzetét használva a Mail levelező alkalmazást használja a felhasználó

- Az iPad bemutatása. Az iPad bemutatására számítani lehetett, gyakorlatilag az iPhone megjelenése óta folyt a találgatás a mikorról és a névről (iSlate, iTablet). Az iPad tervezésének nagy lökést adott a FingerWorks cég 2005-ös felvásárlása. Az első iPad 9,7 inches, 1024x768 képpont felbontású, 680 gramm súlyú volt. Processzora az Apple 1 GHz-es A4 volt, 256MB állt a felhasználó rendelkezésére. Az iPadeknek mindig volt csak wifis és wifi-mobil verziója.[572] Egy hét alatt félmillió iPadet adnak el,[573] ebből háromszázezer az első nap. április harmadikán kelt el.[574] Az egymilliós eladáshoz négy hét kellett,[575] a három millióhoz 80 nap.[576]
- Az Apple webáruházából, kezdetekben csak az Egyesült Államokban, iPhone-t, iPadet és Macet is lehet vásárolni.[577]
- Megújul a Mac mini. Kicsit alacsonyabb, kicsit szélesebb és mélyebb lesz. Ez azt jelenti, hogy új alaplapot kapott.[578]
- Az iPhone 4 fekete és fehér színben kapható. A fehér szín néhány esetben besárgult, ezért az Apple rövid időre leállította a gyártást, amíg megoldotta a problémát – a fehér iPhone 4 ezért pár hétig nem volt kapható.[579] Ennél nagyobb visszhangot váltott ki az antenna-gate néven elhíresült probléma. Elég kifacsart kéztartás esetén az iPhone antenna kevésbé hatékonyan működött, szélsőséges esetben az iPhone elvesztette a mobil kapcsolatot.[580]
- Megnyitja első kínai Apple Store boltját az Apple.[581]
- A Macen is elérhető lesz az Apple iOS-en elérhető video-chat alkalmazása, a FaceTime.[582]

### 2011
- Steve Jobs az Apple dolgozóinak írt nyílt levélben jelenti be, hogy egészségi állapota miatt a napi ügyeket általános helyettese, Tim Cook viszi. Jelzi, a stratégiai döntésekben részt vesz.[583]
- Az Apple számos bírálatra válaszul részletesen bemutatja az iOS szoftverben levő helymeghatározó eljárás működését. A bírálatok lényege: az Apple az egyes készülékek mozgási adatát gyűjti, az Apple adatbázist készít az egyes készülékek által látott wifikről (csatlakozás sem szükséges).[584]
- Bemutatják az iCloudot, az Apple felhő- és tárhely szolgáltatását, a MobileMe utódját. A tárhely elérhető iPhone, iPad, iPod touch, Mac vagy Windowsos eszközről is, az alkalmazások (levél, naptár, kontaktok…) szinkronizációja az Apple eszközei közt valósul meg, ha azt az adott eszközön engedélyezik. Innentől kezdve az iCloudba regisztrálók @icloud.com végű mail címet kapnak, de a korábbi @mac.com és @me.com végződésűek is élnek, sőt, egymás klónjai.[585]
- Jobs 2011. augusztus 25-én rövid levélben lemond tisztségéről, helyére Tim Cook kerül. Október 5-én meghal az Apple egyik alapítója, Steve Jobs. Az Apple Remembering Steve. oldalán máig olvashatók a frissülő búcsúztatók.

Jobs minden cégvezetési szabállyal ellentétes autokratikus, néha diktatórikus személyének távozásával megkezdődik az Apple vállalati struktúrájának konszolidációja, ami bő egy évtizedig tart. Jobs-szal együtt tűnik el az Apple-ből az iparágak vezető ínnóvatőri szerepe. A 2012-től megjelenő eszközökben nincs forradalmi újdonság, egyre több esetben nem is elsőként alkalmazzák az új technológiát.

### 2012
- Az iPaden is elérhetővé a képrendszerező iPhoto, a videoszerkesztő iMovie és a zenealkotásra alkalmas GarageBand. Az iPades alkalmazások kevesebbet tudnak Maces társaikhoz képest, ezért csak korlátozottan képesek állomány cserére.[587]

Az Apple Maps (Térkép) alkalmazás ikonja. Az alkalmazás az Apple-től szokatlanul sok hibával működött kezdetekben, hosszú évek alatt sikerült csak a konkurens piacvezető termékkel azonos szintre hozni az alkalmazás tudását

- A hamarosan bemutatásra kerülő iOS 6-ban debütál az Apple Térkép alkalmazása, a Siri új tudással bővül, megjelenik a Facebook-integráció, lehetőség lesz fotófolyam megosztására és bemutatkozik a Passbook alkalmazás. A Térkép megjelenése a Google-lel vívott háború mellékszíntere, az Apple térképe hosszú éveken át elmarad a Google-é mögött. A fotófolyam olyan fotó megosztási lehetőség az iPhoto-n belül, amelyre más felhasználó, akár jelszó ismeretében, előfizethet vagy részt vehet képek hozzáadásával. A Passbook az e-jegyek tárolására, később a hitelkártyák őrzésére is szolgáló alkalmazás.
- Bemutatják az iPhone 5-t,[589] az új iPod touchot és nano-t,[590] megújul az iTunes is.[591]
- Átszervezésen esik át az Apple.[592]

Jony Ive vezető dizájner lesz a felhasználói felületek (Human Interface) területért felelős vezető. Neki köszönhetjük a macOS, iOS megújuló felületeit. Egyes vélemények szerint a dizájn és funkcionalitás közül gyakran a dizájn győzedelmeskedik.
Bob Mansfield követi az IBM-től áthívott Mark Papermastert a Technológia (vezeték nélküli megoldások) élén, Papermaster kapcsán az Apple és az IBM sokáig pereskedett, az IBM szerint Papermaster céges titkokat vitt az Apple-höz. Mansfield két év múlva váratlanul lemond, de marad az Apple-nél. Távozása összefügg a vezetői szervezeten belüli pozíció-harccal.
Eddy Cue lesz a Siri és a Térkép szolgáltatásokért felelős alelnök.
Craig Federighi felelős az operációs rendszerekért (OS X, iOS).
- Az Apple eredményei változatlanul kiemelkedőek, Jobs halála nem töri meg a részvény-árfolyam szárnyalását.[593][594][595][596]
- Bemutatják az iPad minit.[597]

### 2013
- Az Apple részvény-visszavásárlási programot hirdetett. A részvények visszavásárlása növeli a cég értékékét – ez egyfajta válasz néhány jelentő befektető cég vezetéssel, cég üzletpolitikával kapcsolatos bírálatára.[598]
- Az Apple 30 millió dollár értékű iPadet és szoftvert ajándékoz az egyik Los angelesi iskolakörzetnek (ez negyvenhét oktatási intézményt jelent, általános- és közép-iskolát, kollégiumot, kisegítő iskolát).[599]

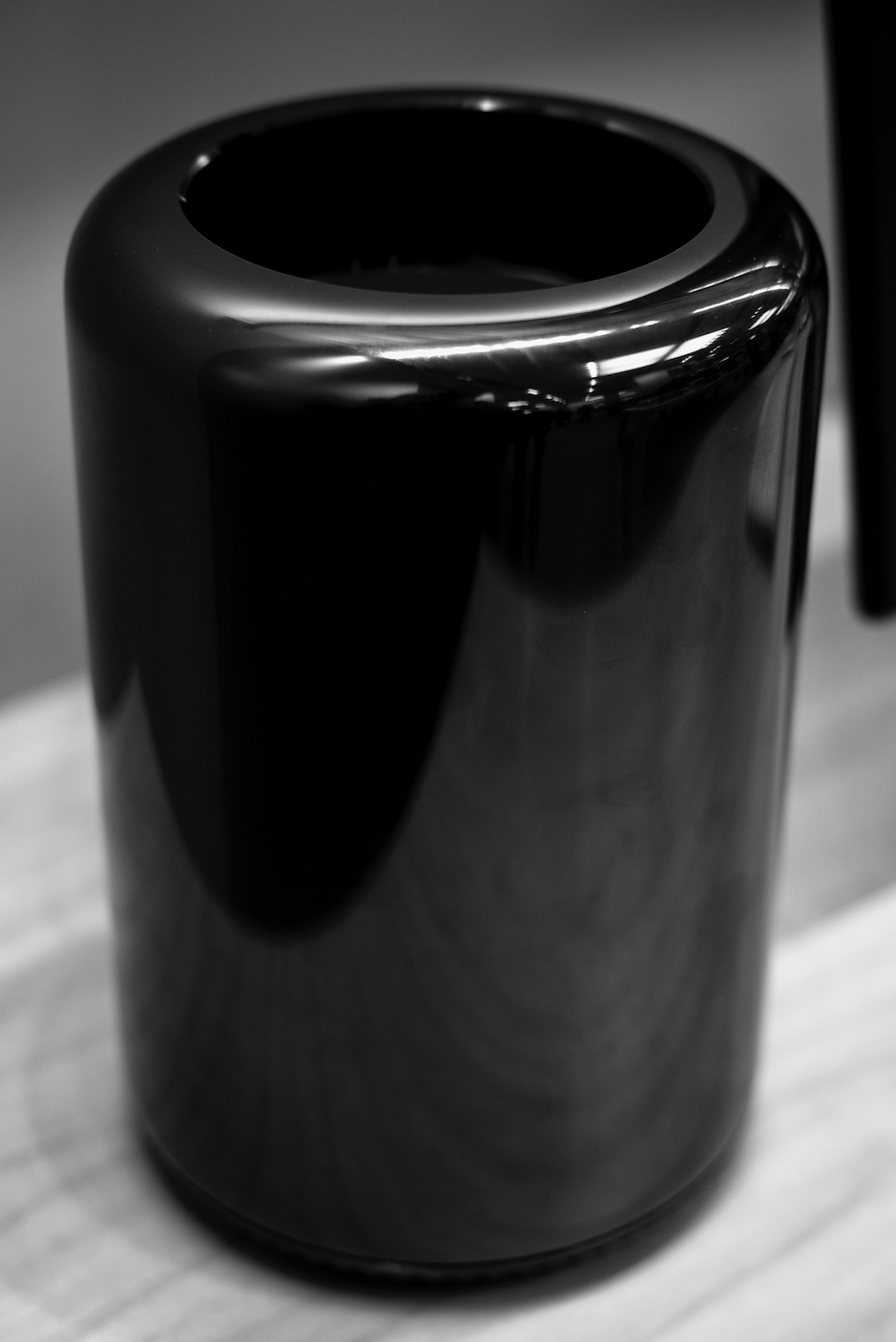
A Mac Intel Xeon (E5-1620) 3,9Mhz-es, 64-bites processzort kapott. 256GB SSD, 8-128GB memória (rendeléskor volt kiválasztandó). Az elődjéhez képes nem volt bővítőhely tárhelynek (elődjében négy 3,5 inches volt) és nem volt bővítőkártyának sem hely (elődje két 16-lane PCI Express 2.0 és 2 – 4-lane PCI Express 2.0 kártyahelyet kínált)

- Decemberben mutatják be az új Mac Pro-t. A korábbi robusztus acél tornyot asztalon elférő, cilinder alakú eszköz váltja – a felhasználók nem örülnek a változásnak. A rendhagyó kialakítás nem volt céltalan, leginkább a hőelvezetést segítette. Az előző Mac Pro könnyen bővíthető volt, az új nem az. Ismét a dizájn nyert a használhatósággal szemben. A dizájn sikertelenségét jelzi, hogy ennek a Mac Pro-nak nem volt frissítése, bár egészen 2019-ig volt az Apple kínálatában, amikor az előző dizájnhoz hasonló torony megjelenésre cserélték. A Mac Pro, amit a felhasználók jó esetben cilindernek, rossz esetben esernyőtartónak, hamutálcának véltek.[600]
- Bemutatják az iPhone 5s-t, amely kék, zöld, rózsaszín, sárga és fehér színben is kapható.[601][602]
- Megjelenik az iPad Air, amely legfontosabb jellemzője, hogy sokkal vékonyabb, mint az iPad.[603]

### 2014
- A Genfi Autószalon kiállításon mutatta be az Apple a CarPlay funkciót, amely az iPhone és az arra felkészített járművek integrálását segíti. Könnyebbé vált a híváskezelés, a zenehallgatás, a térkép-használat és az üzenet kezelés.[604]
- Három milliárd dollárért felvásárolta az Apple a Beat Music zenei-stream szolgáltatót és a fejhallgatóiról ismert Beats Electronicot. Az Apple havonta két-három vállalkozást vásárol fel, ez az egyik legismertebb, legnagyobb volumenű tranzakció.[605]
- Bemutatják az iOS 8-at. Számos alkalmazás újul meg, köztük az iCloud Photo Library, a Messages (Üzenetek). Megjelenik a Health alkalmazás, amely számolja a megtett lépéseinket, távolságot és megmászott emeleteket.[606]
- Bejelentik az OS X Yosemite. Bemutatkozik a sötét mód, sok alkalmazás ikonját az Ive vezette tervező csapat lecseréli, a „flat“ dizájn kezdete. A rendszer betűcsalád Lucida Sansról Helvetica Neu-ra változik. Egyre több funkció használható az OS X – iOS pároson, ilyen a telefonhívás, üzenetküldés.[607]
- Bemutatják a retina kijelzős MacBook Pro-t. A retina megnevezés a kijelző korábbinál jobb felbontását jelenti, egy inchre több képpont jut, így élesebb, részletgazdagabb képet mutat az eszköz.[608]
- Az Apple iPhone 6-ra rekord mennyiségű, négy millió előrendelést kapott.[609]
- Bemutatják az Apple Watch-t, az eszköz csak 2015. áprilisától vásárolható meg. Az okosóra iPhone-hoz kapcsolódik, annak kiegészítő kijelzője – levelek, üzenetek olvashatók el anélkül, hogy a telefont kézbe kellene venni. A Watch használatával telefonhívás is lebonyolítható. Az órára telepíthető alkalmazások eléréséhez a Digital Crown fantázianevű gombot kell tekerni vagy megnyomni.[610]

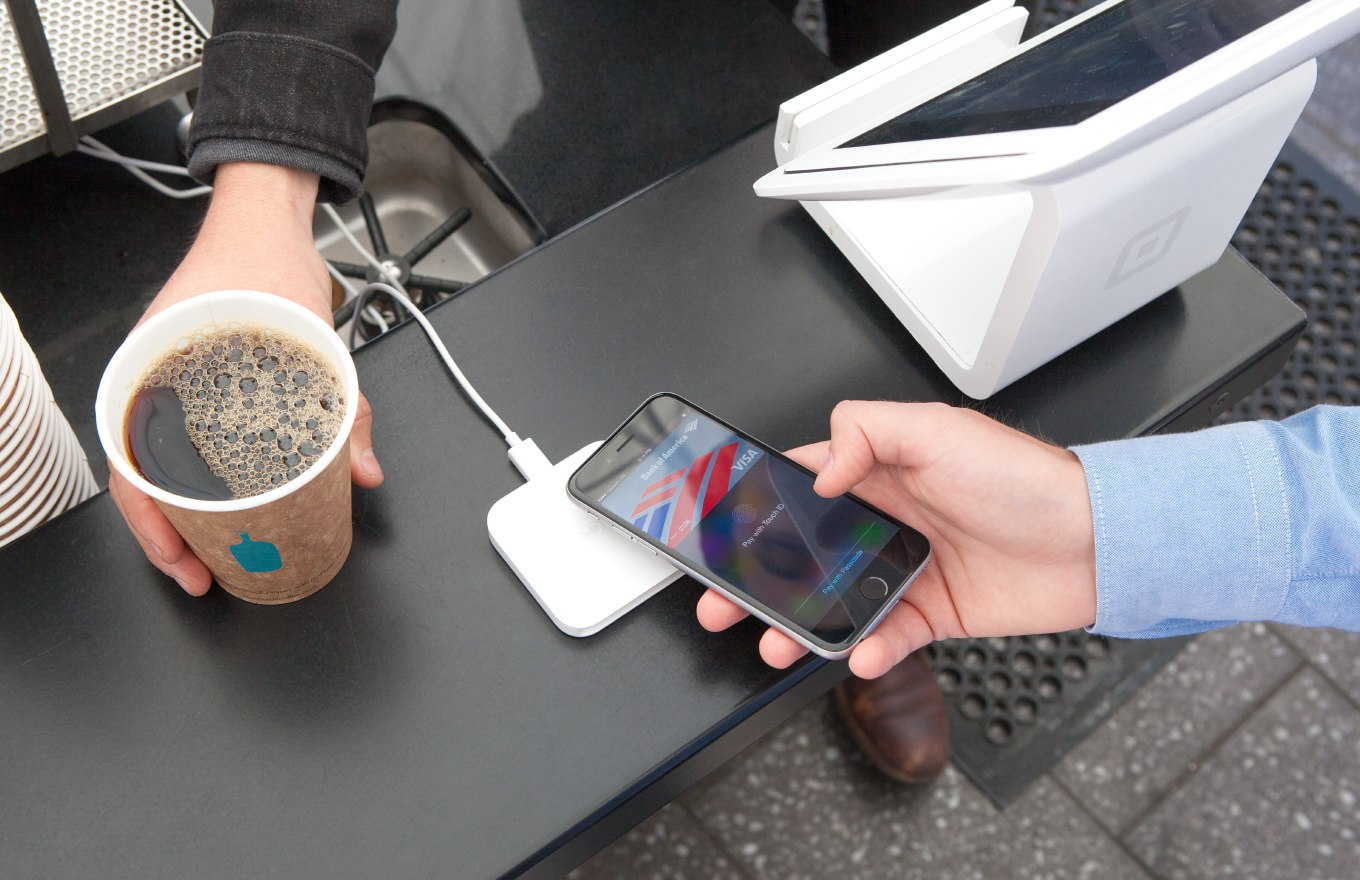
A kávé árát iPhone 6-tal fizeti ki. A kártyaleolvasó (fehér lap a telefon alatt) a Square alkalmazáshoz tartozó fizikai eszköz

- Az Apple bemutatja saját mobil fizetési rendszerét, az Apple Payt. Az Apple Pay eleinte csak az Apple kártyájával volt használható, a következő öt-tíz évben a legtöbb bank kártyája a fizetésmódhoz adható, igaz ez a magyar bankokra is. A fizetéshez elég az iPhone vagy az Apple Watch használata, a kártyára fizikai valóságában nincs szükség.[611]
- Az Apple megajándékozza felhasználóit az egyik legnépszerűbb rock banda, a U2 Songs of Innocence lemez számaival. Ám ajándék automatikusan megjelenik az iTunesban, ezt sok felhasználó sérelmezi, az esetnek jelentős sajtóvisszhangja van.[612]
- Nem csak a bulvársajtó írja meg, hogy számos hollywoodi sztár iPhone-járól kerültek ki képek az Internetre, a vádló ujjak az Apple felé mutatnak, feltörték a feltörhetetlennek hitt védelmét. Az Apple nyomozása kideríti, hogy nem az iCloudot hekkelték meg, hanem a sztárok jelszavait derítették ki.[613]
- Az Apple bemutatja az iPad Air 2-t és az iPad mini 3-t, mindkettőt ujjlenyomat felismeréssel és Apple Pay megoldással.[614]

### 2015
- Az Apple 1,7 milliárd eurót költ két adatközpont felépítésére és működtetésére Európában, mindkettő 100 százalékban megújuló energiával működik. Az írországi Galway megyében és Dánia középső részén, Jyllandban épülő létesítmények az Apple online szolgáltatásait (iTunes Store, az App Store, az iMessage (Üzenetek), a Maps (Térképek), Siri…) biztosítják az európai felhasználóknak.[615]
- Májusban megújult a 15 inhes, retina kijelzős MacBook Pro. A gép az új Force Touch trackpadet, gyorsabb tárhelyet, hosszabb akkumulátor-élettartamat kínál. Ugyancsak bemutatták a 27 inches iMacet, retina 5K, 14,7 millió pixeles kijelzővel, négymagos processzorral és még az ára is csökkent: 2 299 USD.[616]
- Bemutatták az Apple Musicot, az Apple zene-stream szolgáltatását, amely számos rádió adását is elérhetővé tette.[617]
- Szeptemberben vált letölthetővé az iOS 9. Az iPaden egyszerre két alkalmazás is látható, használható, tovább javították a Maps (Térképek) alkalmazást, és bemutatták a Magyarországon regisztrált Apple ID-vel el nem érhető News (Hírek) hír-gyűjtő alkalmazást (nem RSS-olvasó).[618]
- Bemutatják az iPhone 6s-t, és iPhone 6s Plust. Ez utóbbinak 5,5 inches kijelzője 1920x1080 képpont felbontású.[619]
- December harmadikán az Apple megnyitja Swift (programozási nyelv) forráskódját Swift. Nyílt forráskódú nyelvként a tehetséges fejlesztők széles közössége – az alkalmazásfejlesztőktől az oktatási intézményeken át a vállalkozásokig – hozzájárulhat az új Swift funkciókhoz és optimalizációkhoz, és elősegítheti a Swift új számítási platformokhoz való eljuttatását. A 2014-ben bevezetett Swift a történelem leggyorsabban növekvő programozási nyelve. Az Apple önös érdektől vezérelve segíti, támogatja a Swift használatát, mert az elkészült alkalmazások az Apple on-line áruházain át jutnak el a felhasználókhoz, a terjesztésérért az Apple-t jutalék illeti meg.[620]

### 2016
- A zenészek életét könnyíti meg az iOS-en bemutatkozó Music Memos alkalmazás, amellyel rögzíthetők, rendszerezhetők és továbbfejleszthetők a zenei ötletek. Az iPhone-t, de még inkább az iPad közkedvelt a DJ-k között. Az iOS-es GarageBand is jelentős frissítésen esik át, új funkció a Live Loops.[621]
- Az Apple egyre több országban nyit fejlesztő központot, ebben az évben Milánóban[622] és Nápolyban.,[623] az indiai Haidarábádban[624] és Bengaluruban,[625]
- Az Apple megnyitja a ResearchKit (kutatókat segítő) keretrendszerét a szülés utáni depresszió, asztma és szív- és érrendszeri betegségek kutatói számára is.[626]
- Az Apple menetrendszerűen frissíti MacBook családját. A technikai fejlesztés mellett már aranyrózsaszín külsővel is (eddig: sötétszürke – asztroszürke, klasszikus alumínium – ezüst és arany – gold) megvásárolható.[627]
- Az Apple belekezd kiskereskedelmi üzletláncának, az Apple Store hálózat megújításának. A Burberrytől 2014-ben átcsábított felelős vezető, Angela Ahrendts, a boltot közösségi térként kívánja megújítani.[628]
- Július 27-én az Apple dolgozóknak írt e-mailben jelenti be Tim Cook, hogy eladták az egymilliárdodik iPhone-t.[629]
- Az ősszel megjelenő iOS 10 emoji ikonjai között férfi ikonoknak megfelelő női ikonok is megjelennek.[630]
- Az Apple csatlakozott a RE200 kezdeményezéshez, a teljes energia felhasználását megújuló energiaforrásból kívánja fedezni.[631]

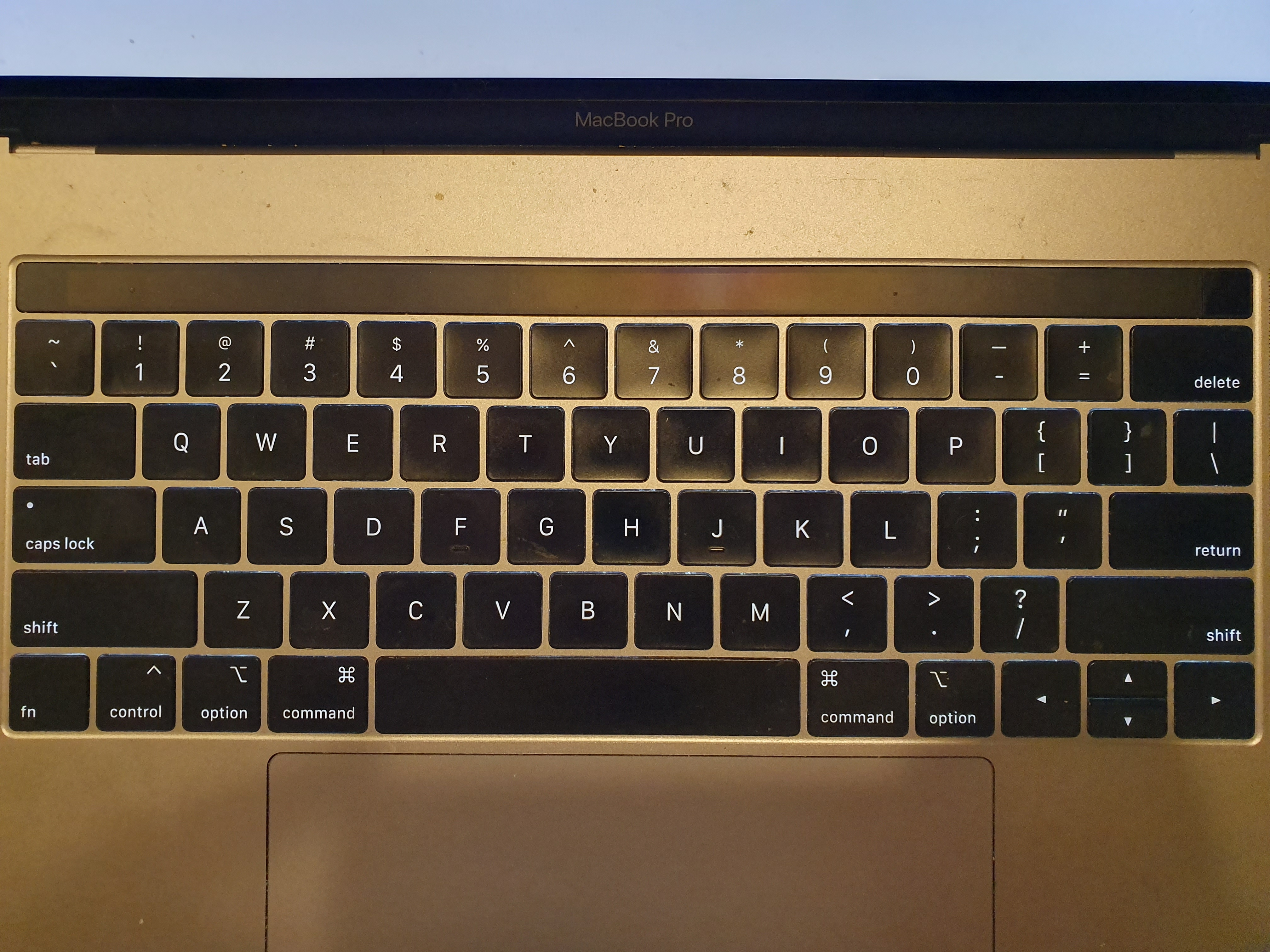
"

- Az Apple bemutatja a MacBook Pro 13 és 15 inches új verzióját (negyedik generáció). A legnagyobb újdonság a billentyűzet felső, funkció billentyű sorát felváltó érintés érzékeny kijelző sor, a Touch Bar. A Touch Bar a használt alkalmazástól függő, sok esetben felhasználó által programozható funkciót kínál, ám használata nem annyira kézenfekvő, mint amilyennek tűnik.[632]
- Az Apple saját dizájn megoldásait ünneplő könyvet ad ki Designed by Apple in California címmel.[633]

### 2017

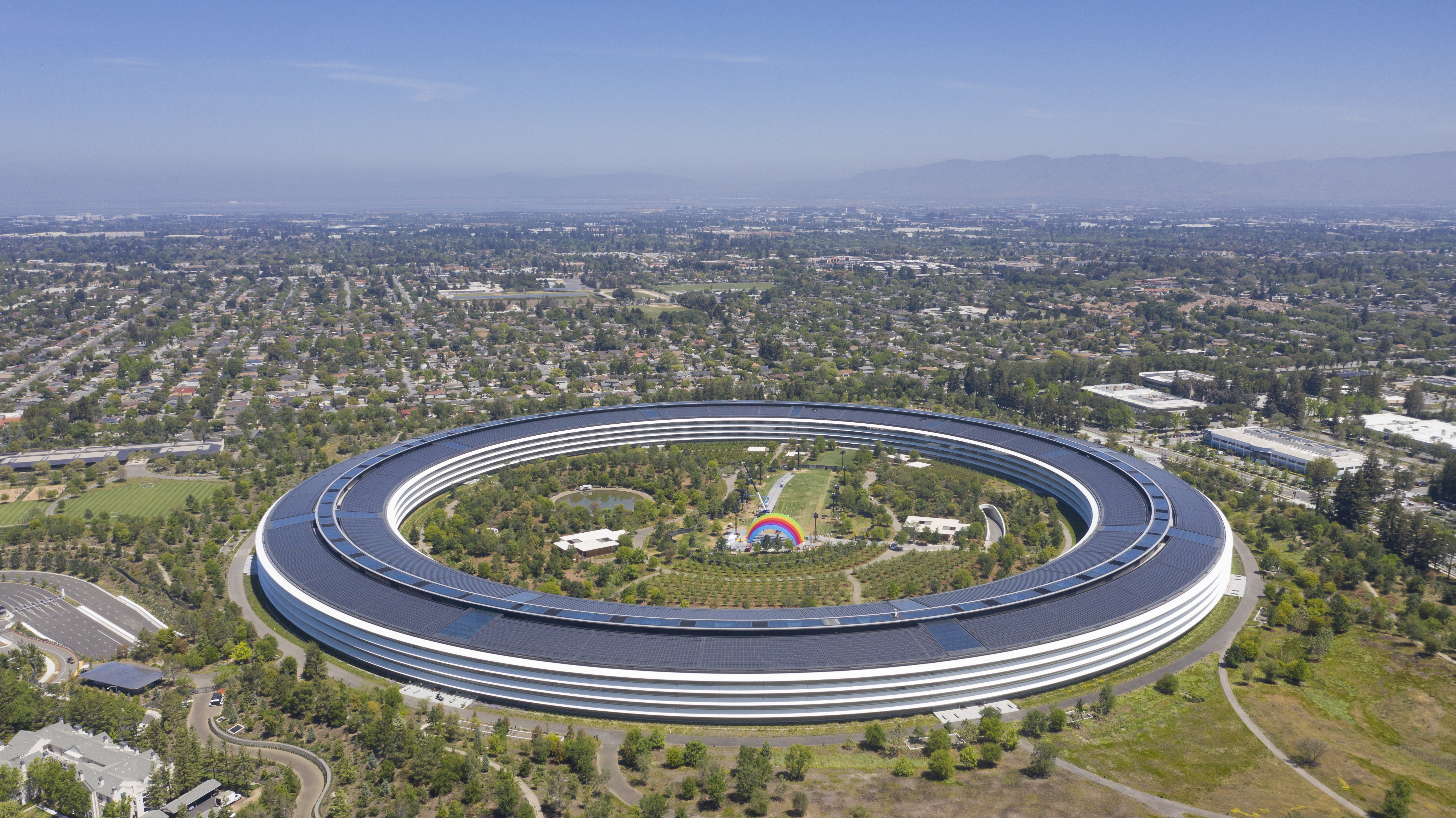
Az Apple Park 2019-ben. A 2020-21-es években online termékbemutatókban az Apple Park – az épület belseje és a park rész is – rendszeresen szerepel

- Áprilistól költöznek be az Apple dolgozói az Apple Parkba, a cég új székházába. Az Apple Park építését még Steve Jobs kezdeményezte. Az Apple Park az Apple Inc. új székhelye, nem messze az előzőtől, szintén a kaliforniai Cupertinoban (é. sz. 37° 20′ 05″, ny. h. 122° 00′ 32″37.334722°N 122.008889°W)

Norman Foster főépületének méretarányos és kör alakú alaprajzának köszönhetően a szerkezet média becenevet kapott:űrhajó. Az Apple Park 71 hektáros külvárosi területen található négyemeletes, kör alakú épület, amely több mint 12 000 alkalmazottnak ad otthont 260 000 négyzetméteren. Az Apple társalapítója, Steve Jobs azt akarta, hogy az egyetem kevésbé hasonlítson irodaparkra, inkább természetes környezet legyen. A kör belterülete zöldfelület, amelyet szárazságnak ellenálló fákkal és Cupertino területének őshonos növényeivel ültettek be, még egy mesterséges tó is található az Apple Parkban. A parkban található rendezvény központ hivatalos elnevezése: Steve Jobs Theatre.
Megnyitják az Apple Park látogató központját is.
- Az okostelefon forradalom vezető vállalkozása Apple és a mobiltelefon hőskorának meghatározó szereplője, a Nokia megállapodott az egymás iránt indított keresetek visszavonásáról.[639]
- Szeptemberben jelent meg az Apple Watch 3. Újdonság az LTE adatátvitel, a virtuális eSIM tudás.[640][641]
- A Stanford Egyetemmel közösen dolgozza fel az Apple az Apple Watch eszközök szívritmust figyelő szenzorának adatait. Az Apple célja, hogy az Apple Watch időben figyelmeztesse használóját, ha szívritmus-zavart észlel.[642]
- Az Apple Store üzletekben az Apple ingyenes kurzusokat tart érdeklődőknek a Swift programozási nyelvről. A cél a Swift propagálásán túl az alap programozási ismeretek átadása, hosszú távon olyan fejlesztők érdeklődésének felkeltése, akik az Apple eszközein futtatható alkalmazásokat írnak.[643][644][645]

### 2018
- Az Apple változatlan lendülettel nyitja az Apple Store-okat a világon. Így Szöulban,[646] Bécsben,[647] Tokió Shinjuku kerületében,[648] Milánóban,[649] Kiotóban,[650] a Champs-Élysées-n és[651] Bangkokban.[652]
- Az Apple folyamatosan támogatja az oktatást. A Nobel-díjas Malála Júszafzai Alapítvánnyal összefogva a lányok, nők tanítását igyekeznek elősegíteni.[653] Az együttműködés kiemelt terepe Dél-Amerika.[654]
- Európa számos országában alkalmazzák az Apple Everyone Can Code megoldását, Magyarország nincs köztük.[655]
- Április bejelentése szerint az Apple összes irodája, gyártó- és összeszerelő üzeme csak és kizárólag megújuló energia forrást használ. Kilenc beszállítója is 100%-ban zöld.[656]
- A hallás- és látássérült diákok is lehetnek programozók – az Apple őket támogató megoldást mutat be.[657]
- A szeptemberben bemutatott iOS az iPhone-on érzékeli, ha használója balesetet szenvedett és automatikusan hívja a 911-et, a szám a szolgáltatás hazai elérhetőségét követően értelemszerűen a 112.[658][659]
- Megjelenik a macOS Mojave (10.14), a legfőbb újdonság a sötét, éjszakai mód.[660]
- Az Apple felvásárolja a Shazam alkalmazást. A Shazam hang alapján felismeri a hallott zenét, és megadja a szerző nevét, a szám címét.[661]
- Megjelenik az iPhone XS, XS Max és XR. Az XS Max 208 gramm, 6,5 inches kijelzője 2688x1242 képpont felbontást kínál, legkisebb modell 64GB-os. Az Apple A12 Bionic processzora működteti.[662]
- Női vezetőket, cégalapítókat, start-up-osokat támogat az Apple alkalmazás fejlesztő kurzusaival.[663]

### 2019
- Az Apple 8 magos MacBook Pro forgalmazását kezdi meg. A Core i7-es processzorú hordozható gép 512GB SSD-t, 16GB RAM-ot kínál. A 16 inches kijelző felbontás 2048x1280 képpontos.[664][665]
- Jony Ive elhagyja az Apple-t. Ive-ot még Jobs alkalmazta, nevéhez fűződik az Apple sikeres talpraállását megalapozó színes iMac, az iPod, az iPhone, a Mac Pro, az általa kedvelt minimalista stílus (állítólag ezért Jony és nem Jonny) az Apple névjegyévé vált. Ive előszeretettel helyezte a dizájnt a használhatóság elé – elég a Cube-ot vagy az iMac pogácsa egerét említeni. Jobs halála után elnyert pozícióit is ez a hozzáállás jellemezte, szakértők szerint az utolsó években munkája már nem adott értéket hozzá az Apple termékeihez.[666]
- Az Apple külön megemlékezett Amerika nemzeti parkjairól, különösen a Kaliforniaiakról. Ezektől kölcsönzi 2013 óta az Maces operációs rendszer kódneveit (Mavericks, Yosemite, El Captain, Sierra, High Sierra, Mojave, az ebben az évben bemutatott Catalina, és majd a Big Sur).[667]
- Az Apple idén mutatja be az iPhone 12, iPhone 12 Pro, iPhone 12 Pro Mac és iPhone 12 mini okostelefonokat.[668]
- Apple Arcade néven nyit az Apple előfizetéses játékplatformot.[669]
- A Morning Show több Golden Globe jelölést kap. A tévésorozatot az Apple finanszírozta, az Apple TV+ streamingen tették elérhetővé.[670]

### 2020
- Az Apple bevételeiben egyre nagyobb részt kapnak a szolgáltatások: Apple Arcade (játék), Apple TV+ (videó-streaming), Apple News+ (hír) Apple Card (pénzügy), App Store (alkalmazás értékesítés), Apple Music (zene), iCloud (tárhely és webszolgáltatás).[671][672] Az Apple egyre összetettebb szolgáltatásait fogja össze az Apple One, megkönnyítve azok előfizetését, elérését.[673]
- A Covid legyőzését az Apple saját eszközeivel is segíti, megkönnyíti a járvány elleni védekezést támogató alkalmazások elérhetőségét.[674][675][676][677][678]
- Bemutatják a Big Surt, az első macOS 11 operációs rendszert (11.0 – a számozás mindig nullával kezdődik). Ezzel az Apple elbúcsúzott a Mac OS X, OS X, macOS neveket is viselő rendszertől, amit 2001 áprilisában mutatott be.[679]
- Phil Schiller[680] hatvanadik születésnapján az Apple igazgatói posztját Apple Fellow státuszra cseréli. Schiller több alkalommal is az Apple arca volt Steve Jobs mögött, több MacWorld és WWDC megnyitó előadáson a segítője. Apple Fellowként tagja marad a cég operatív igazgatóságának. (Ha az Apple ügyvédi iroda lenne, akkor ez a partneri státuszt jelentené – az Apple-nél ő az egyetlen Apple Fellow.)[681]
- A bemutatott iPhone 12 Pro és 12 Pro Max már 5G képes.[682][683]

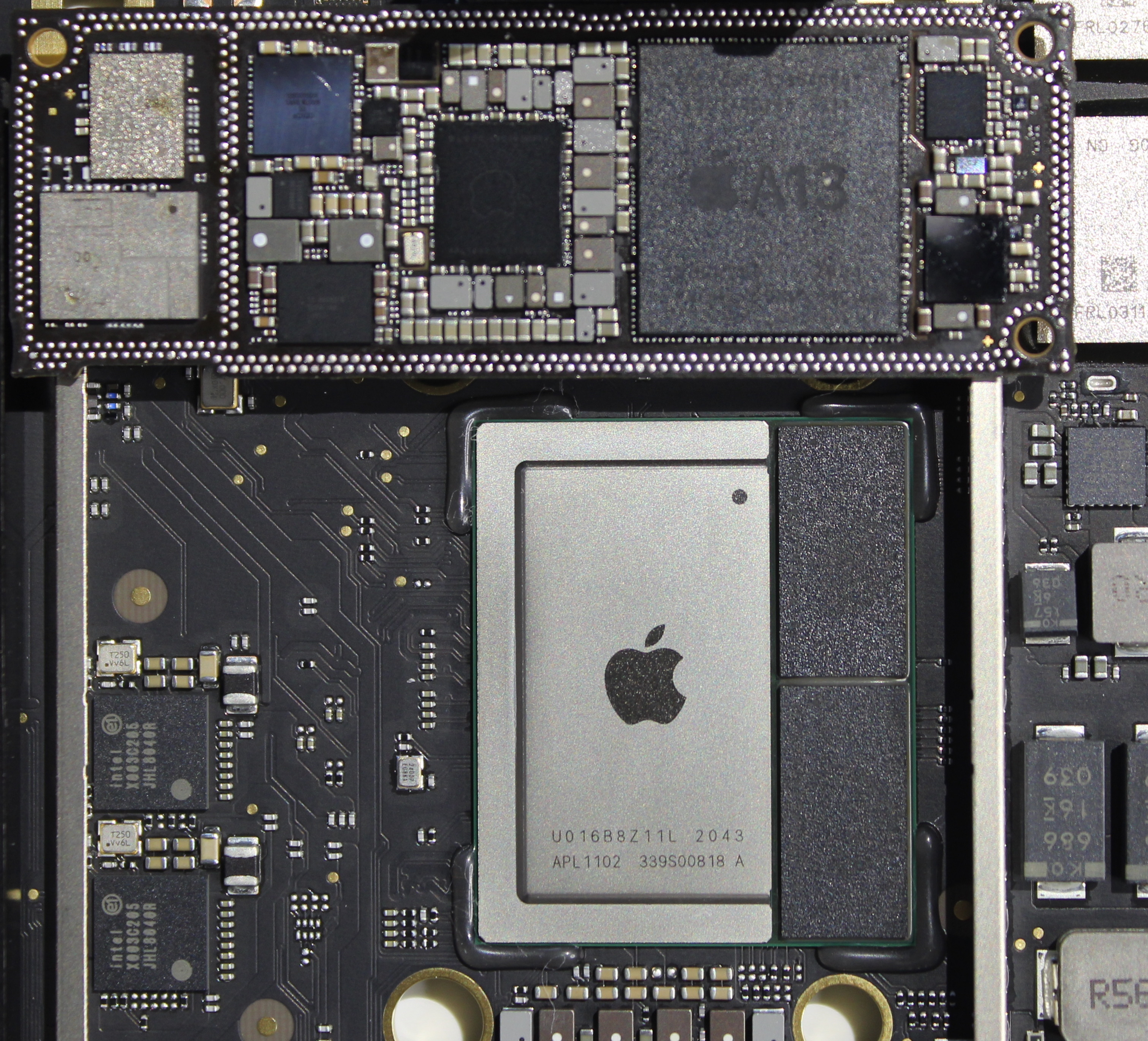
A képen alul az Apple M1 processzora a Mac mini alaplapján. Fent, összehasonlításhoz, az Apple A13 processzora az iPhone 11 nyomtatott áramkörén

- Az Apple bejelenti, hogy saját, M1 processzorára vált az Intel processzorokról. A váltás oka kettős: az Apple Jobs óta a teljes gyártási folyamatot szeretné cégen belül látni. A másik ok: az Intel már évek óta képtelen teljesíteni az Apple elvárta teljesítménynövelést és energiafogyasztás-csökkentést.[684] Az M1 processzor magjainak fele teljesítményre, fele fogyasztásra optimalizált.

Rögtön három Macet is bemutatnak: a Mac minit, a MacBook Airt és a MacBook Pro 13"-t.
A Mac mini technikai jellemzői: 3,2GHz-es M1 processzor, 256MB SSD, 8GB RAM, 802.11ax Wifi 6, Bluetooth 5, 10/100/1000 Ethernet, két USB-A, két USB-4, egy HDMI, az ára kereken 310 ezer forint.
A MacBook Air technikai jellemzői: 1,3kg súly, 3,2GHz-es M1 processzor, 128MB SSD, 8GB RAM, 802.11ax Wifi 6, Bluetooth 5, két USB-4, 13,3 inches kijelző 2561x1600 képpont felbontás, ára 430 ezer forint. A
A MacBook Pro technikai jellemzői: 1,4kg súly, 3,2GHz-es M1 processzor, 256MB SSD, 8GB RAM, 802.11ax Wifi 6, Bluetooth 5, két USB-4, 13,3 inches kijelző 2561x1600 képpont felbontás, TouchBar, ára 550 ezer forint.

### 2021
- Az Apple bemutatja a nyomon követhető AirTaget.[689][690]

iMac (2021 tavasz) rózsaszínben

- Az Apple bemutatja a 24 inches iMacet, amelybe már az Apple M1 processzora került. A hét színben kapható Mac minden bizonnyal az Apple 21,5 inches Inteles asztali modelljét váltja.

Az iMac technikai adatai: 24 inches retina kijelző, 4480x2520 képpont felbontás, M1 processzor, 8GB RAM, 256GB SSD, két USB-4, 802.11ax wifi 6, Bluetooth 5.0, az ára: 540 ezer forint.
- Az Apple bemutatja a macOS Monterey-t (macOS 12). A frissítés a Big Sur hiányosságok pótlása mellett megújult Safarit (böngésző), Jegyzetet, társas mozinézést és egyéb fejlesztéseket is hozott. A felhasználók ősszel telepíthették az új oprendszert.[692]
- Az Apple nyáron jelentette be, és az ősz folyamán tette elérhetővé az iOS 15, iPadOS 15 és watchOS 8 operációs rendszereit. A Macintosh számítógépekre szánt új, Monterey (macOS 12) operációs rendszere nem kínált igazi, meglepetésszerű újdonságot.[693][694]
- Az Apple bemutatta az iPhone 13-t, az iPhone 13 minit, pro-t és pro max-ot. A készülékek valódi újdonságot nem kínáltak, a technikai fejlődés megkívánta fejlesztést tette a cég elérhetővé a felhasználók számára.[695][696]
- Az Apple irodai csomagja – Pages, Numbers és Keynote – új tudással bővült. A Numbersben megjelent a keresztreferencia (pivot, kimutatás) készítés, a Keynote-ba élő videó beillesztés is lehetséges. A frissítés érintette a macOS és iOS operációs rendszereken futó verziókat is.[697]
- Az év legfontosabb eseményén az Apple bemutatta a MacBook Pro saját, Apple Silicon processzoros gépeit, folytatva az Intel elhagyását. Az új gépekbe a korábban már bemutatott M1 processzor erősebb változatai kerültek. Az M1 Pro (10 mag CPU, 16 mag GPU, 16GB egyesített memória) és az M1 Max (10 mag CPU, 32 mag GPU, 32GB egyesített memória) processzoros MacBook Pro gépek majd kétszer gyorsabbak elődjeiknél.[698]
- Az Apple a covid-válság alatt is kiemelkedő pénzügyi eredményeket ért el.[699][700][701][702]
- Az Apple bejelentette, hogy támogatja az iPhone-ok egyedi, otthoni javítását. A cégre évek óta nyomást helyeznek amerikai fogyasztóvédelmi szervezetek, mert az Apple eszközei csak szakszervizekben javíthatók megfelelő, otthon is elérhető eszközök híján. Az Apple útmutatót tett közzé jó néhány szerviz műveletről.[703]
- Az Apple Tim Cook vezetése alatt számos karitatív adományozást kezdeményezett vagy vesz részt, ez a Steve Jobs korszakra nem volt jellemző. Talán az egyetlen kivétel a Red©. Az eredetileg AIDS, azóta a Covid elleni harcot is támogató kezdeményezéshez 15 éve csatlakozott az Apple. Jellemzően népszerű termékeinek vörös változatát vásárolhatja meg a támogató felhasználó, az eszköz ára 10-15 százalékkal drágább az alap modelleknél. 2021-ben 270 millió dollár támogatást utalt az Apple a Red kezdeményezésnek.[704]

### 2022
- Az Apple 2022-ben is remek pénzügyi eredményeket ér el.[705][706][707][708]
- Az Apple bejelentette, hogy iPhone alkalmas lesz Apple Pay, érintés nélküli hitel- és betéti kártyás, valamint más digitális pénztárcás fizetéseket egyetlen érintéssel fogadni, minden további hardver vagy fizetési terminál használata nélkül.[709]
- Az Apple bemutatta a Mac Studio asztali, félprofesszionális, kijelző nélküli számítógépet. A Mac Studio M1 Max vagy M1 Ultra processzorral szerelt, ez utóbbi szintén újdonság. A Mac Studio-val egyszerre mutatták be a Studio Display 27 inches, 5K Retina kijelzős, 12MP Ultra Wide kamerás és négy hangszórós monitort.[710][711][712]
- Az Apple M1 processzor család – M1, M1 Pro, M1 Max – új taggal bővült, az M1 Ultra-val. Az M1 Ultra valójában két, egy lapkán gyártott M1 Max, amely 2,5TB/s sebességgel cserél adatot, a Mac számára egy chipként (CPU és GPU) mutatkozik.[711][713]
- Bemutatták az iPhone 13 termékcsaládot, kiemelt újdonság, hogy már zöld színeben is elérhető.[714]
- Az Apple a mai napon[pontosabban?] bemutatta az iMovie új verzióját. A Storyboards segítségével a törekvő tartalomkészítők és filmkészítők megtanulhatják szerkeszteni és fejleszteni videós történetmesélési készségeiket a közösségi oldalakon, kollégákkal vagy osztálytársakkal megosztott népszerű videókhoz előre elkészített sablonokkal – olyan videókkal, mint a barkácsolás, főzési útmutatók, termékismertetők, tudományos kísérletek, és több.[715][716]
- Az Apple bemutatta az M2-t. A második generációs, 5 nanométeres technológiával megépített M2 az M1 wattra vetített teljesítménye 18 százalékkal gyorsabb CPU-t, 35 százalékkal erősebb GPU-t és 40 százalékkal gyorsabb neurális motort jelent. Ötven százalékkal nagyobb a memória sávszélesség az M1-hez képest, és akár 24 GB gyors egyesített memória érhető el.[717]
- Megjelent a MacBook Air és a MacBook Pro új változata, vékony kialakítású, 13,6 hüvelykes Liquid Retina kijelzővel, 1080p HD kamerával, MagSafe töltéssel és még sok mással. Az M2 a 13 hüvelykes MacBook Pro-hoz, a világ második legkelendőbb laptopjához is érkezik – hihetetlen teljesítményt, akár 24 GB-os egyesített memóriát, ProRes-gyorsítást és akár 20 órás akkumulátor-élettartamot biztosít, mindezt kompakt kivitelben.[718]
- Az Apple – nem kevés nyomás után – közzétette útmutatóját egyes, eddig csak a saját szervize által elvégezhető műveletekről.[719]
- A szokásos őszi rendezvényen bemutatták az Apple Ultra Watcht,[720] a Watch 8-t és Watch SE-t,[721] az új Airpods Pro-t,[722] az iPhone 14 családot.[723][724]
- Letölthető az Apple tizenharmadik Maces operációs rendszere, a Ventura.[725]
- Az Apple bemutatja a következő generációs Apple M2 processzoros iPad Pro-t. Az új iPad Pro ProRes videórögzítést, szupergyors Wi-Fi 6E-t és az iPadOS 16 hatékony funkcióit kínálja.[726]
- A COVID-19 korlátozások hatására a kínai Csengcsou városában található elsődleges iPhone 14 Pro és iPhone 14 Pro Max összeszerelő üzem jelentősen csökkentett kapacitással működött. Ezért az iPhone 14 Pro és iPhone 14 Pro Max hosszabb várakozási idővel kerültek kiszállításra.[727][728]

### 2023
- Az Apple bemutatta az M2 chipjének Pro és Max változatát.[729] A Mac mini lett az egyik első gép, amelyiket ezzel a processzorral – M2 és M2 Pro processzor – szerelte fel az Apple,[730] a másik a MacBook Pro volt.[731] Júniusban bemutatták az M2 chip Ultra változatát is.[732]
- 2023 is sikeres pénzügyi év volt az Apple történetében.[733][734][735][736]
- Az Apple számos városban nyitott új boltot, többek közt Szöulban,[737][738] Mumbaiban,[739][740] Sencsenben[741] és Új–Delhiben.[742][743]
- Az Apple bemutatta saját BNPL[744] megoldását.[745]
- Sárga színeben is elérhető az iPhone 14 és 14 Plus.[746]
- Az Apple folytatta környezet-tudatosabb céggé válását megújuló energia használattal és visszavett eszközeinek újra felhasználásával.[747][748][749][750][751][752]
- A két professzionális Apple alkalmazásnak – Final Cut és Logic Pro – megjelent az iPades változata.[753]
- Az Apple bemutatta a 15 inches MacBook Airt.[754]
- Megújult a Mac Studio és a Mac Pro, az Apple összes gépe Apple chipet használ.[755]
- Az Apple bemutatta az Apple Vision Pro-t, a cég okos-szemüvegét, amely – tervek szerint – két év múlva kerül forgalomba. Ez volt 2023-as év Apple innovációja, amikor új eszközt jelentett be.[756]
- Megjelent az iPhone 15, iPhone 15 Plus,[757] iPhone 15 Pro és iPhone 15 Max.[758]
- Az Apple bemutatta az Apple Watch S9-et[759] és az Apple Watch Ultra 2-t.[760]
- Az Apple bemutatta új processzorait: M3-t, M3 Pro-t és M3 Max-ot.[761] A 24 inches iMac megújult, az Apple M3 processzorával gyártják,[762] M3-as processzort kapott a MacBook Pro is.[763]

### 2024
- Az Európai Unió Digitális Piacok Törvényének (DMA) való megfelelés érdekében módosításokat hajt végre az iOS, a Safari és az App Store szolgáltatásaiban az EU-ban. A változtatások több mint 600 új API-t, bővített alkalmazáselemzési lehetőségeket, alternatív böngészőmotorok támogatását, valamint új opciókat tartalmaznak az alkalmazások terjesztésére és a fizetések feldolgozására. Az Apple szerint az intézkedések új kockázatokat hordoznak.[764]
- Május 7-én bemutatták az M4 chipet, amely a második generációs három nanométeres technológiával készült, és 28 milliárd tranzisztort tartalmaz. Az új chip akár 10 CPU- és 10 GPU-magot kínál, továbbá a Neural Engine teljesítménye eléri a 38 billió műveletet másodpercenként.[765] Október 30-án megjelent az M4 Pro (14 CPU-mag és 20 GPU-mag) és M4 Max (16 CPU-mag és 40 GPU-mag).[766]
- Bemutatták az Apple Vision Pro-t, amely a térbeli számítástechnika új korszakát hozza el az üzleti szférába. A vállalatok olyan alkalmazásokat fejleszthetnek, amelyek lehetővé teszik a testreszabott munkaterületek kialakítását, a 3D-s tervezésen alapuló együttműködést, a speciális munkavállalói képzéseket és a távoli helyszíni munkák irányítását.[767][768][769]
- Az Apple az iOS 17.5 verzióban, míg a Google az Android 6.0 vagy újabb rendszereken vezette be ezt a funkciót, amely értesítést küld a felhasználóknak, ha egy ismeretlen Bluetooth-nyomkövető eszköz huzamosabb ideig velük mozog.[770]
- Májusban új 11 és 13 hüvelykes iPad Pro modelleket mutattak be ultravékony kialakítással és új Ultra Retina XDR kijelzővel rendelkezik. Az eszközök az új M4 chipet használják. Új Apple Pencil Pro is bemutatásra került.[771]
- Az Önkiszolgáló javítási program (Self Service Repair) keretében elérhetővé teszi az Apple Diagnostics szoftvert 32 európai országban. A szoftver lehetővé teszi a felhasználók számára, hogy az Apple hivatalos szervizeihez hasonlóan teszteljék készülékeik alkatrészeinek működését és teljesítményét, valamint azonosítsák a javítást igénylő részeket.[772]
- Szeptember 9-én bemutatták az iPhone 16, iPhone 16 Plus, iPhone 16 Pro és iPhone 16 Pro Max modelleket. Mindegyik készülék az új A18 Pro chip által biztosított fejlett mesterséges intelligencia képességekkel rendelkeznek.[773][774][775]
- Szintén szeptember 9-én bemutatták az Apple Watch Ultra 2-t és az Apple Watch Series 10-et, az új modell az új watchOS 11 rendszerrel érkezik, amely fejlett funkciókat kínál, például alvási apnoé értesítéseket és a Tides alkalmazást.[776][777][778]
- Szeptember 16-án mutatták be a macOS Sequoia operációs rendszert. Az új verzió része az Apple Intelligence, a vállalat személyes intelligencia-rendszere[779]
- Az Apple Intelligence első funkciói elérhetők iPhone, iPad és Mac készülékekre az iOS 18.1, iPadOS 18.1 és macOS Sequoia 15.1 ingyenes szoftverfrissítésein keresztül. Az Apple Intelligence személyes intelligenciarendszer, amely az Apple saját generatív modelljeit használja a nyelv és képek megértésére és létrehozására, alkalmazások közötti műveletek végrehajtására, valamint személyes kontextus figyelembevételével egyszerűsíti és gyorsítja a mindennapi feladatokat, miközben kiemelt figyelmet fordít a felhasználói adatvédelemre.[780]
- Október 28-án bemutatták az új M4 chipes iMac-et, amely támogatja az Apple Intelligence személyi intelligencia–rendszert.[781]
- Az Apple éves pénzügyi eredménye jó, de messze elmarad az aranyévekhez képest.[782][783][783][784]